# Église Saint-Lucien de Litz
L’église Saint-Lucien est une église catholique paroissiale située à Litz, dans le département français de l'Oise en région Hauts-de-France.
La nef unique, qui n'a jamais été voûtée, s'inscrit dans la tradition romane, mais le portail, dissimulé sous un porche moderne, n'est pas antérieur à la fin du XIIe siècle. Plus anciens sont les murs ouest et nord de la base du clocher, qui est lui-même une construction en charpente de l'époque moderne. Ses murs ont été intégrés dans le vaste chœur à double transept et abside à cinq pans, qui a été achevé en 1542, époque de reconstruction et restauration de nombreuses églises de la région. Il témoigne du passage successif du style gothique flamboyant vers la Renaissance. Il est néanmoins homogène, et semble avoir été édifié d'un seul jet. À l'intérieur, le profil particulièrement complexe des arcs-doubleaux longitudinaux, la façon dont les nervures des voûtes s'interpénètrent, et la réception de certaines moulures sur des culots sont des originalités caractéristiques du style flamboyant. Seuls les clés de voûte, trois culs-de-lampe des voûtes et une piscine liturgique sont de style Renaissance. À l'extérieur, la modénature du double croisillon sud et la décoration de ses contreforts reflètent ce mouvement. L'abside se caractérise par des fenêtres dont seul le tympan est muni d'un remplage flamboyant à deux ou trois arcatures trilobées. Dans son ensemble, l'église Saint-Lucien représente une église rurale remarquable, tant pour son plan à double transept, que pour son exécution soignée, et une architecture qui évite les stéréotypes fréquemment reprochés au style flamboyant. Elle possède également un mobilier très complet, avec poutre de gloire, de nombreuses statues de facture populaire antérieures à la Révolution française, des belles boiseries restaurées, et deux retables architecturés bien étudiés. L'église Saint-Lucien a été inscrite monument historique par arrêté du 14 octobre 2002, et est aujourd'hui affilié à la paroisse Saint-Louis de Bresles. Des messes dominicales anticipées y sont célébrées tous les deux mois environ.

## Localisation

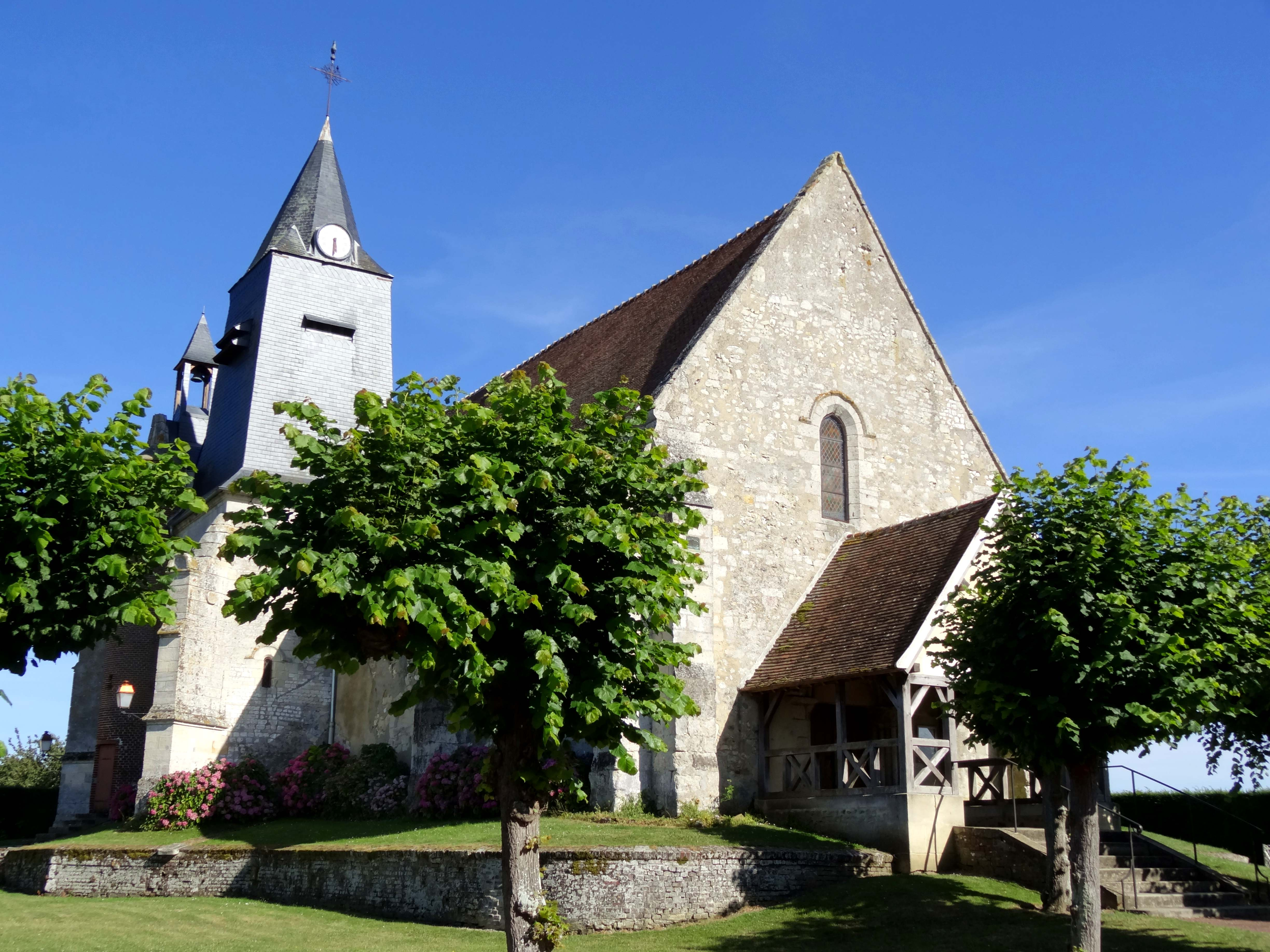
Vue depuis le nord-ouest.

L'église Saint-Lucien est située en France, en région Hauts-de-France et dans le département de l'Oise, entre la forêt de Hez-Froidmont au sud et le plateau Picard au nord, dans la commune de Litz, à l'ouest du village, dans l'angle entre la rue de la Mairie et la rue de l'Église, face à la mairie. La façade occidentale donne sur la rue de la Mairie ; l'élévation septentrionale est alignée sur la rue de l'Église. Entourée de l'ancien cimetière, l'église prend du recul face aux deux rues, et les domine légèrement, ce qui a nécessité de consolider le terrain par des murs de soutènement de faible hauteur, sauf à l'est. Il faut gravir plusieurs marches d'escalier pour accéder au porche précédant le portail. L'église est globalement assez bien dégagée, et bien mise en valeur ; cependant, les murs de clôture des propriétés voisines se rapprochent de près de l'élévation méridionale, et surtout du chevet, qu'il est impossible d'apprécier dans son intégralité par manque de recul.

## Historique

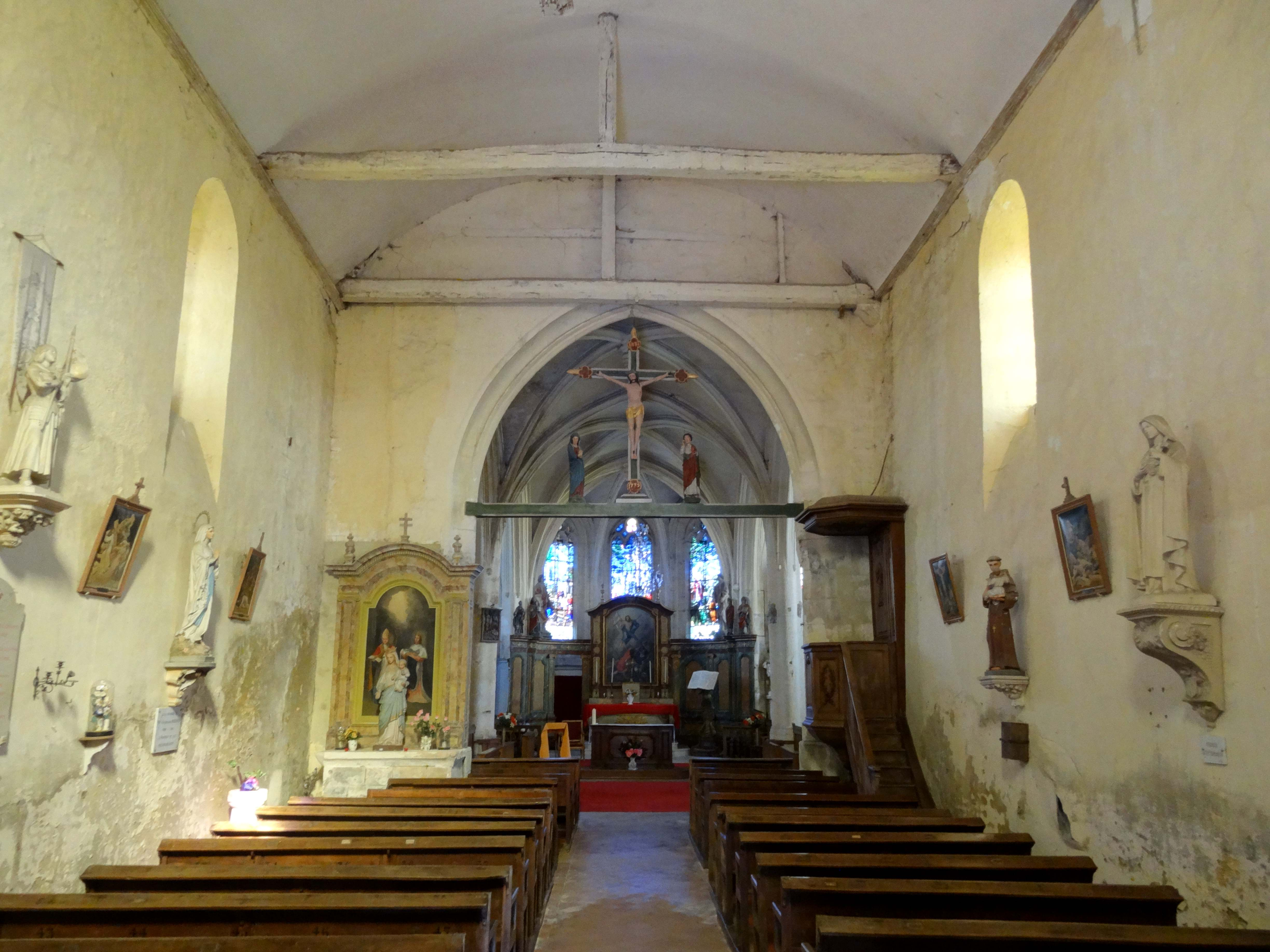
Nef, vue vers l'est.

L'église est dédiée à saint Lucien, évangélisateur premier évêque de Beauvais, mort en martyr vers 290. Sa date de fondation n'est pas connue, mais dans la région, le vocable indique généralement des fondations anciennes, et concerne des églises au moins en partie romanes (Ansacq, Avernes, Avrechy, Bury, Courcelles-sur-Viosne, Méru, Montmille, Rue-Saint-Pierre, Warluis…). En l'occurrence, la nef de l'église remonte au moins au dernier quart du XIIe siècle, et les parties basses du clocher semblent encore plus anciennes. En remplacement du sanctuaire romain, le double transept et l'abside ont été construites au second quart du XVIe siècle, comme l'indique l'architecture flamboyante qui cohabite ici avec la décoration Renaissance des contreforts, des voûtes et certains culs-de-lampe. Cette impression coïncide avec la date indiquée par Louis Graves pour le chœur, 1542. Avec ses deux fenêtres en plein cintre et l'absence de tout élément flamboyant sur les contreforts, le collatéral sud semble être la dernière partie construite. L'intérieur est toutefois homogène, et il ne semble pas y avoir eu d'interruption de chantier. Sous tout l'Ancien Régime, la paroisse relève du doyenné de Mouchy-le-Châtel, de l'archidiaconé de Clermont, et du diocèse de Beauvais. Le collateur de la cure est le chapitre de la cathédrale de Beauvais, également seigneur de Litz pour partie. C'est le chapitre qui finança sans doute le transept, le clocher et le chœur, et qui offrit les vitraux, dont trois sont encore en partie conservés. L'édifice a été classé monument historique par arrêté du 14 octobre 2002, et se trouve aujourd'hui en bon état. Litz est affilié à la paroisse Saint-Louis de Bresles, qui s'étend sur quatorze communes, et des messes dominicales anticipées y sont célébrées tous les deux mois environ.

## Description

### Aperçu général

Plan de l'église.

Orientée avec grande exactitude, l'église répond à un plan cruciforme simple, mais néanmoins particulière, avec transept double. Elle se compose d'un porche en charpente devant le portail occidental, unique accès de l'église ; d'une nef unique recouverte d'une fausse voûte en berceau en bois plâtré ; d'un double transept, avec donc deux croisillons au nord et au sud ; et d'une abside à cinq pans. Les composants du transept peuvent également être interprétés comme les deux premières travées du vaisseau central du chœur, accompagné de deux collatéraux de deux travées. Toutes ces parties orientales sont voûtées d'ogives. L'abside serait ainsi la troisième travée du chœur. La première travée du collatéral nord est la base du clocher, et ses murs sont romans, mais l'intérieur est homogène avec le reste du double transept, excepté les fenêtres. L'étage de beffroi du clocher est en charpente, et recouvert d'ardoise, de même que la flèche octogonale un peu trapue. Une tourelle d'escalier cylindrique moderne en briques cantonne l'angle nord-est du clocher. Il n'y a pas de sacristie à proprement parler, mais un réduit derrière le retable du maître-autel. Le vaisseau central est recouvert d'une toiture à deux rampants, avec un pignon en façade, et trois croupes au chevet. La deuxième travée du collatéral nord, et les deux travées du croisillon sud, sont munis de toits en bâtière perpendiculaires à l'axe, avec donc un pignon au nord et deux au sud.

### Intérieur

#### Nef

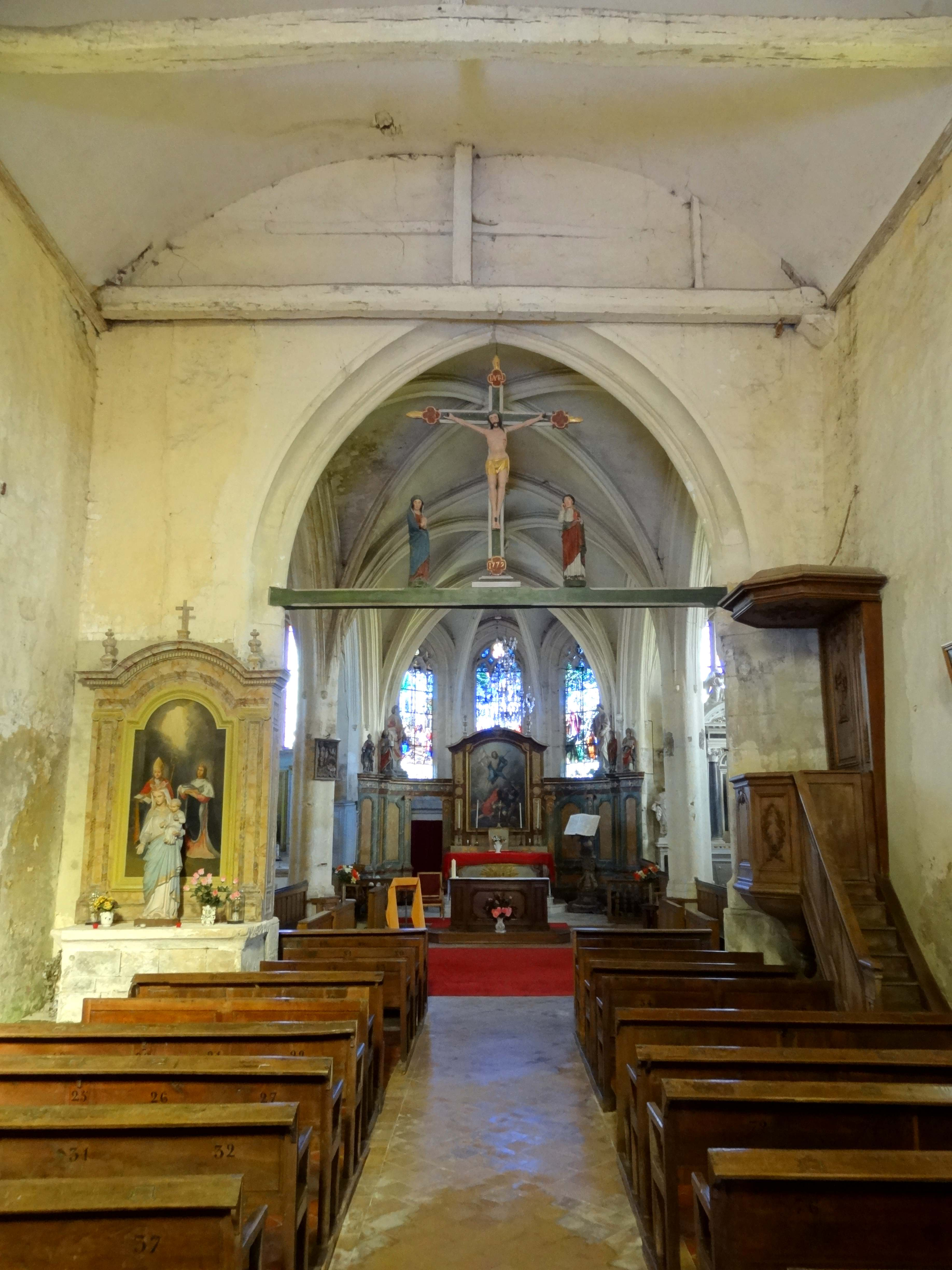
Nef, vue vers l'est.

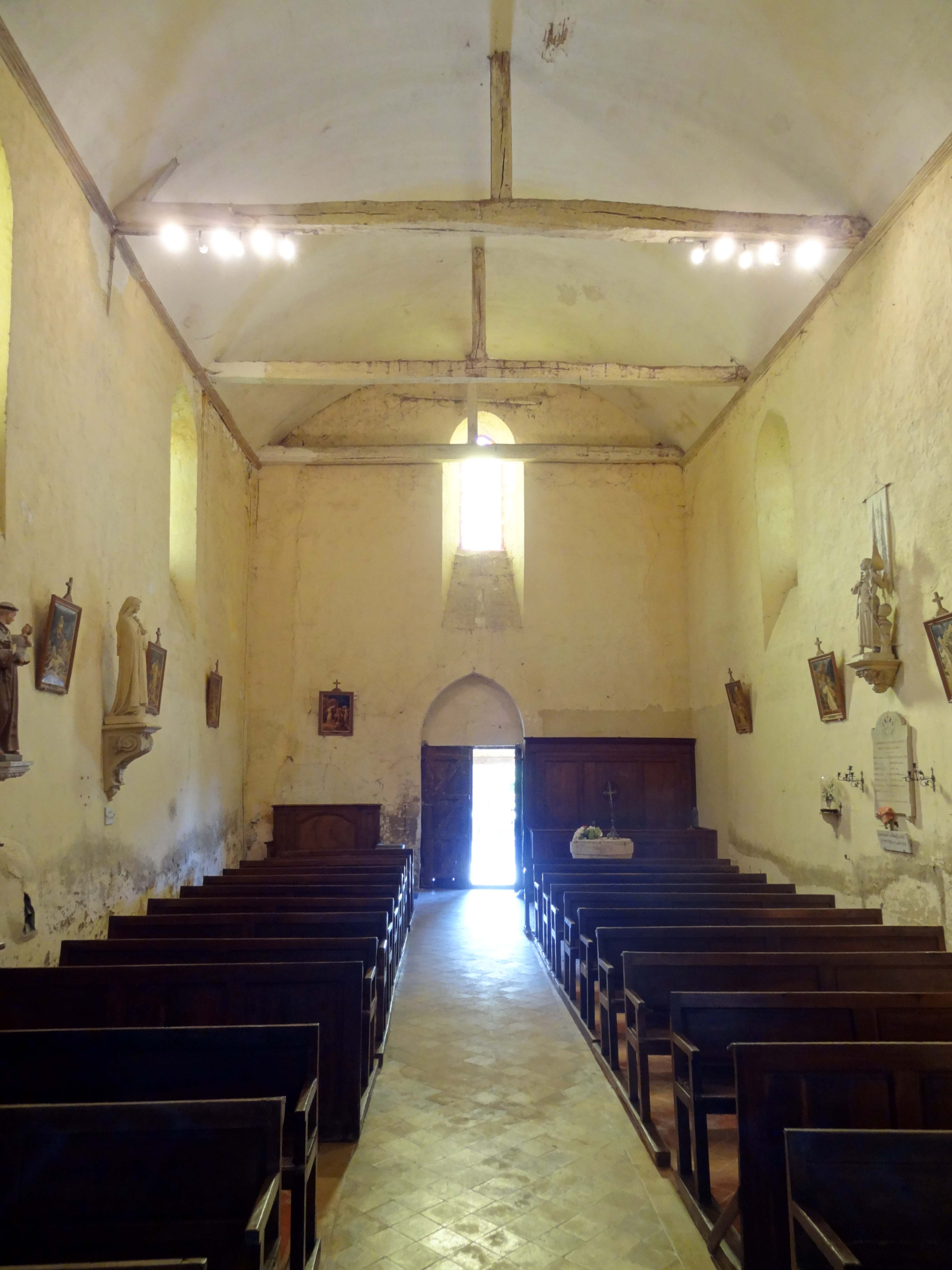
Nef, vue vers l'ouest.

De dimensions moyennes, la nef n'a jamais possédé de bas-côtés, et n'est pas conçue pour être voûtée. Ses fenêtres ont été disposées avec parcimonie : il n'y en a que deux au nord, deux au sud, et une au-dessus du portail occidental. Ses murs de moellons enduits sont lisses. Elle a tout des nef-granges romanes du XIe siècle et de la première moitié du XIIe siècle, telles que Le Bellay-en-Vexin, Mogneville, Pondron, Rully, Therdonne, comme par ailleurs un certain nombre de nefs uniques de la première période gothique construites dans le même esprit, dont Éméville, Heilles, Hodenc-en-Bray, Roberval, Saint-Martin-des-Champs (Paris). Eugène Müller dit qu'elle ressent plutôt la première moitié du XIIe siècle que le XIIIe siècle. Le dossier de protection indique néanmoins le XIIIe siècle, ce qui peut se justifier par le portail, qui peut effectivement dater du début du XIIIe siècle, tout aussi bien que de la fin du XIIe siècle.
Étant donné la nudité des murs à l'intérieur, et la perte de la corniche à l'extérieur, la datation ne peut se fonder que sur les fenêtres, les contreforts et le portail, mais ce dernier peut bien être postérieur au reste de la nef, comme c'est très fréquemment le cas. Les fenêtres sont relativement grandes, fortement ébrasées, et en arc légèrement brisé, ce qui suggère une date postérieure au troisième quart du XIIe siècle. En effet, si l'arc brisé est adopté dès le deuxième quart du XIIe siècle pour les arcades, les voûtes, et rarement les portails et les baies des clochers, le plein plein cintre continue de s'appliquer aux fenêtres sous une bonne partie de la première période gothique, parfois jusqu'au début du XIIIe siècle, comme à Glaignes et au chœur de Rieux, et ceci pour des raisons esthétiques. Le décor extérieur des fenêtres se résume à un bandeau doublement biseauté en forme de sourcil, qui se continue sur une courte section au niveau des impostes, comme dès les années 1150 au croisillon nord d'd'Angy, au propos duquel Dominique Vermand dit qu'il lui sera facile de produire une cinquantaine d'autres exemples à l'échelle du département. Quant aux contreforts, ils ne sont pas encore scandés de larmiers, et se retraitent deux fois grâce à un simple fruit, ce qui est conforme à la seconde moitié du XIIe siècle. La physionomie est la même que pour les contreforts plats romans ; seule la saillie est plus prononcée. Pour revenir à l'aspect intérieur de la nef, il n'appelle que peu d'autres remarques. La largeur est équivalente à la hauteur des murs gouttereaux, qui est par ailleurs la même pour la nef et les parties orientales. Cependant, le plafond de la nef est plus élevé que ne le sont les voûtes des parties orientales, ce qui illustre l'un des avantages des nefs non voûtées. Une partie du volume des combles est ici rattaché à l'espace intérieur, tandis que les voûtes d'ogives s'inscrivent toujours entre les murs gouttereaux, et laissent le volume des combles inexploité. En l'occurrence, la charpente n'est pas apparente, à l'exception des entraits et des poinçons, mais dissimulée par une fausse voûte en berceau en cintre surbaissé. Elle se substitue certainement à un plafond lambrissé, comme à Béthisy-Saint-Martin, Boran-sur-Oise, Cauffry, Méru, Nogent-sur-Oise, Rully, Saint-Vaast-de-Longmont, et ceci pour sacrifier au changement des goûts à la période classique, qui favorise la clarté et fait de toute façon appel au voûtement en berceau et au voûtement d'arêtes. S'il s'en dégage une certaine froideur, le résultat est certainement d'un effet plus heureux, et plus proche de l'esprit de l'architecture d'origine, que les fausses voûtes d'ogives néo-gothiques, dont ont été affublées les nefs d'Ansacq, Balagny-sur-Thérain, Beaumont-sur-Oise, Clermont, Fitz-James, Néry, La Neuville-en-Hez, Nointel, Venette, etc.

#### Vaisseau central du chœur

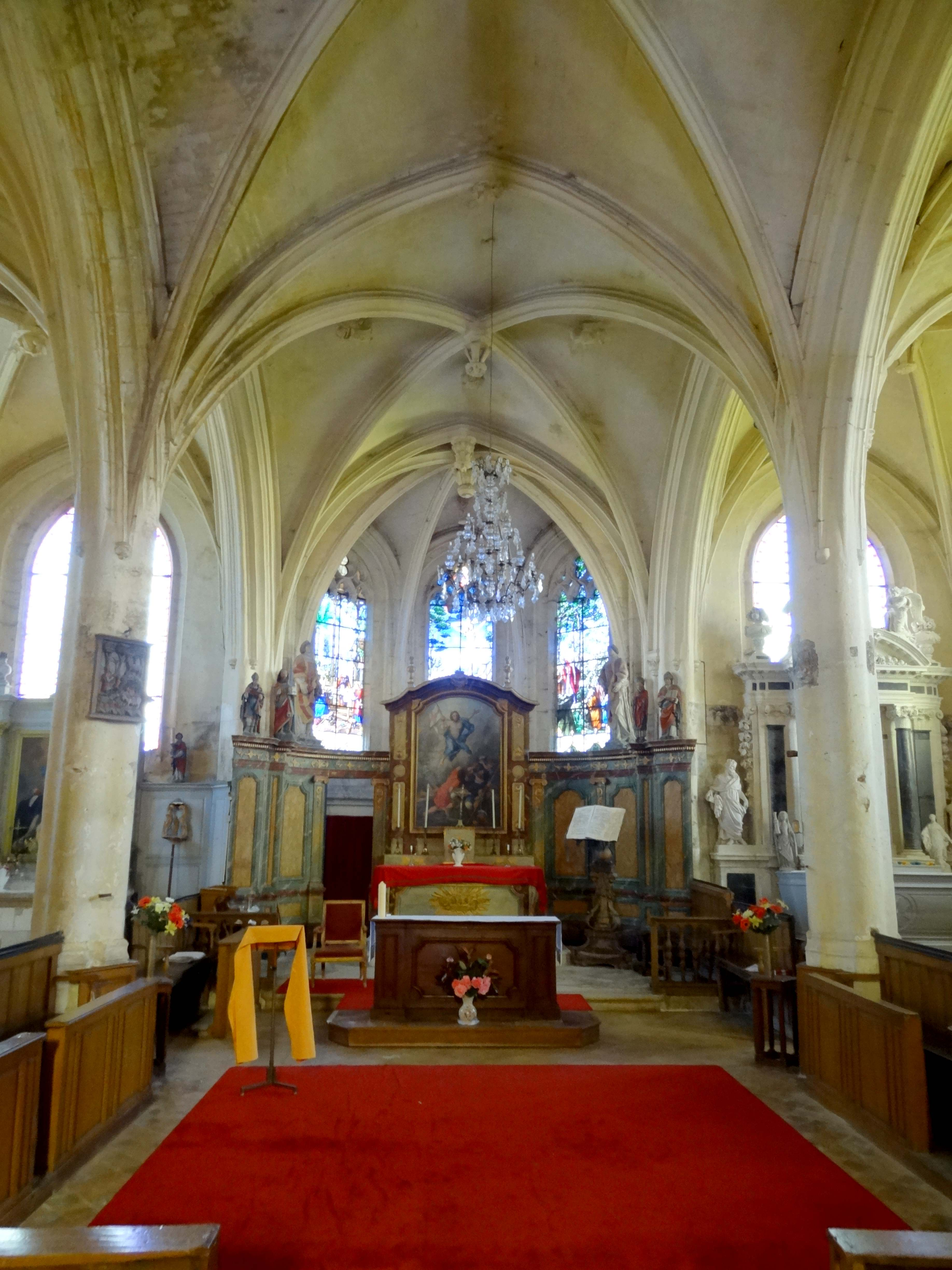
Vue vers l'est.

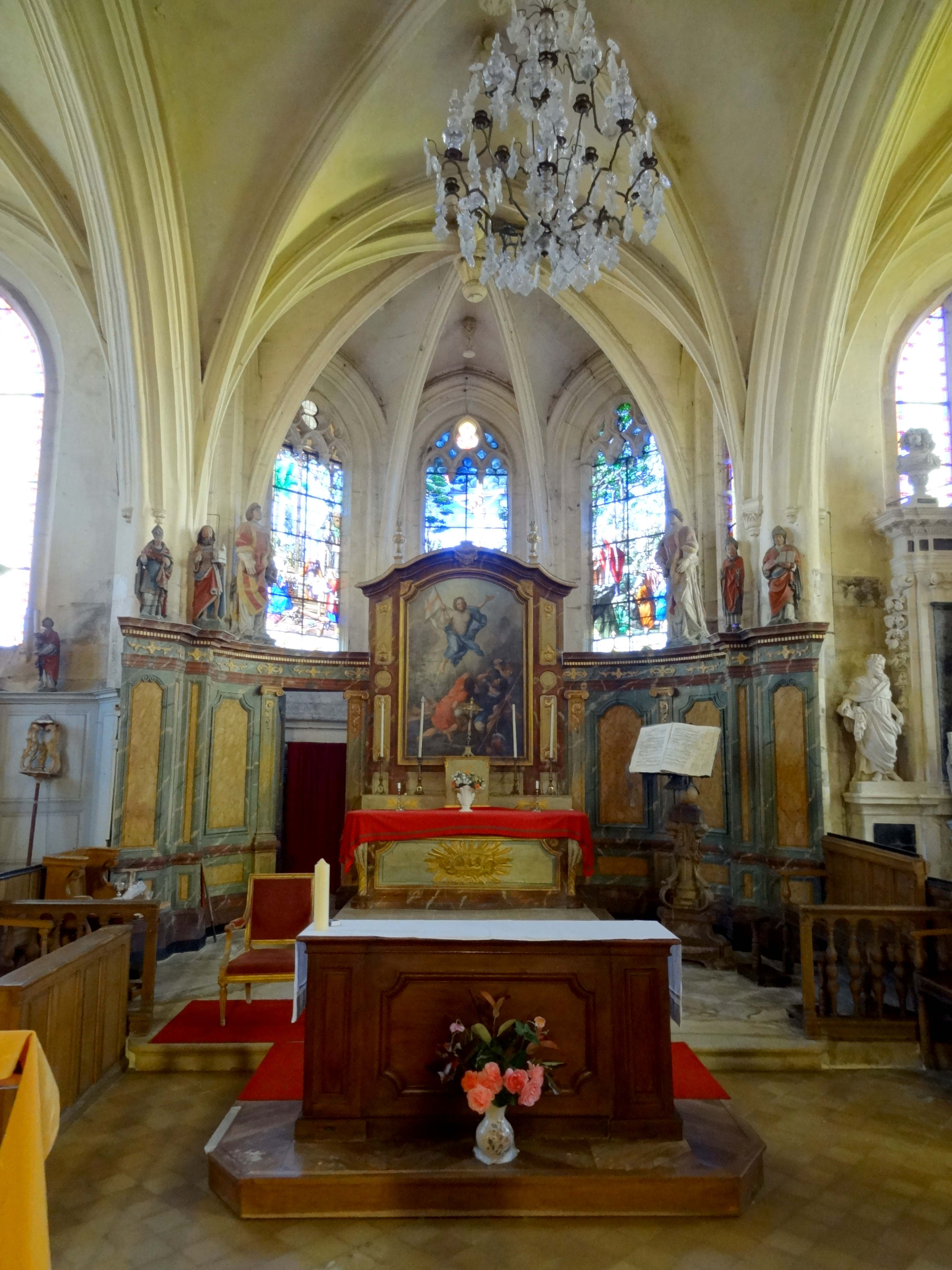
Vue vers l'est.

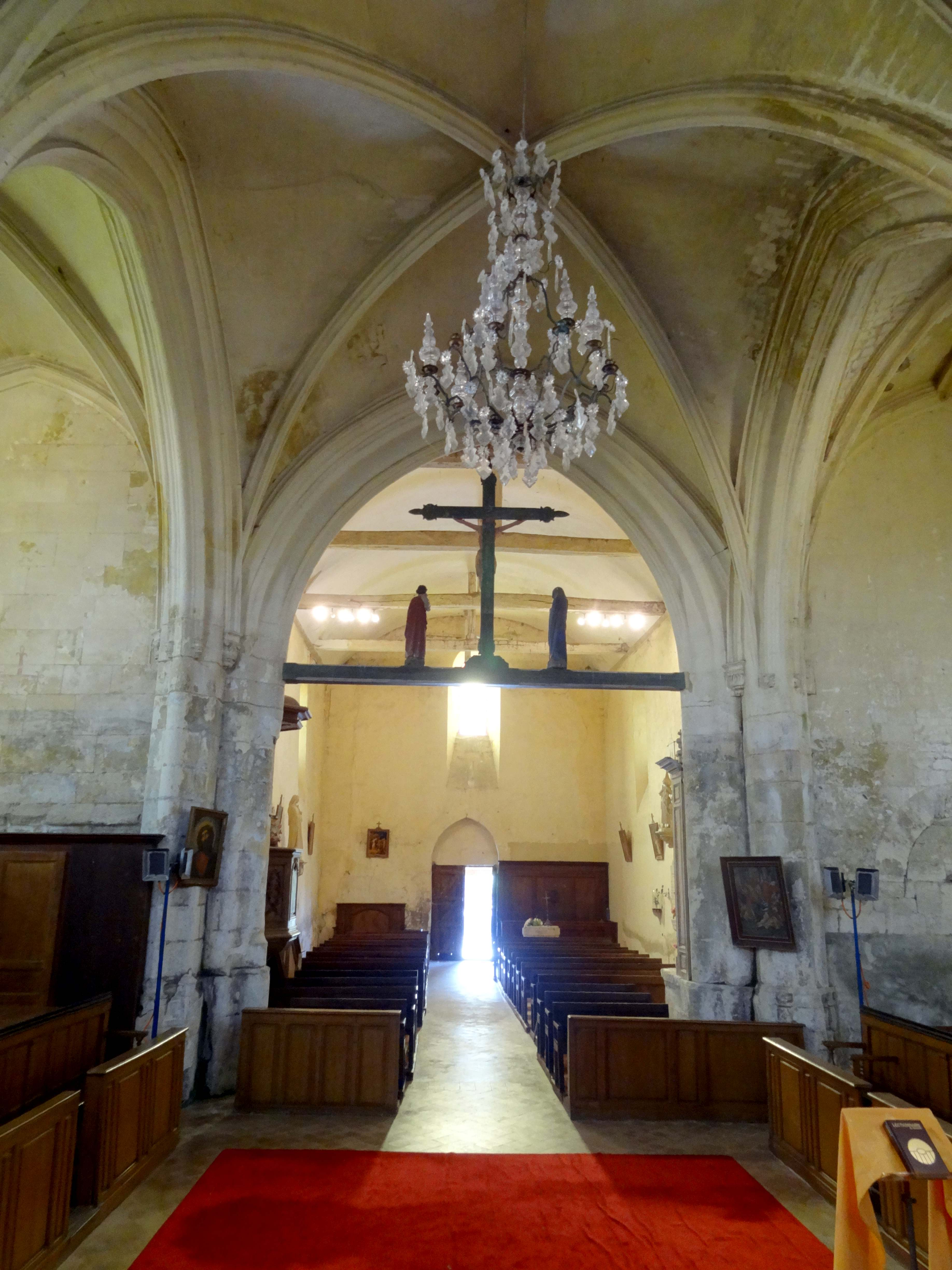
Vue vers l'ouest.

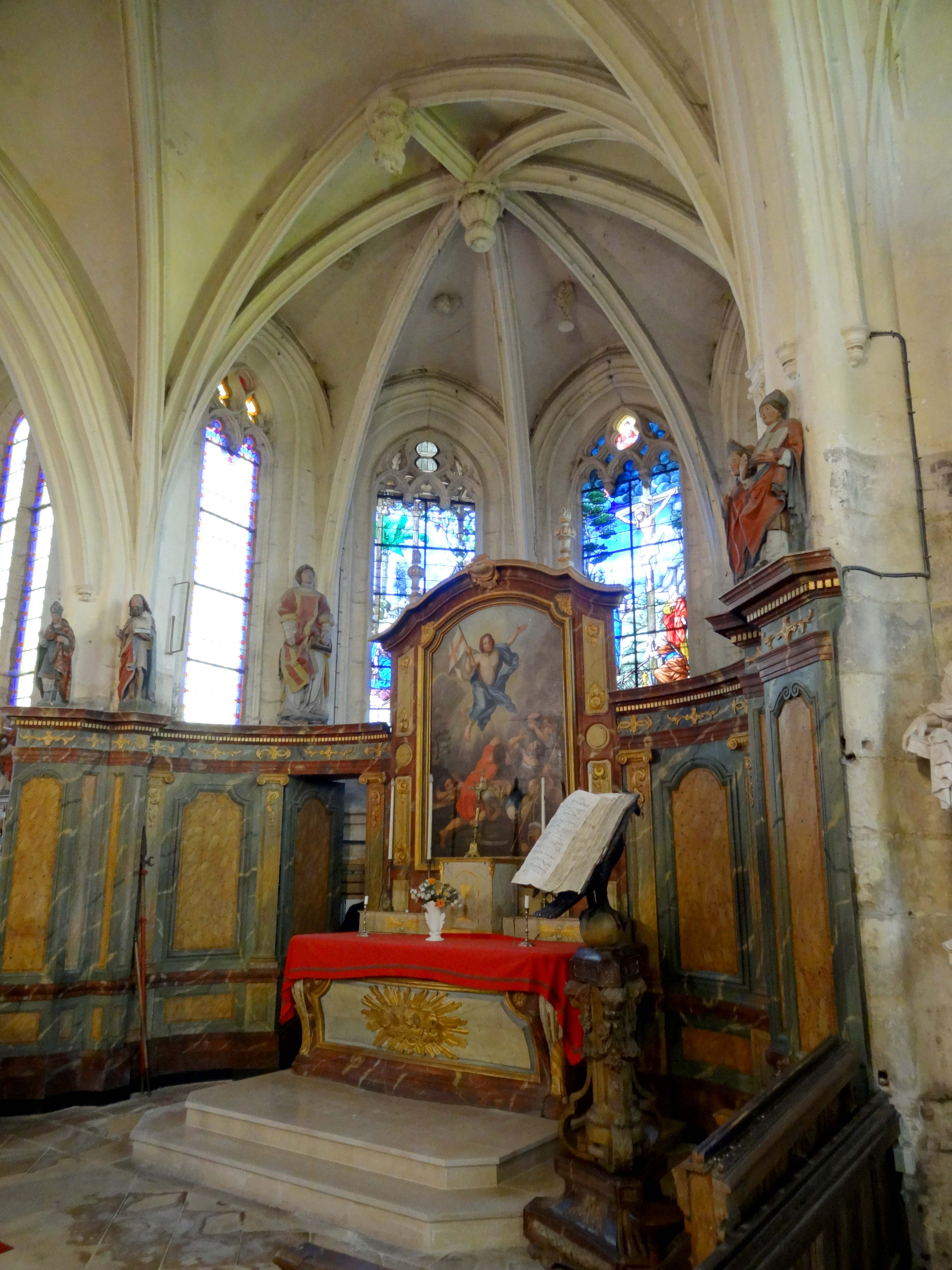
Abside, vue vers le nord-est.

Le vaisseau central du chœur se compose de deux travées carrées, que l'on peut également considérer comme croisées du transept, et d'une abside à pans coupés. Les deux travées carrées ne prennent pas directement le jour par des fenêtres, ce qui est normal si on les aperçoit comme parties d'un transept, mais n'est pas systématique si on les considère comme vaisseau central, quoique très fréquent pour les églises rurales de style flamboyant. En l'occurrence, la raison n'est pas l'existence d'une portion de murs aveugles au-dessus des grandes arcades, mais le voûtement des collatéraux ou croisillons à la même hauteur. C'est le parti du chœur-halle fréquemment adopté dans la région, et ceci dès la seconde moitié du XIIe siècle. Il s'agit, en quelque sorte, d'un compromis, permettant d'obtenir un édifice d'allure élégante à moindres frais. La hauteur du vaisseau central est réduite, ce qui dispense de la construction de murs hauts et d'arcs-boutants, mais en compensation, la hauteur des collatéraux ou croisillons est portée au même niveau que le vaisseau central, ce qui est favorable à l'unicité de l'espace intérieur. Dans la moyenne vallée de l'Oise et ses environs, les chœurs-halles sont à chevet plat, et il n'y a quasiment plus de distinction entre le vaisseau central et les collatéraux, sauf sur le plan des fenêtres. Il y a généralement trois vaisseaux de deux travées chacun, voire d'une seule mais profonde travée, ou seulement deux vaisseaux de deux travées. Avec son abside à cinq pans, bien reconnaissable en tant que sanctuaire, l'église Saint-Lucien ne remplit pas tous les critères de la définition, telle qu'employée par Maryse Bideault et Claudine Lautier à propos des églises de Montataire, Nogent-sur-Oise, Villers-Saint-Paul, etc. Il paraît toutefois évident que le maître d'œuvre de Litz connait les avantages de ce parti et s'en inspire. Autrement, on pourrait difficilement expliquer le choix d'un double transept, extrêmement rare au Moyen Âge. Dans le nord de l'Île-de-France, l'on ne peut guère citer que Guiry-en-Vexin et Saint-Jean-aux-Bois. Avec la reconstruction flamboyante, la donne change un peu, car la priorité n'est plus aux vaisseaux élevés (excepté pour les cathédrales et églises importantes), ni à la luminosité. Il en résulte les chœurs à double transept de Crépy-en-Valois, Fresnoy-la-Rivière, Litz et Roberval. Entre Litz et Roberval notamment, les similitudes sont frappantes, y compris pour la nef et la position du clocher.
Depuis la nef, le vaisseau central du chœur s'ouvre par un arc triomphal, qui est en même temps l'arc-doubleau occidental de sa première voûte. Il est d'une conception plus simple que les doubleaux longitudinaux, et son étude permet de mieux appréhender leur profil, particulièrement complexe. Dans l'intrados, il présente un boudin en forme de double doucine encadré par deux fines moulures concaves. Latéralement, il est creusé d'une large gorge de chaque côté. Ce profil est assez représentatif de l'architecture de la première moitié du XVIe siècle dans la région. Côté est, s'y ajoutent des moulures supplémentaires. Étant donné qu'il s'agit de la moitié du profil des ogives, on peut les considérer comme arcs formerets, qui, à la période flamboyante, correspondent pratiquement toujours à la moitié des ogives. Toutes les moulures se fondent ici directement dans deux piliers ondulés à trois renflements, qui, s'ils étaient libres, seraient à quatre renflements. Tels sont en effet les deux piliers libres du vaisseau central. Les doubleaux latéraux commencent et se terminent par des piliers analogues. On trouve ainsi, dans les angles nord-ouest et sud-ouest du vaisseau central du chœur, deux piliers engagés disposés orthogonalement, où la logique voudrait un seul pilier. À Hermes et Roberval, l'on trouve la même disposition à l'entrée de l'abside. À Litz, le doubleau à l'entrée de l'abside pénètre directement dans les murs. Les piliers ondulés à quatre ondulations représentent une version simplifiée du pilier ondulé à huit renflements, plus fréquents. Ils apparaissent aussi à Baron, Borest, Ève, Montagny-Sainte-Félicité et Versigny.
Il reste maintenant à venir à la composition des doubleaux longitudinaux. Par rapport à la face orientale de l'arc triomphal, ils comportent, en plus, une arête saillante en bas de la gorge et une doucine au-dessus de celle-ci, deux fois moins large. Ces moulures sont bien trop nombreuses pour se fondre directement dans des piliers à seulement quatre renflements. Pour cette raison, l'arête saillante retombe sur de petits culs-de-lampe sculptés de feuillages ou de têtes de chérubins, comme à Brie-Comte-Robert et Therdonne, ou en haut de la nef Villiers-le-Bel. Mais ça ne suffit pas. Au-dessus des deux piliers libres, les formerets transpercent les ogives et s'interpénètrent avec les doubleaux avant de se fondre dans les massifs. C'est un parti original, qui évoque la nef de Cauvigny. Malheureusement, cette complexité est mal maîtrisée par les sculpteurs, et le tracé des formerets comporte un ressaut au niveau du croisement avec les ogives. Enfin, les formerets sont eux aussi reçu sur des culs-de-lampe dans les angles près de la nef et au sud du doubleau vers le chœur. Ces culs-de-lampe sont de style Renaissance et librement inspirés du chapiteau ionique, avec notamment des coussinets seulement esquissés par des bourgeons évoquant les crochets de nombreux chapiteaux gothiques. Ce recours un peu excessif aux culs-de-lampe est une spécificité de l'église de Litz.
Pour compléter la description des deux travées droites du chœur, il convient de consacrer quelques remarques aux voûtes. Comme déjà évoqué, elles sont munies de formerets, ce qui est l'exception pour des voûtes délimitées par des doubleaux. Ces nervures font en effet double emploi. Elles sont établies sur des croisées d'ogives simples. Conformément à l'usage général, les ogives et les deux doubleaux intermédiaires du vaisseau central accusent le même profil, dont est dérivé celui des formerets. De face, ce profil se présente par un filet entre deux fines moulures concaves. Latéralement, il comporte une large gorge, qui est délimitée des voûtains par un filet saillant. Les clés de voûte sont pendantes et se composent d'une guirlande, d'un pendentif accosté de plusieurs consoles galbées formées par des feuilles d'acanthe, d'un rang d'oves et d'un motif sculpté en bas-relief sur le dessous, mais devenu méconnaissable. La clé d'arc du doubleau à l'entrée de l'abside est du même genre. Bien que dépourvues de liernes et tiercerons, les voûtes de la deuxième travée et de l'abside arborent des clés secondaires. Elles sont au nombre de trois dans la deuxième travée, où le voûtain occidental reste libre, et au nombre de cinq dans l'abside, où les deux voûtains occidentaux restent libres. Dans la deuxième travée, l'on reconnaît clairement un ange musicien à l'est, tandis que les deux autres sculptures, probablement mutilées, ouvrent la voie à la spéculation. Dans l'abside, Eugène Müller reconnaît le Christ combattant le démon ou la mort, à l'est ; les têtes de saint Pierre et de saint Paul, au nord-est et au sud-est ; et « les symboles accoutumés des Évangélistes ». Or, les clés secondaires au nord et au sud sont sculptés de feuillages, et il n'est pas clair où l'auteur a vu l'homme ailé de saint Matthieu, le lion de saint Marc, etc.
L'abside est la seule source de lumière du vaisseau central du chœur. Abstraction faite de ses clés secondaires, qui sont très petites et loin d'être déterminantes pour l'aspect général du sanctuaire, sa voûte n'a rien de particulier. Elle est munie de formerets, qui se fondent dans les murs à l'arrière des ogives, et celles-ci descendent jusqu'au sol sous la forme d'ondulations. Les éléments déterminants de l'abside sont donc ses fenêtres, ainsi que ses remarquables boiseries (voir le chapitre Mobilier). En arc brisé, comme les voûtains, les cinq fenêtres s'inscrivent directement dans les lunettes de la voûte, et les formerets complètent ainsi favorablement la modénature des baies. C'est un parti largement exploité par les architectes gothiques. Dans la travée d'axe, au nord-est et au sud-est, les fenêtres occupent tout l'espace disponible entre les ogives, ce qui est loin d'être acquis après la guerre de Cent Ans, contrairement au XIIIe siècle. Au nord et au sud, elles sont un peu plus étroites. Conformément à l'usage, le pourtour est mouluré d'une fine moulure concave et d'une large gorge, et les nervures du remplage se présentent par un filet entre deux fines moulures concaves et deux gorges, à l'instar des nervures des voûtes. L'originalité de l'abside de Litz réside dans le fait que le maître d'œuvre à complètement renoncé aux meneaux verticaux, dans le but évident de maximiser la surface vitrée, tout en concevant les réseaux des tympans à l'instar des fenêtres à deux ou trois lancettes. Sur les baies plus larges, trois têtes trilobées retombent ainsi sur deux culs-de-lampe feuillagés suspendus dans le vide, et sur les baies étroites, deux têtes trilobées sont reçues sur un cul-de-lampe central. Les têtes trilobées sont surmontées de trois soufflets inversés et d'étroites mouchettes. Le rapport peu avantageux entre la largeur des nervures et les compartiments ajourés illustre bien comment l'architecte a eu raison de renoncer aux meneaux, qui n'auraient pas laissé la place à des verrières historiées. Malgré son plan ambitieux, le chœur de Litz est en effet de dimensions assez modestes.

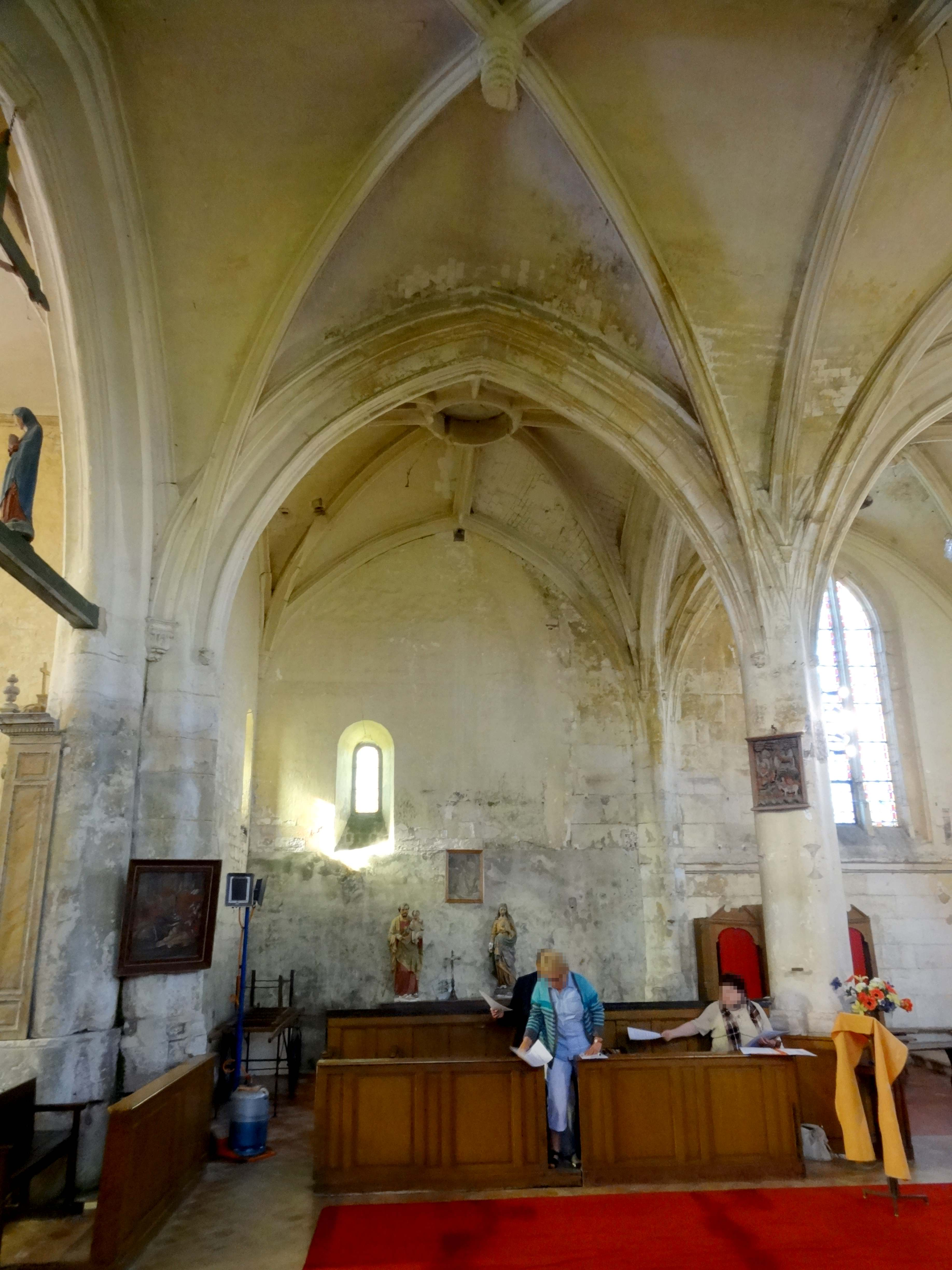
1re travée, vue vers le nord.
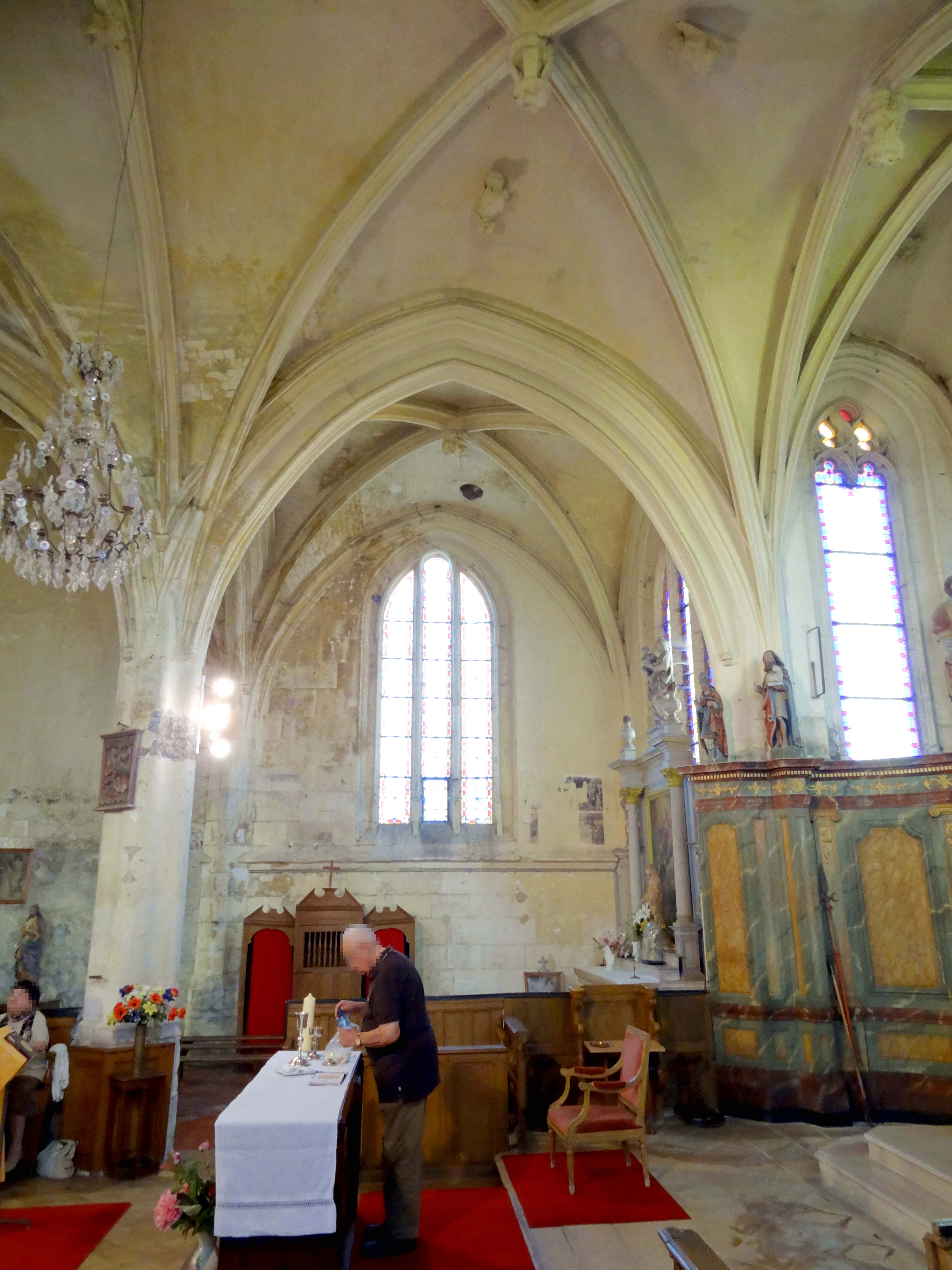
2e travée, vue vers le nord.
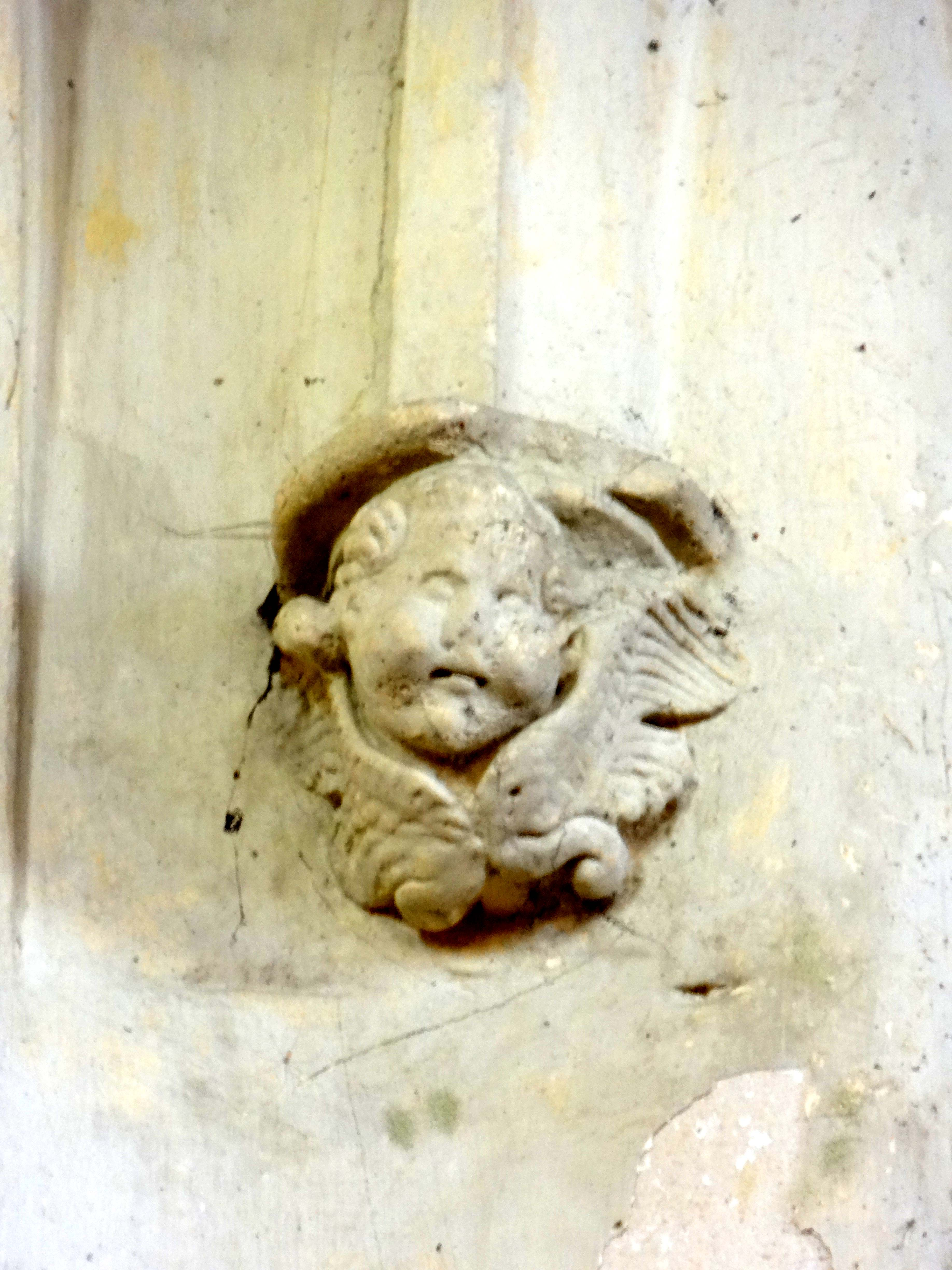
Cul-de-lampe de l'arête saillante des arcades.
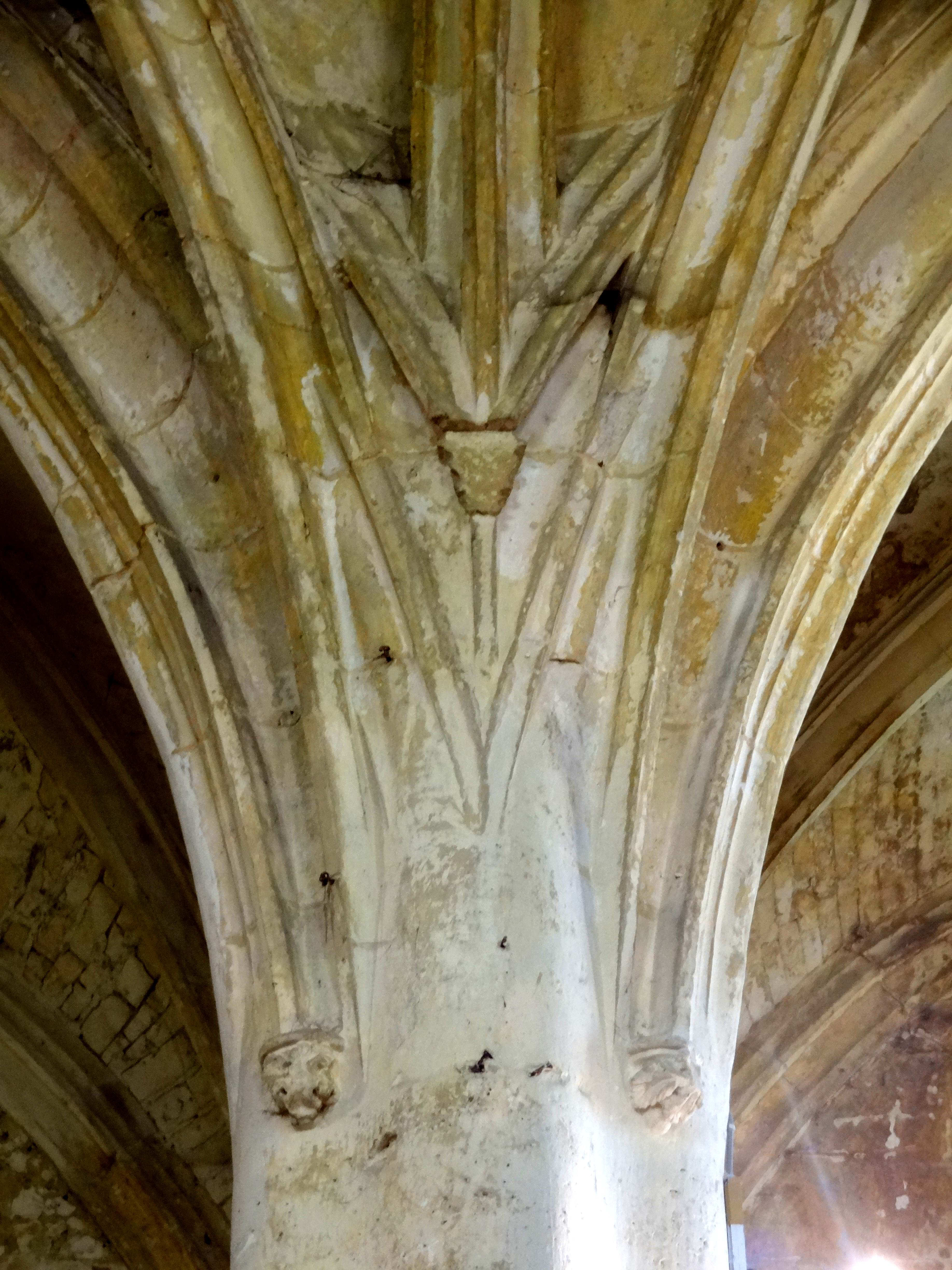
Retombée du 1er doubleau intermédiaire.
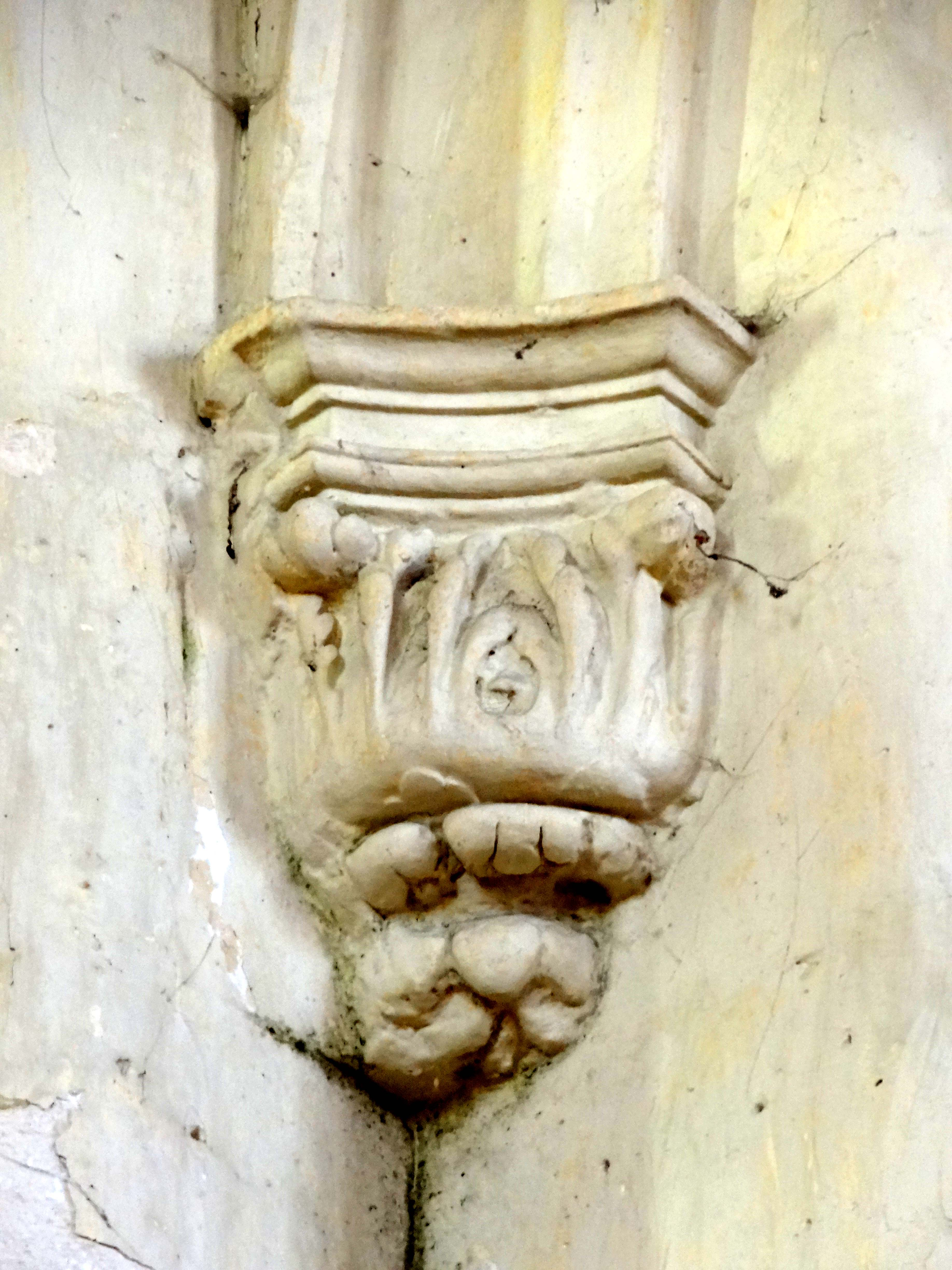
Cul-de-lampe du formeret oriental au nord-ouest.
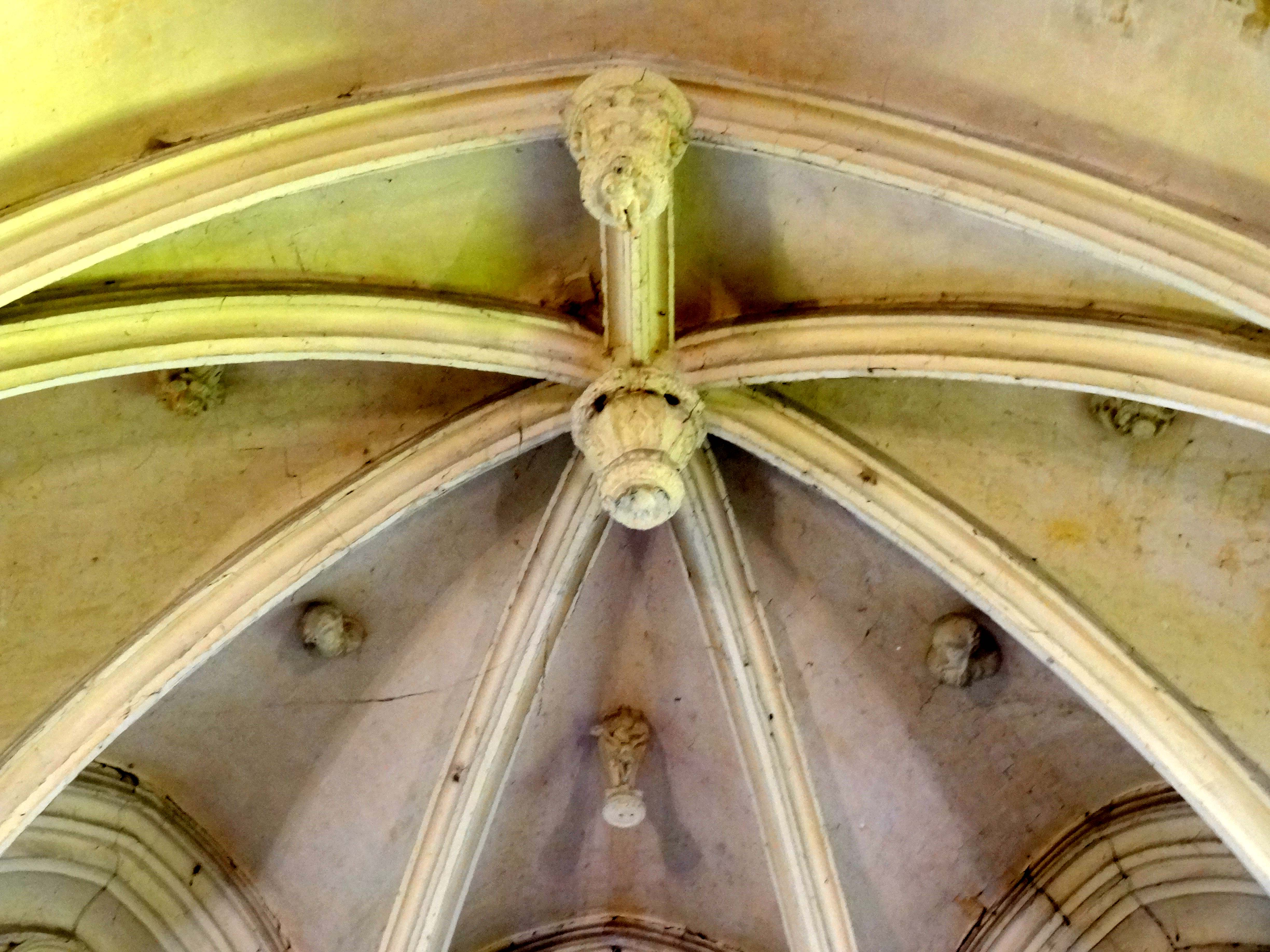
Clés de voûte de l'abside.

#### Collatéraux ou croisillons

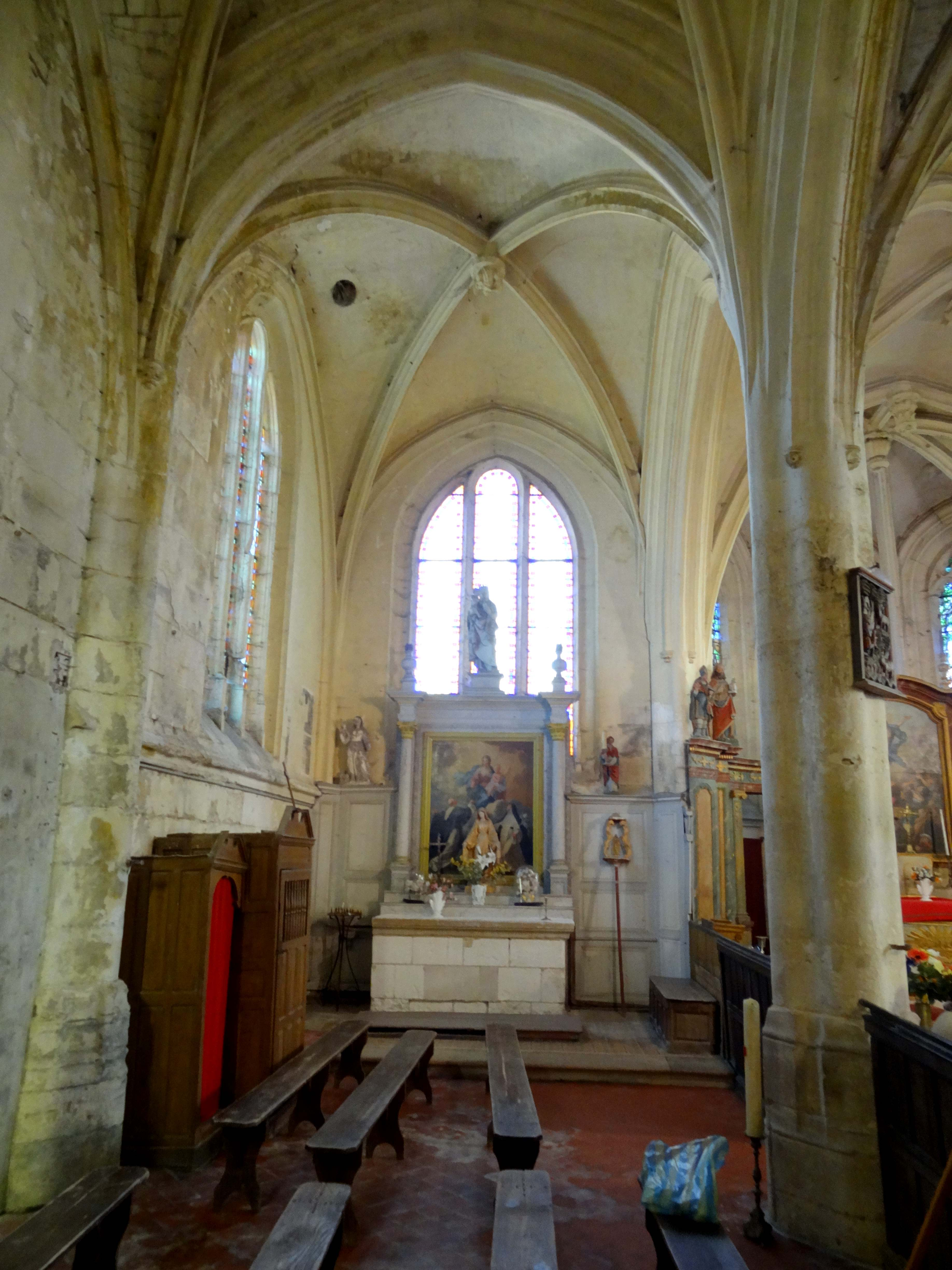
Collatéral nord, vue vers l'est.

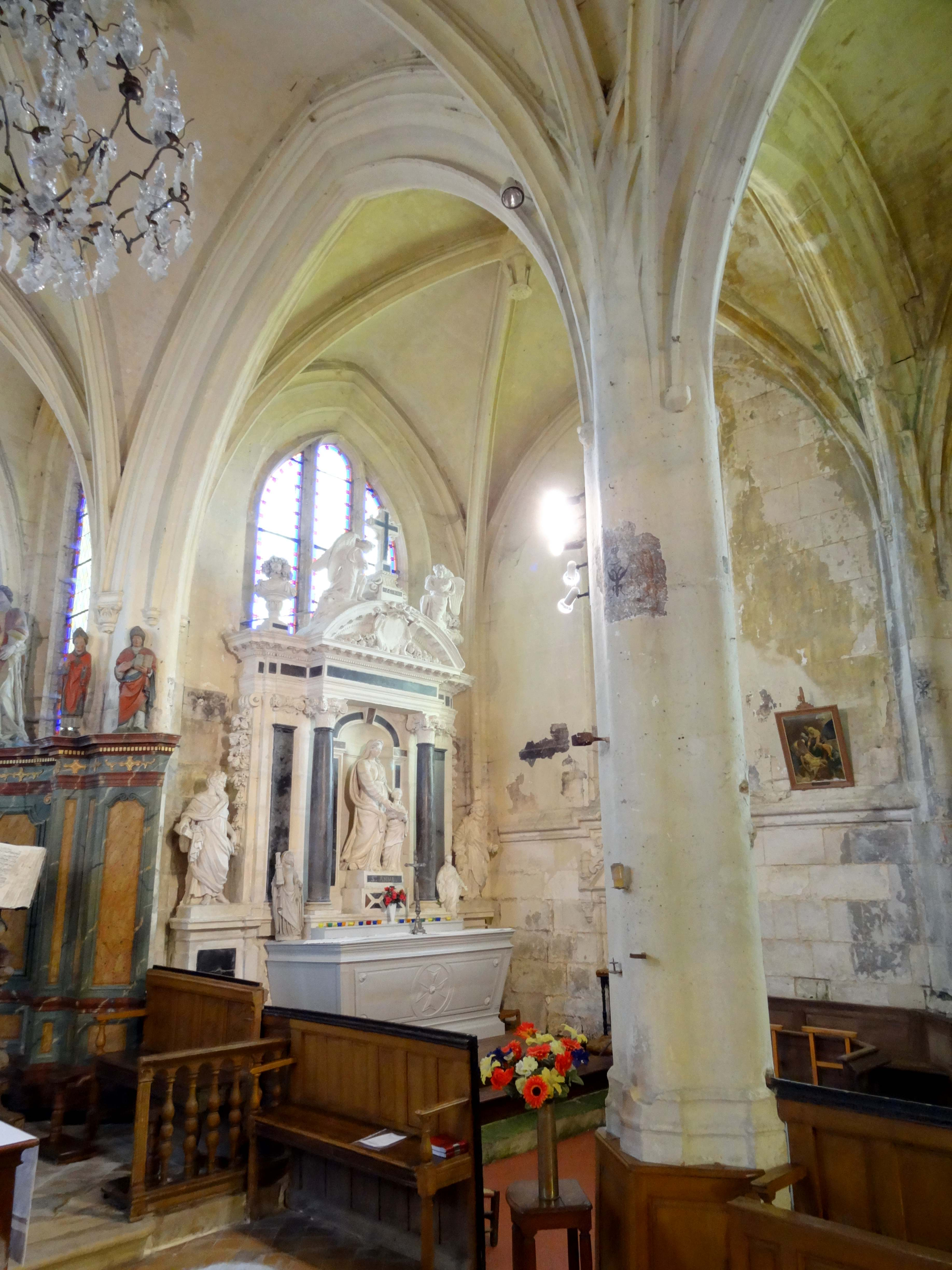
Chœur, vue vers le sud-est dans le collatéral sud.

Les deux doubles croisillons du transept ou collatéraux du chœur ne sont pas tout à fait symétriques, ce qui vient de la reprise de structures plus anciennes pour la base du clocher, dans la première travée du nord, et de choix légèrement différents pour les retombées des voûtes. On peut notamment retenir que les collatéraux sont voûtés à la même hauteur que le vaisseau central, et sont globalement de la même facture, mais ont majoritairement des fenêtres plus larges, aux réseaux nettement moins raffinés. Les deux baies de la deuxième travée du nord et la baie orientale du collatéral sud sont à deux meneaux verticaux, qui se réunissent au sommet en dessinant une lancette. Les deux baies du sud, bien qu'en plein cintre, contiennent deux lancettes en arc brisé, qui montent également jusqu'au sommet, en ne laissant libre qu'un écoinçon triangulaire. En principe, l'usage veut que les lancettes soient surmontées de losanges ou d'oculi, et ne montent pas jusqu'au sommet des baies. Les fenêtres signalées prennent appui sur un glacis, qui se continue sur les murs, et s'amortit inférieurement par un tore, sous lequel se profile un bandeau mouluré. Ce glacis fait l'écho au larmier qui marque la limite des allèges à l'extérieur. Une autre différence par rapport au vaisseau central est que les doubleaux intermédiaires sont renforcés, et analogues aux doubleaux longitudinaux, alors qu'ils sont analogues aux ogives dans le vaisseau central. Cette particularité s'explique par la présence du clocher au-dessus de la première travée du nord, et plus généralement, par la volonté de contrebuter suffisamment les voûtes du vaisseau central.
Dans la première travée du collatéral nord, qui est la base du clocher, la voûte est renforcée par quatre liernes, et percée en son centre d'un trou de cloches, dont la trappe en bois est décoré d'un soleil en bas-relief. Le plus souvent, ces trappes sont frustes. Un autre exemplaire sculpté se trouve à Ponchon. Sinon, la voûte reproduit le schéma général en vigueur pour les voûtes des clochers après la guerre de Cent Ans, jusqu'à la fin du voûtement d'ogives. Dans l'angle nord-ouest, l'ogive et les formerets sont reçus sur un culot. C'est dans cet angle que sont regroupées les deux petites fenêtres romanes, en plein cintre et fortement ébrasées, que l'on aperçoit à l'extérieur. Sur le mur occidental, l'on identifie également l'archivolte d'un ancien portail secondaire roman. Il est depuis longtemps bouché, et ses piédroits ont disparu dans le contexte de la reprise du parement intérieur du mur en pierre de taille. À l'intersection des deux travées du collatéral nord, les arêtes saillantes du doubleau intermédiaire sont reçues sur des culs-de-lampe du côté nord seulement. Tant au nord qu'au sud de ce doubleau, l'architecte a renoncé à l'interpénétration des nervures. Dans le collatéral sud tout au contraire, les ogives s'interpénètrent avec les formerets à la retombée nord du doubleau intermédiaire, avant de s'arrêter net. Cette solution n'est pas plus heureuse que le parti adopté dans le vaisseau central. En plus, contrairement aux autres endroits de l'église, le boudin de l'intrados du doubleau ne se fond pas dans le pilier ondulé, et bute sur un cul-de-lampe. De style Renaissance, il est de plan circulaire, et se compose d'un tailloir mouluré ; d'une corbeille sculptée de feuilles appliquées ; et d'un bourgeon sur le dessous. La deuxième travée du collatéral nord possède une clé de voûte sculptée en haut-relief d'un ange aux ailes déployées tendant un phylactère. La clé de voûte pendante de la deuxième travée du sud ressemble à ses homologues du vaisseau central, tandis que celle de la première travée est plus simple, et comporte uniquement plusieurs rangs de feuillages, et pas de consoles, ni d'oves ou autres motifs décoratifs. Enfin, un autre détail du collatéral sud mérite l'attention. Il s'agit de la piscine liturgique au sud de la deuxième travée. Sa niche rectangulaire est surmontée d'un fronton triangulaire, qui arbore en son centre une tête de mort, symbole en fort contraste avec les cornes d'abondance qui flanquent les deux rampants. Les acrotères portent des urnes, et retombent sur des culs-de-lampe sous la forme de chapiteaux corinthiens.

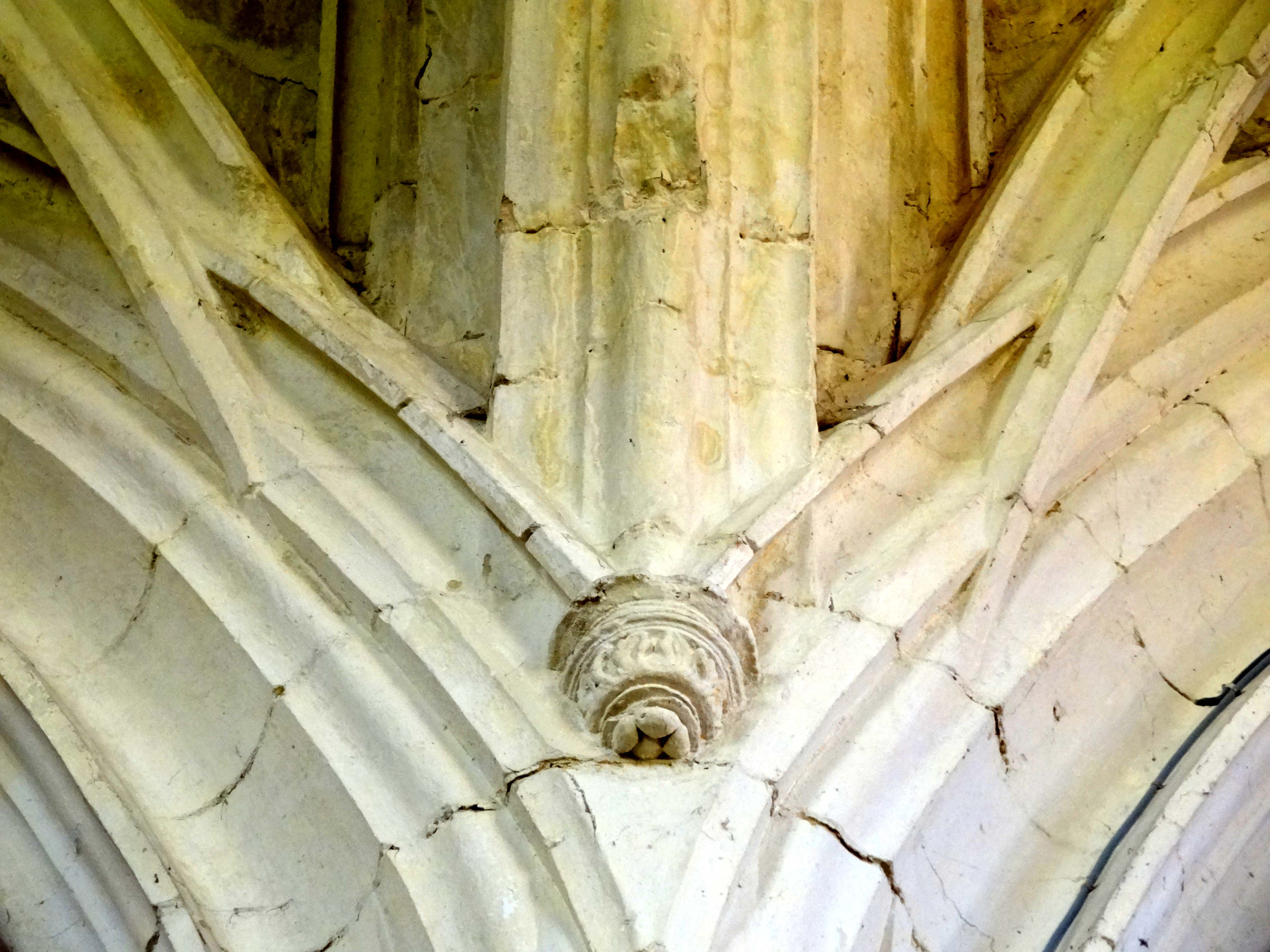
Collatéral sud, retombée du doubleau, côté nord.
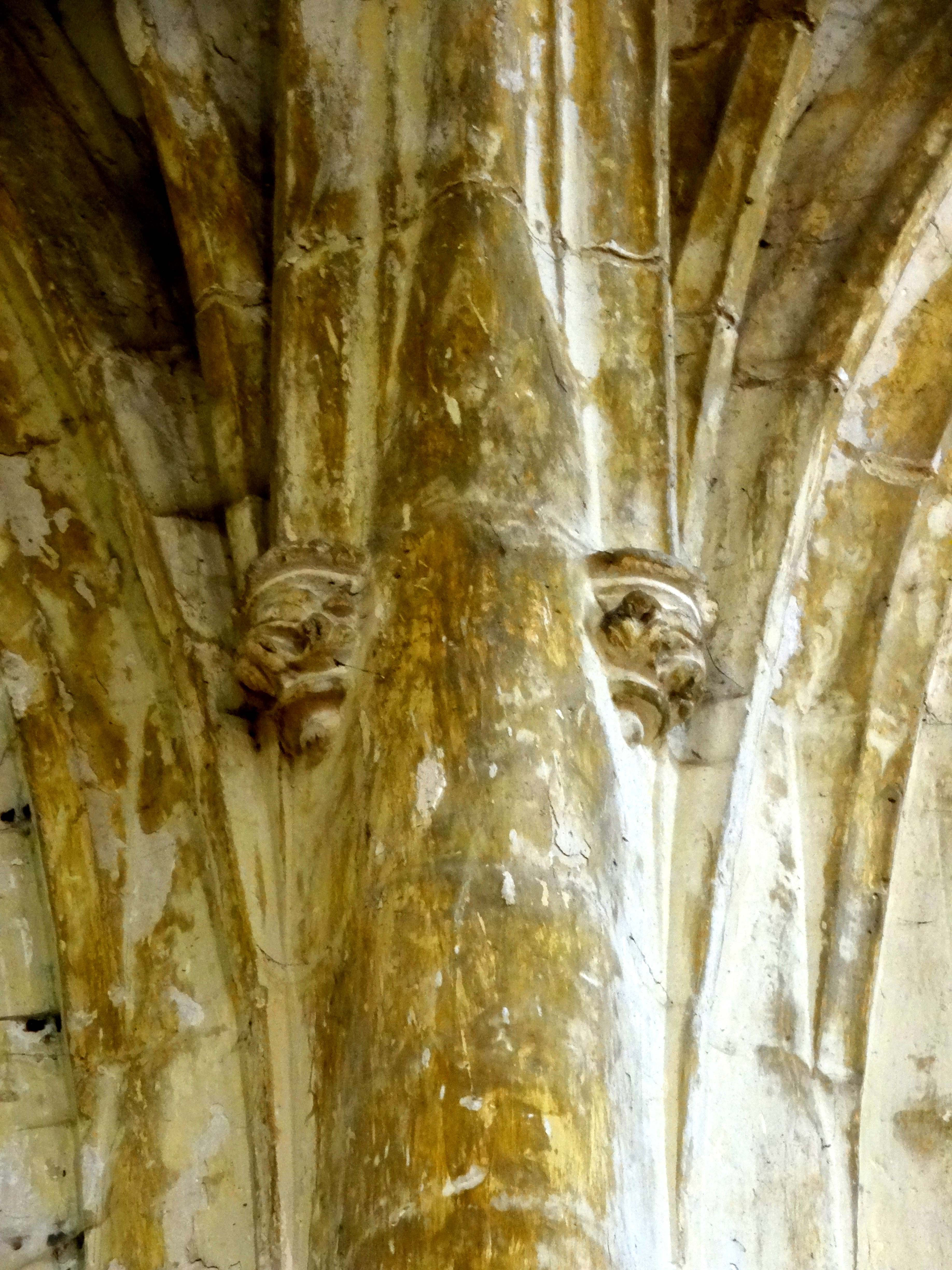
Collatéral nord, retombée du doubleau, côté nord.
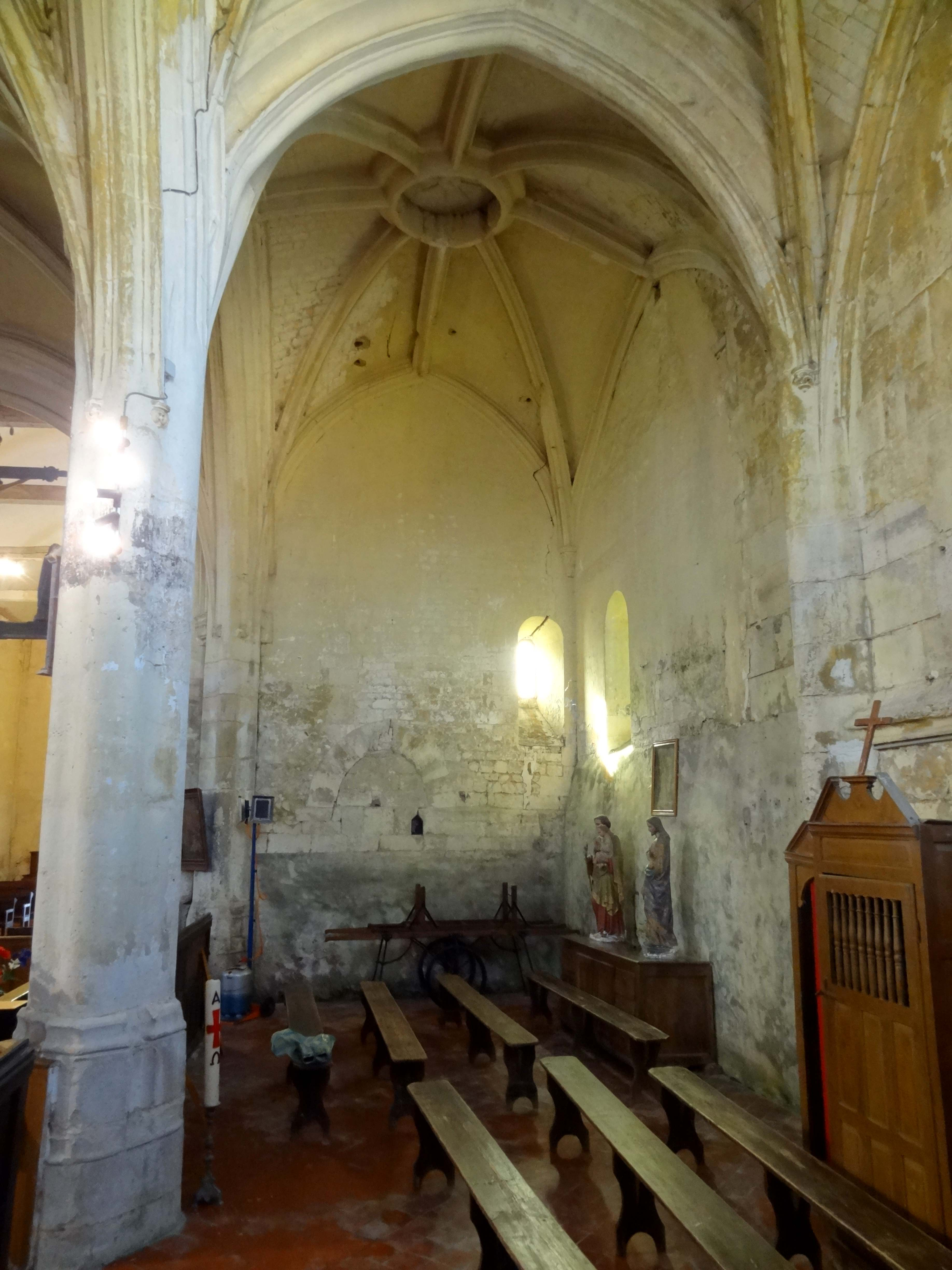
Collatéral nord, vue vers l'ouest.
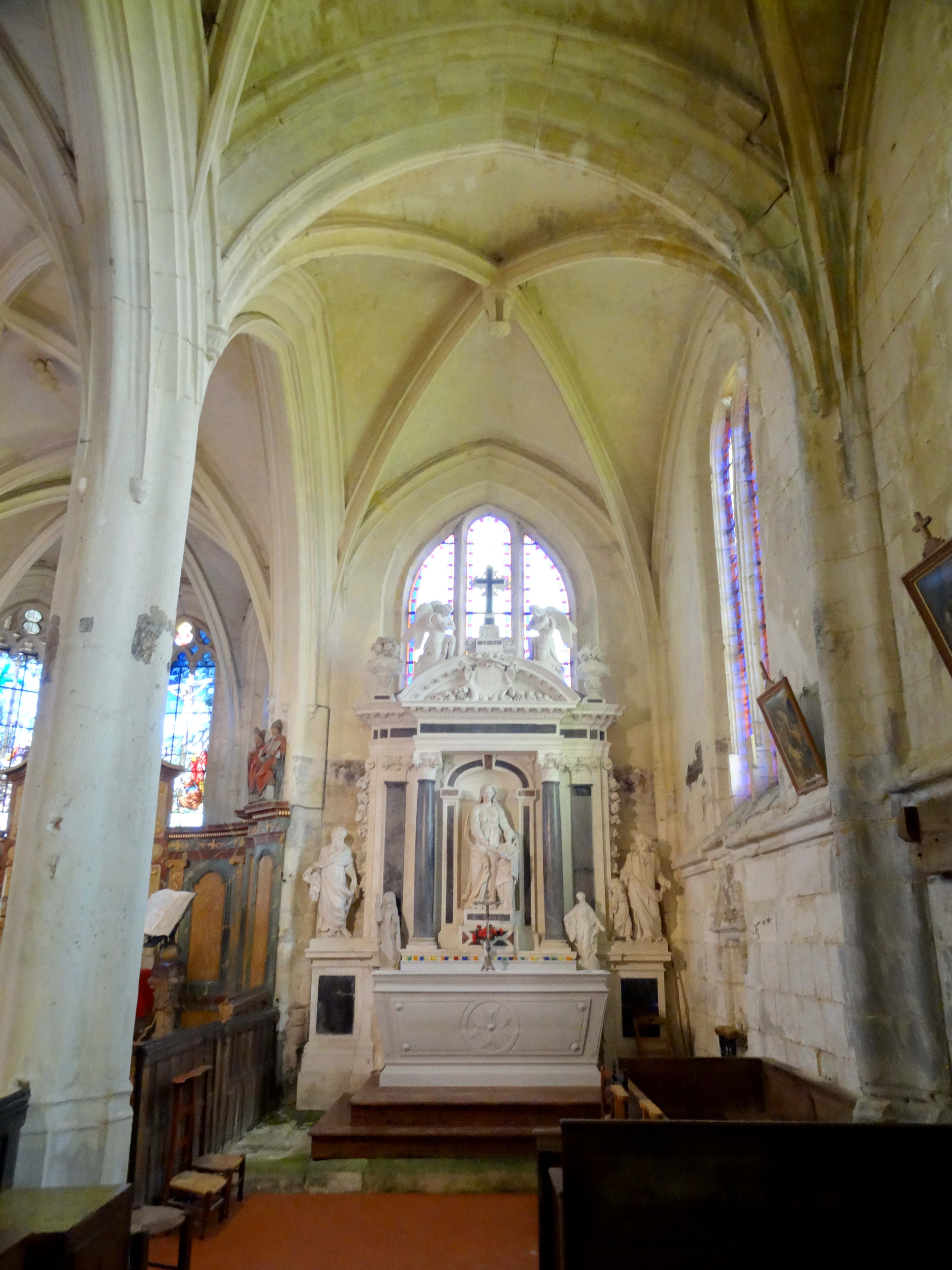
Collatéral sud, vue vers l'est.
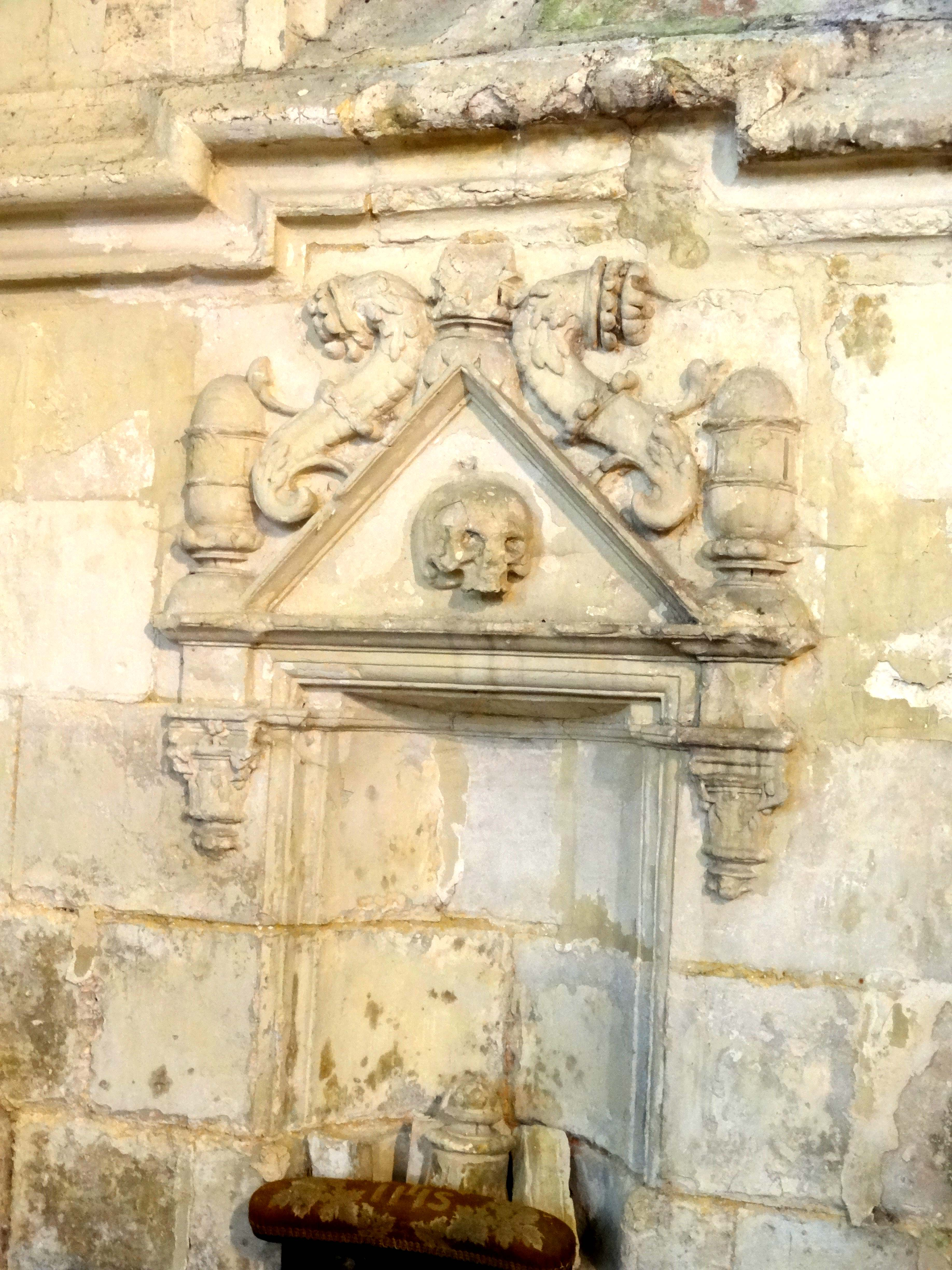
Collatéral sud, piscine liturgique.
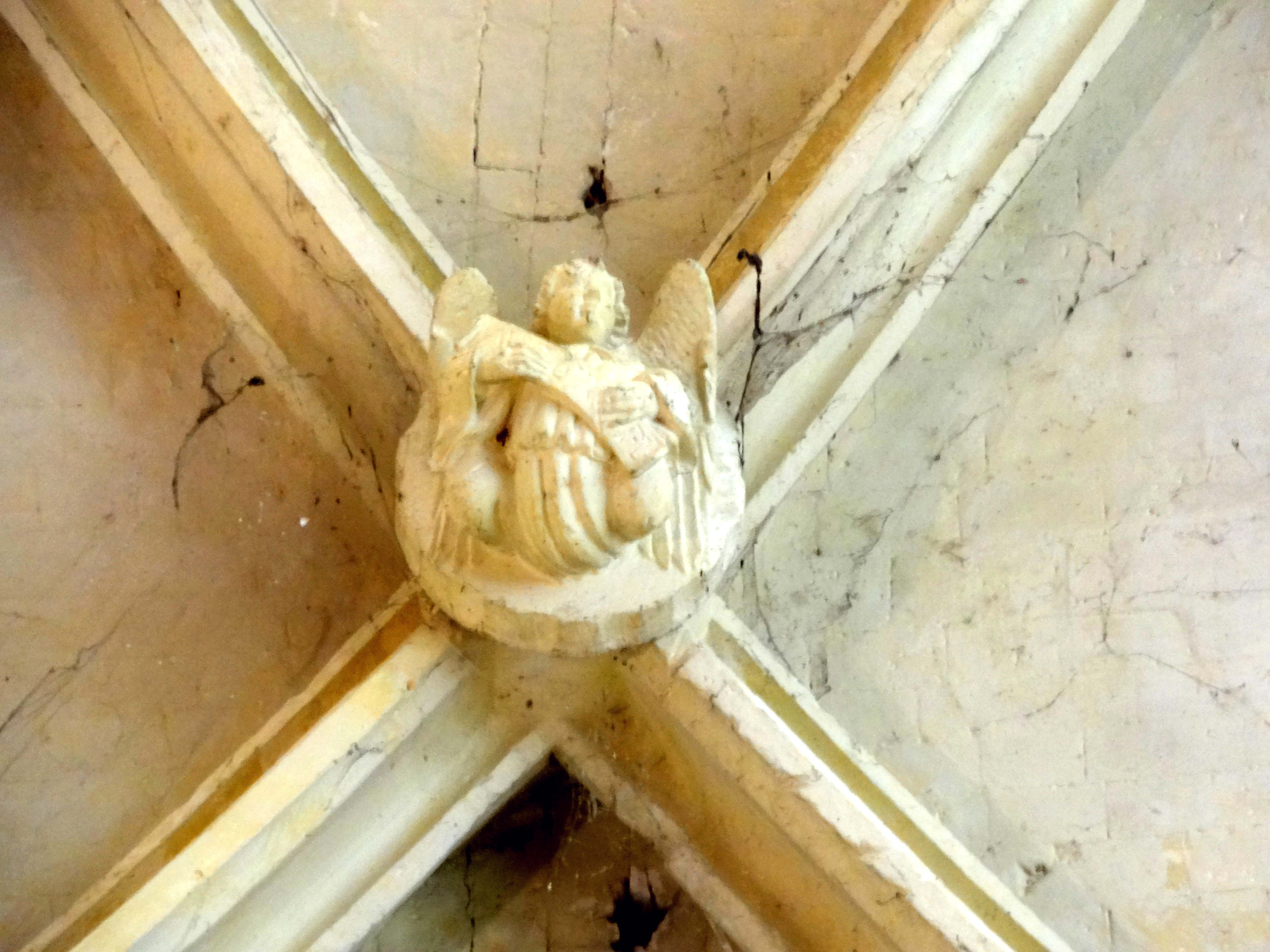
Collatéral nord, clé de voûte de la 2e travée.

### Extérieur

#### Nef et base du clocher

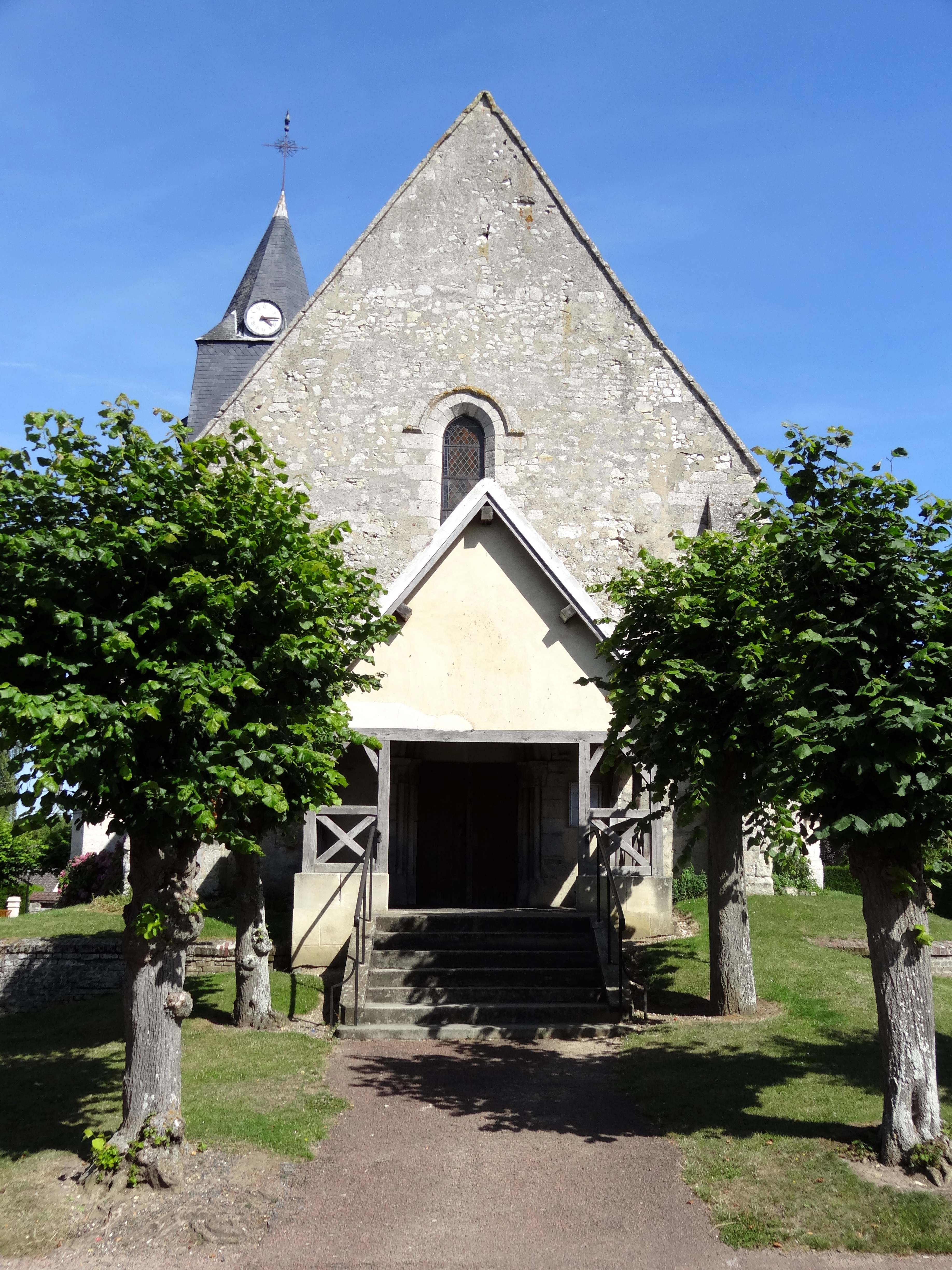
Façade occidentale.

La façade occidentale et les élévations latérales de la nef sont parfaitement homogènes. Elles sont appareillées en petits moellons de silex noyés dans un mortier, la pierre de taille étant réservée aux contreforts, aux encadrements des baies, et au portail. Deux contreforts orthogonaux cantonnent les deux angles de la façade. Chaque mur gouttereau dispose en outre d'un contrefort médian. Ses contreforts se retraitent par un fruit à deux ou trois assises du sol, puis à un tiers de leur hauteur, et s'amortissent par un glacis formant larmier. Conformément au nombre de contreforts, qui définissent deux travées, chaque mur gouttereau est ajouré de deux lancettes simples. En tous points analogues à la baie occidentale alignée au-dessus du portail, elles sont surmontées d'un bandeau doublement biseauté en forme de sourcil, qui se prolonge latéralement sur une courte section au niveau des impostes. Eugène Müller dit que « la façade de l'église est d'une simplicité qui démontre que le bon goût n'exige point de grands frais ». Tout l'effort décoratif se focalise sur le portail, qui est surmonté d'un tympan plein servant en même temps de linteau, et d'une double archivolte torique, complétée par un rang de têtes de clous ou pointes-de-diamant. Par le biais de tailloirs au profil d'une plate-bande, d'un listel et d'un cavet, cette archivolte repose sur deux paires de colonnettes à chapiteaux logées dans des angles rentrants. Leurs chapiteaux sont sculptés de crochets stylisés, malheureusement cassés, et leurs fûts en délit sont d'une minceur remarquable. Au niveau des chapiteaux, les piédroits intérieurs du portail sont munis d'une frise de feuilles de chêne. Le porche qui devance le portail est moderne. Il empêche d'apprécier la façade dans son intégralité. Reste à signaler une porte bouchée de facture romane au nord de la nef. En subsistent les montants, le linteau et le tympan monolithique non décoré, et l'archivolte appareillée, également sans décor.
Probablement plus ancienne que la nef, mais très largement remaniée, et la base du clocher à l'angle nord-ouest du chœur. Ses deux faces ouest et nord ont des murs pleins. Ils sont en grande partie bâtis en petits moellons retaillés cubiques, dits pastoureaux, et généralement caractéristiques des constructions du XIe siècle et de la période pré-romane dans le Beauvaisis (Basse-Œuvre, Hermes, Montmille, Therdonne, etc.). Mais comme déjà constaté à l'intérieur, plusieurs assises ont été refaites en pierre de taille, surtout en hauteur à l'extérieur, et les fenêtres sont du même type que dans la nef. Avec leur ébrasement extérieur et leur bandeau à coin biseauté, elles ne peuvent pas être antérieures au XIIe siècle. Le grand contrefort oblique qui étaie l'angle nord-ouest a, bien entendu, été ajouté à la Renaissance, comme l'indique son petit fronton en arc de cercle. Aucun auteur n'a encore étudié la question quelle était la fonction des murs de la base du clocher avant la construction du clocher actuel, qui est en même temps la question du plan primitif de l'église. Peut-être s'agissait-il déjà d'une base de clocher. Des clochers latéraux romans se trouvent à Cramoisy et Warluis. Le clocher roman de Marissel était primitivement latéral. Ce qui intrigue est seulement la position désaxée des fenêtres.

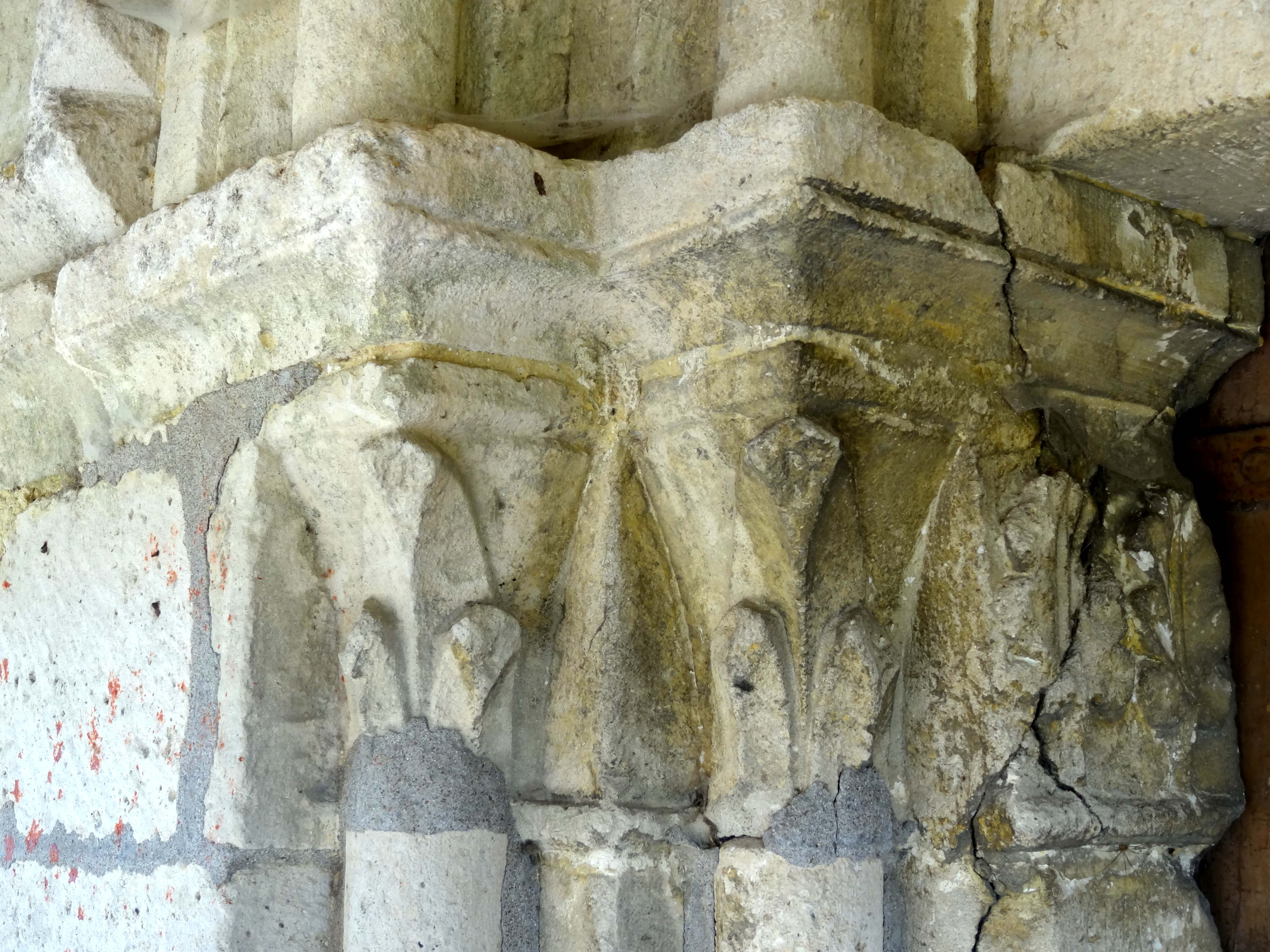
Chapiteaux du portail.
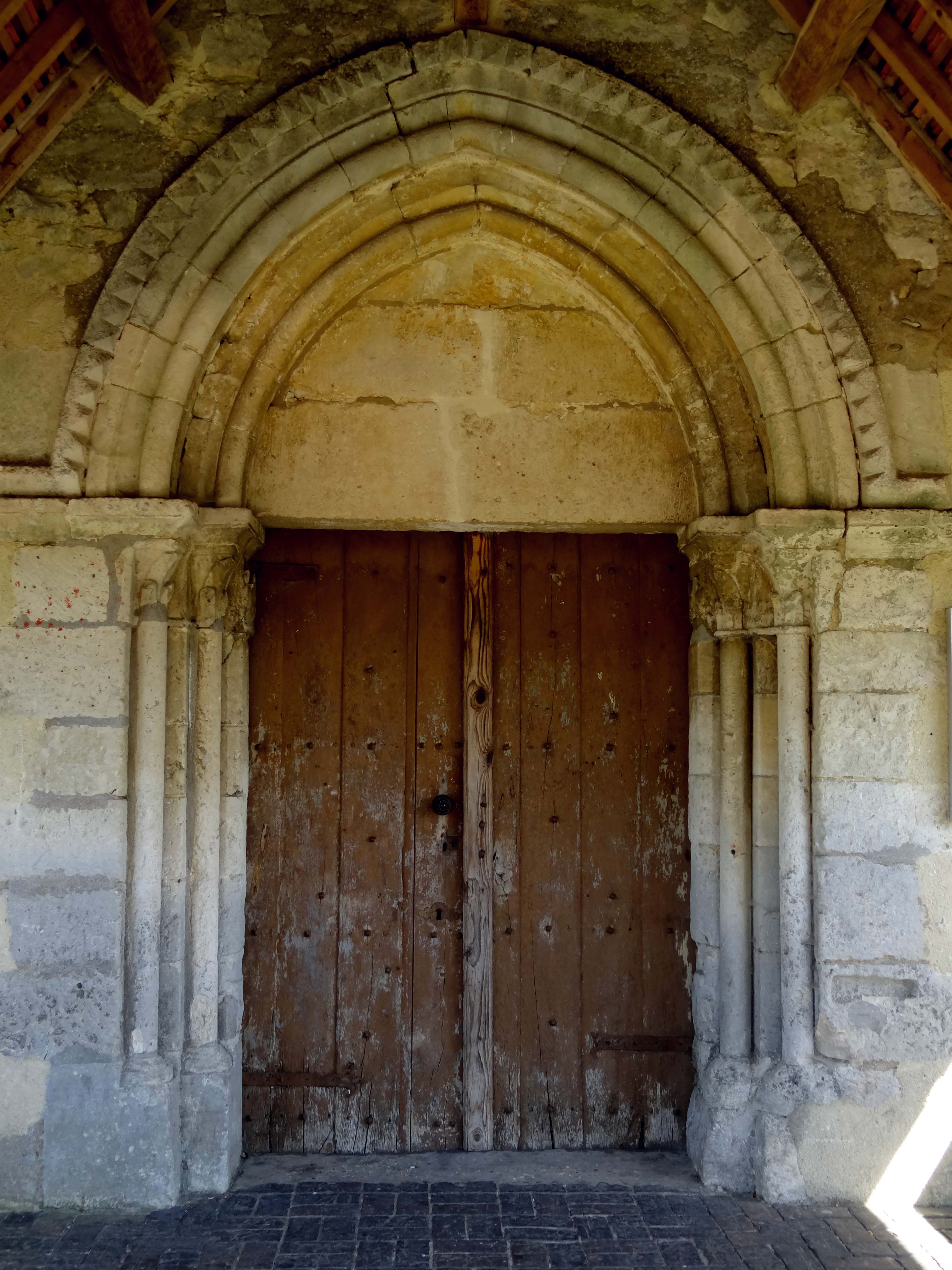
Portail occidental.
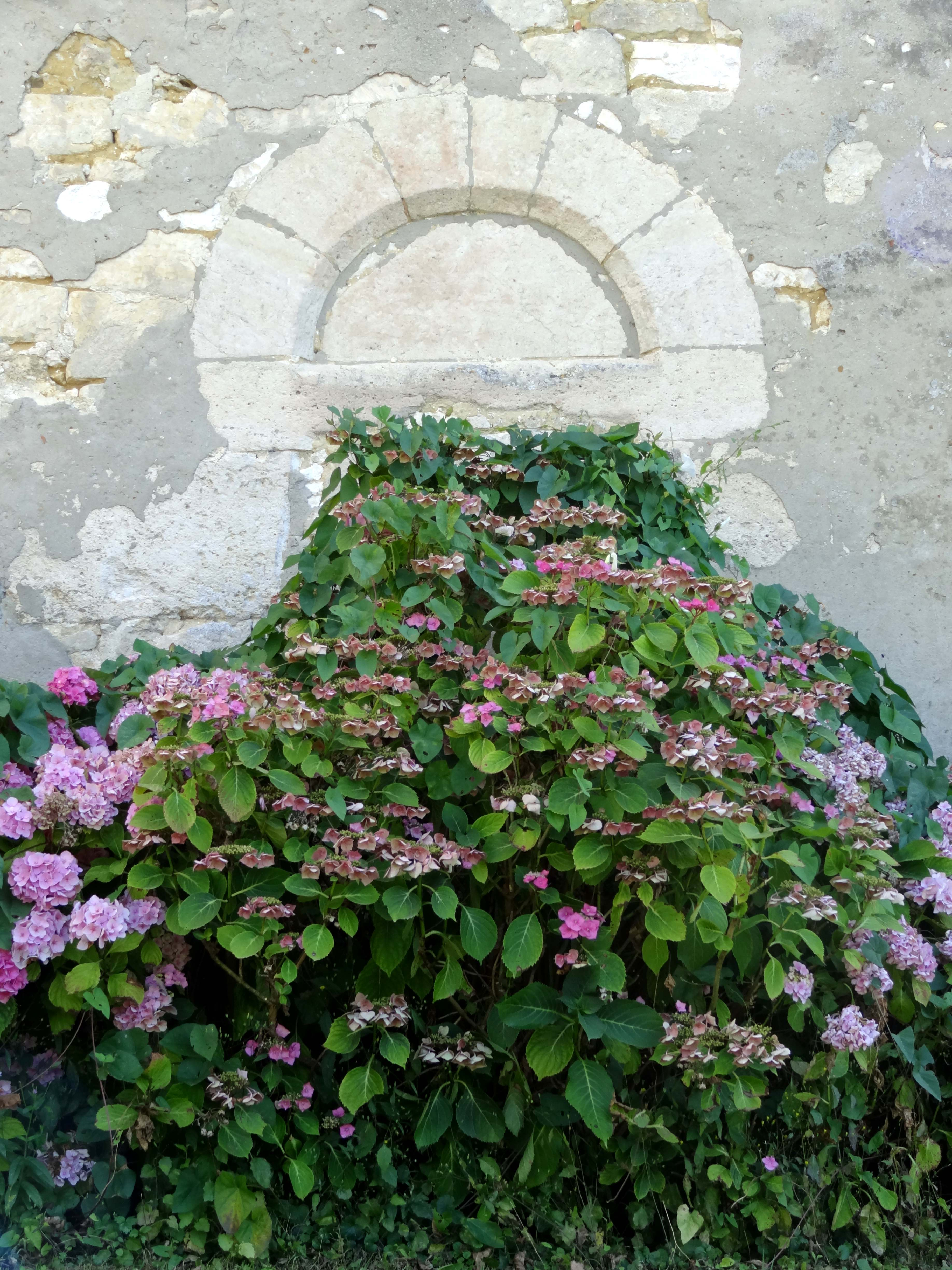
Nef, porte bouchée côté nord.
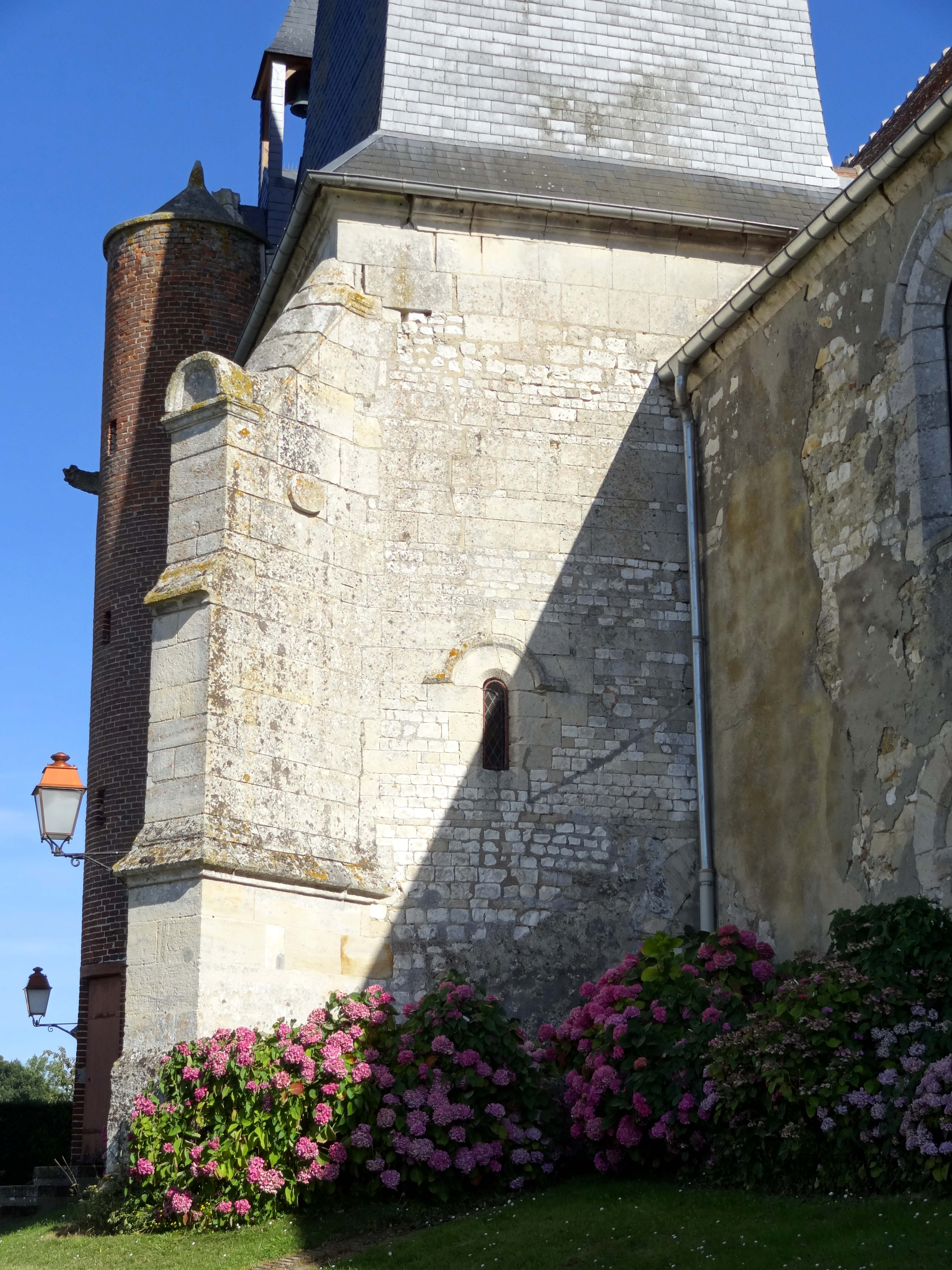
Base du clocher, côté ouest.
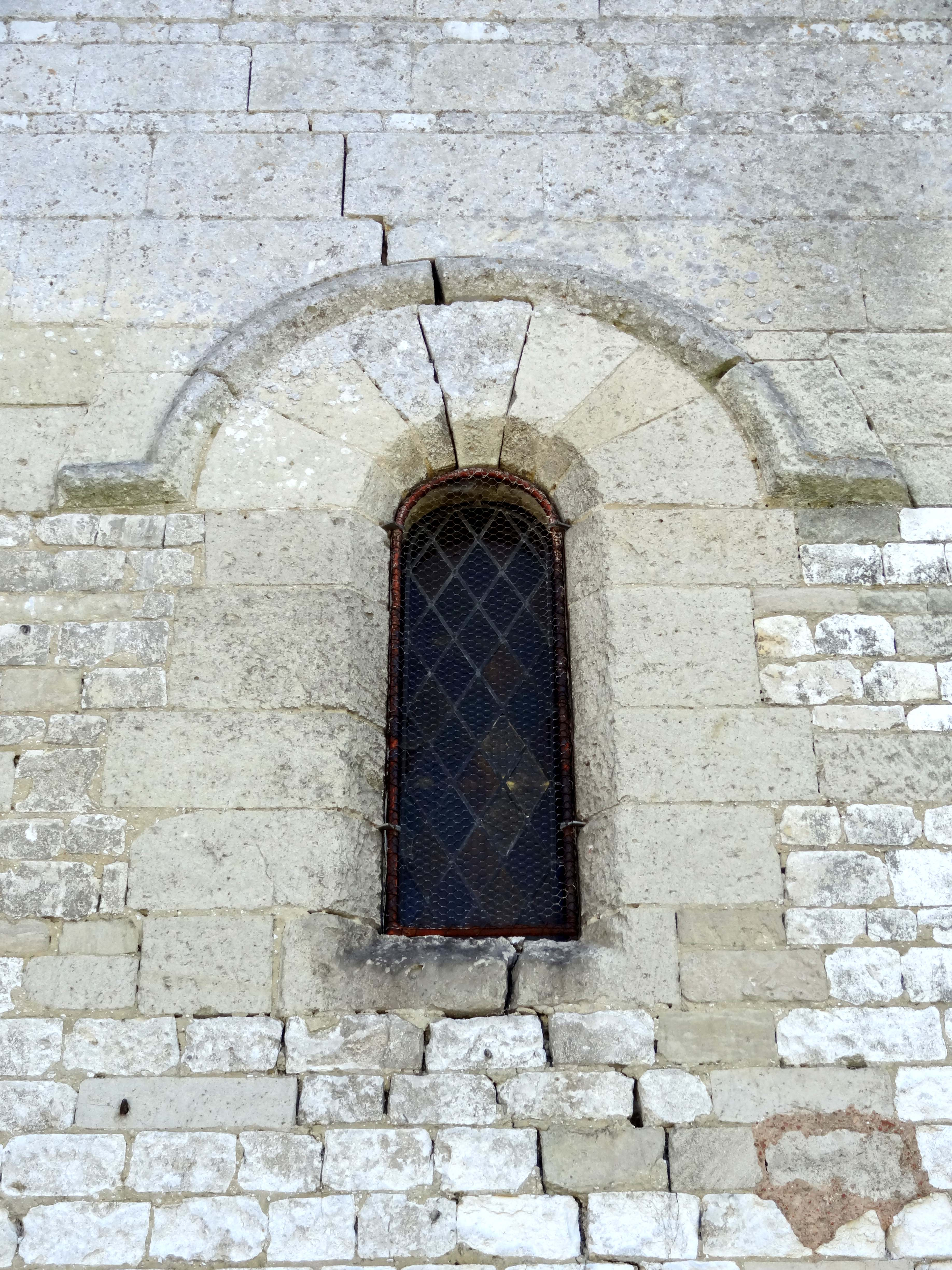
Fenêtre de la base du clocher.
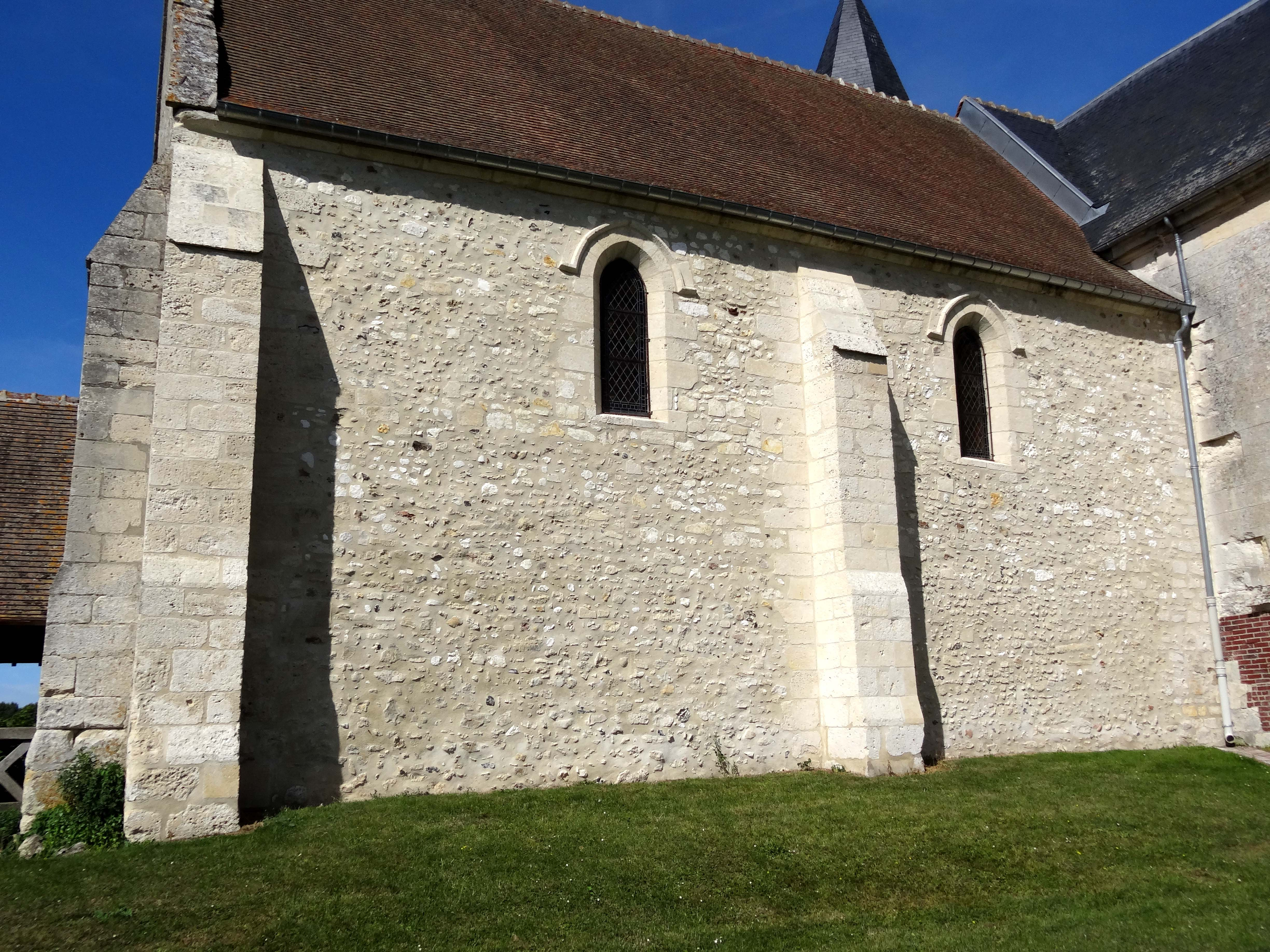
Nef, vue depuis le sud.

#### Parties orientales

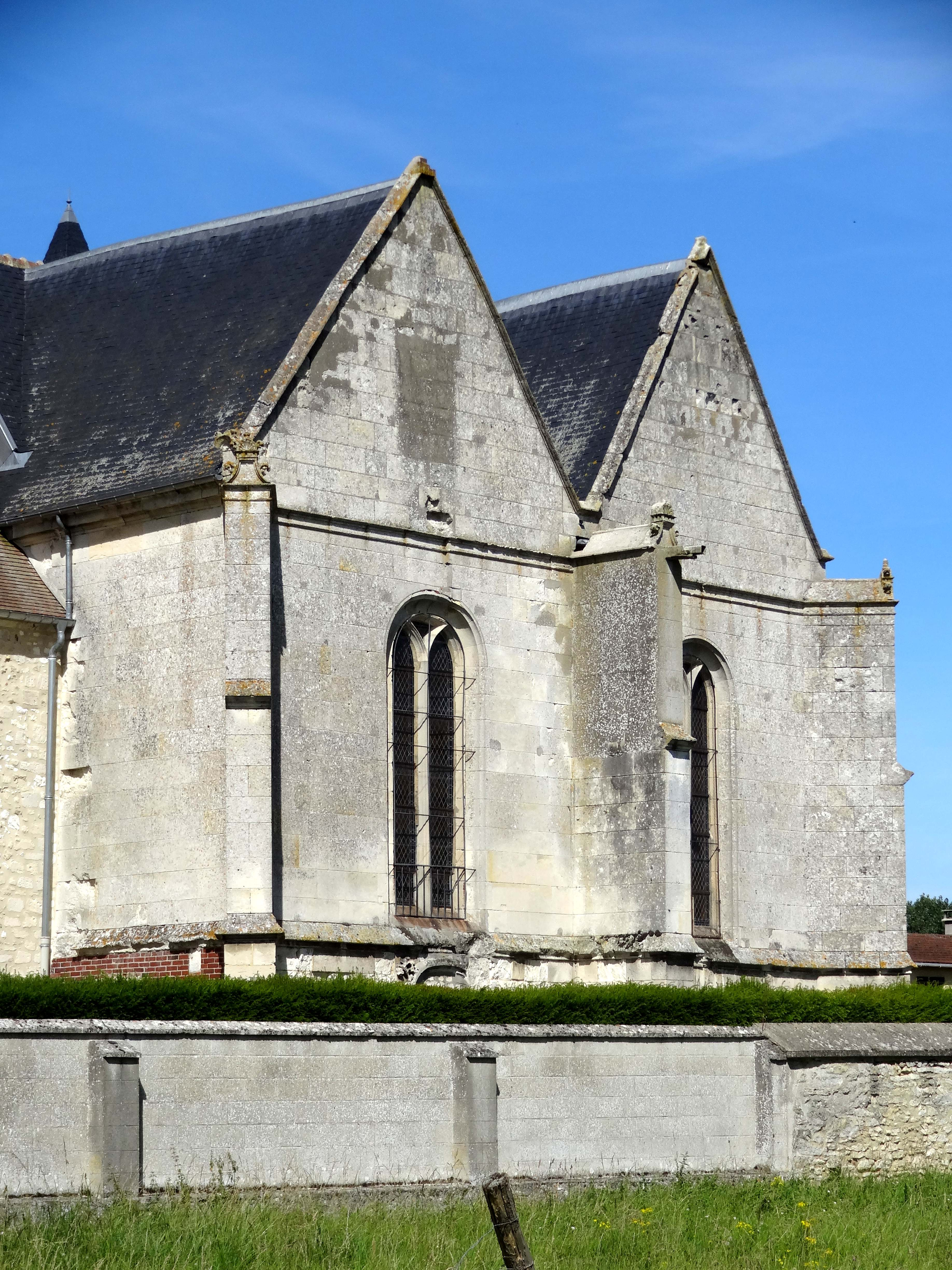
Collatéral sud, vue depuis le sud-ouest.

Les parties orientales sont bâties en pierre d'appareil de belle grosseur. La deuxième travée du collatéral nord et l'abside sont stylistiquement homogènes, et se rattachent à la période flamboyante finissante, comme l'indique le contrefort oblique à l'angle nord-est. Avant les années 1530, deux contreforts orthogonaux par angle sont la règle. En regardant de près, le décor des gâbles des chaperons des contreforts témoigne par ailleurs de l'influence de la Renaissance. Les gâbles sont sculptés d'une arcature trilobée suggérée par des filets saillants, et cantonnés de deux pinacles effilés, malheureusement cassés, reliés aux gâbles par des feuillages très fouillés. Les pinacles, placés obliquement, reposent sur des culs-de-lampe engagés dans les angles, qui sont les mêmes que dans trois angles de la partie droite du vaisseau central, et sculptées de feuilles d'acanthe. L'unique gargouille, qui se trouve au nord, à gauche de la tourelle d'escalier, se caractérise par de longues plumes appliquées, et se rapproche du type épuré et standardisé en vigueur au milieu du XVIe siècle. Les réseaux et la mouluration des fenêtres ont déjà été décrits dans le contexte de l'intérieur. La baie septentrionale de la chapelle latérale nord est en outre surmontée d'une accolade garnie de feuillages. Plus près du sol, l'unique élément sculpté est une niche à statue, ou plus précisément, sa console feuillagée, et son dais en forme d'accolade garnie de feuilles frisées. La structuration des murs et contreforts se présente comme suit. Un larmier court à la limite des allèges, et passe autour des contreforts, et à mi-chemin vers la corniche, ceux-ci sont scandés d'un larmier concernant uniquement la face frontale. Les murs se terminent par une corniche moulurée.
Si à l'intérieur, la seule différence d'ordre stylistiques entre les deux travées du double croisillon sud et les autres travées orientales concerne les fenêtres, les élévations extérieures se rattachent au début de la Renaissance. Cependant, les travaux ont encore commencé dans l'esprit flamboyant, comme le montre le portail bouché au sud de la première travée. Son linteau en anse de panier est surmonté d'un bandeau saillant, dont l'extrados est garni de feuilles frisées (conservées en l'état à gauche seulement), et qui retombe sur des culs-de-lampe, aujourd'hui fortement dégradés. Mais le larmier à la limite des allèges sacrifie déjà au goût du temps, et un quart-de-rond entre deux listels se profile dans l'échine, alors qu'il y a une simple gorge au nord. Les larmiers plus hauts sur les contreforts sont analogues. Il y a, en plus, une sorte d'entablement simplifié à la naissance du pignon, qui est également présent sur les deux contreforts obliques, mais pas sur le contrefort médian. La gargouille du contrefort médian est malheureusement brisée. Les couronnements des contreforts sont surtout intéressants. Des frontons aux rampants galbés se substituent aux gâbles gothiques. Mais les rampants sont toujours garnis de feuilles frisées, comme on les connaissait déjà au XVe siècle. Les frontons sont sommés d'un rang de denticules et d'une coquille Saint-Jacques, qui est elle aussi garnie de petites feuilles frisées. L'on note enfin l'amortissement des rampants des deux pignons par des chapeaux de gendarme, avec des acrotères également sculptées de feuilles frisées.

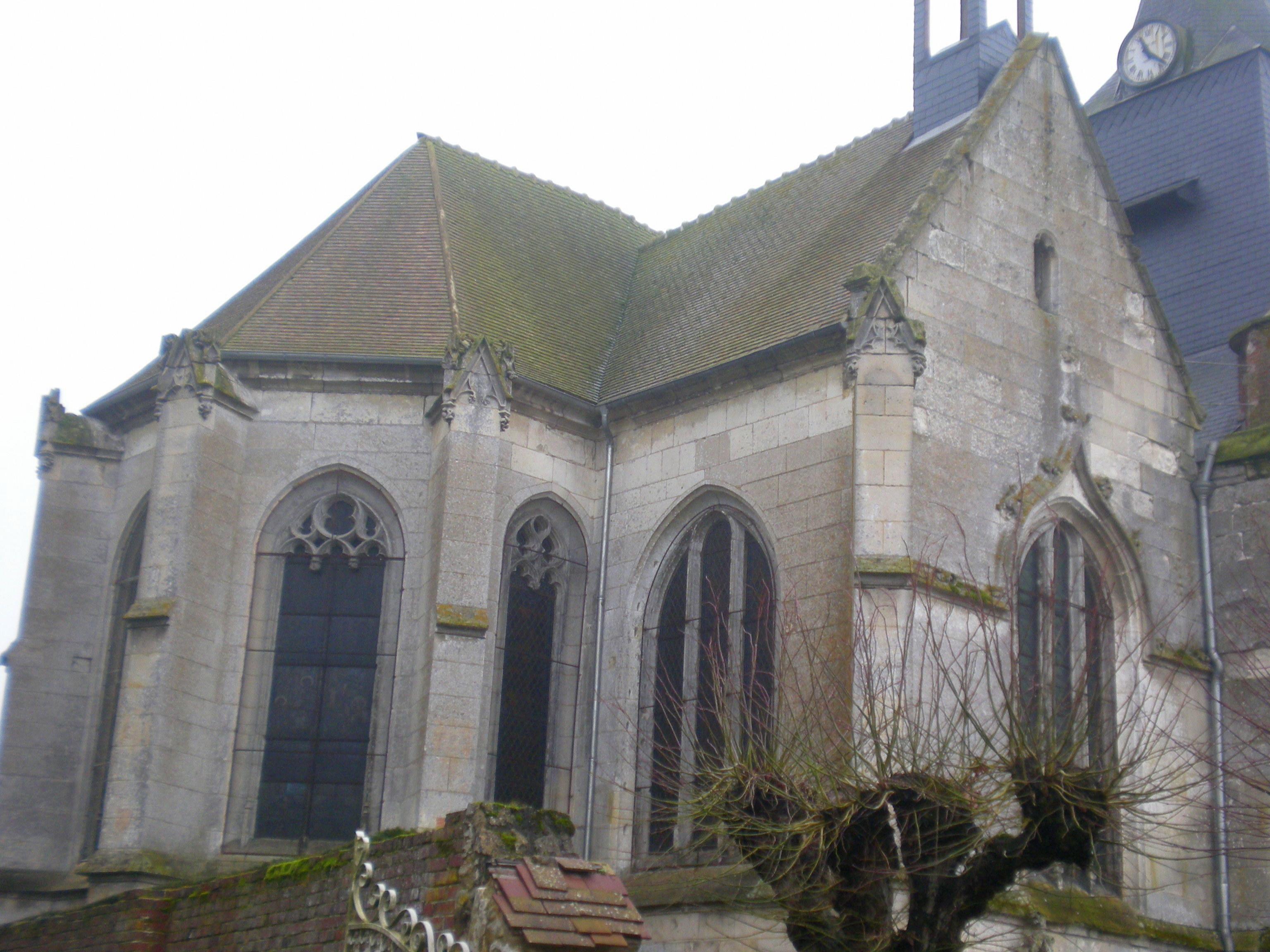
Abside et collatéral nord.
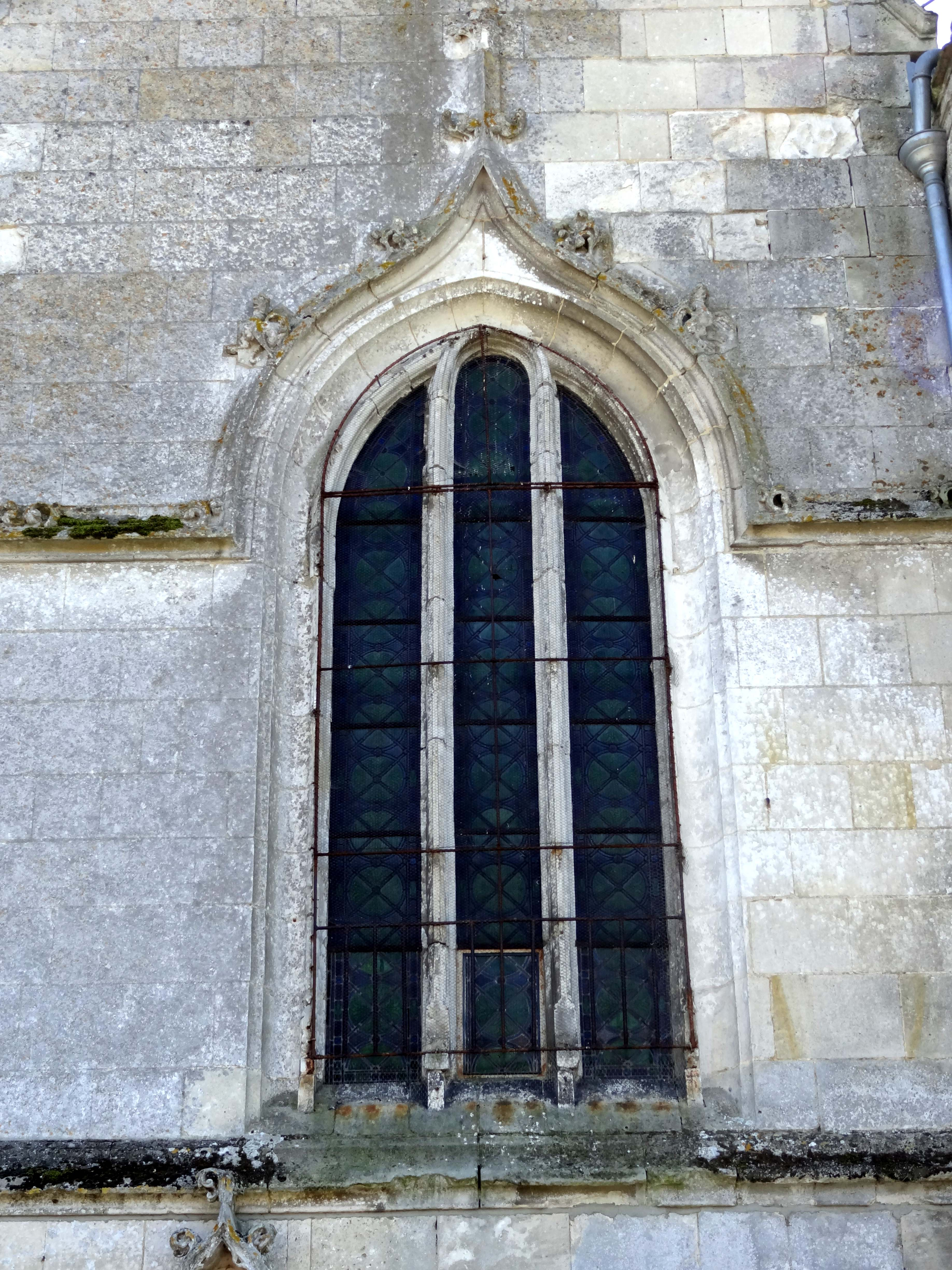
Collatéral nord, fenêtre nord de la 2e travée.
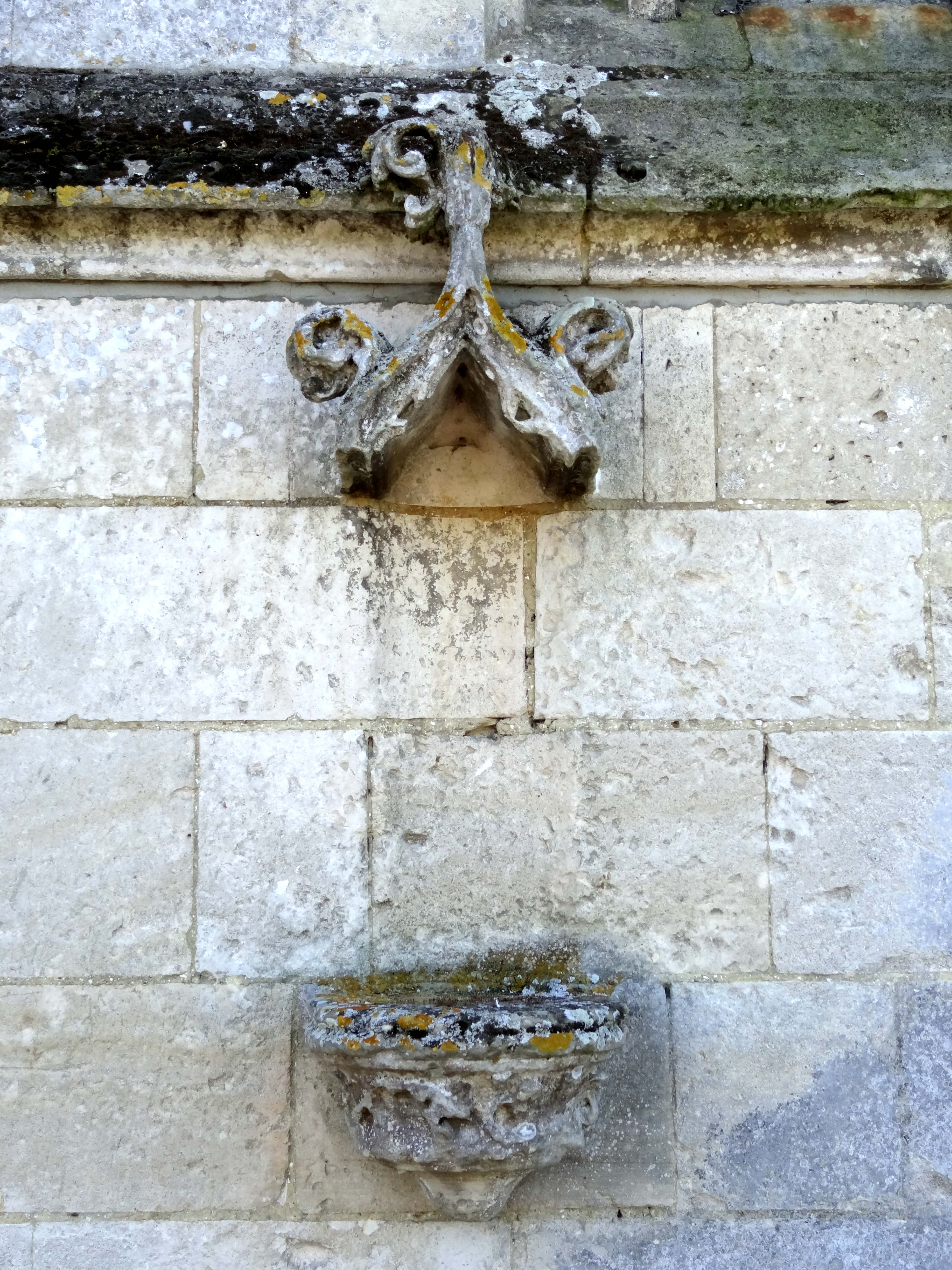
Collatéral nord, niche à statue côté nord.
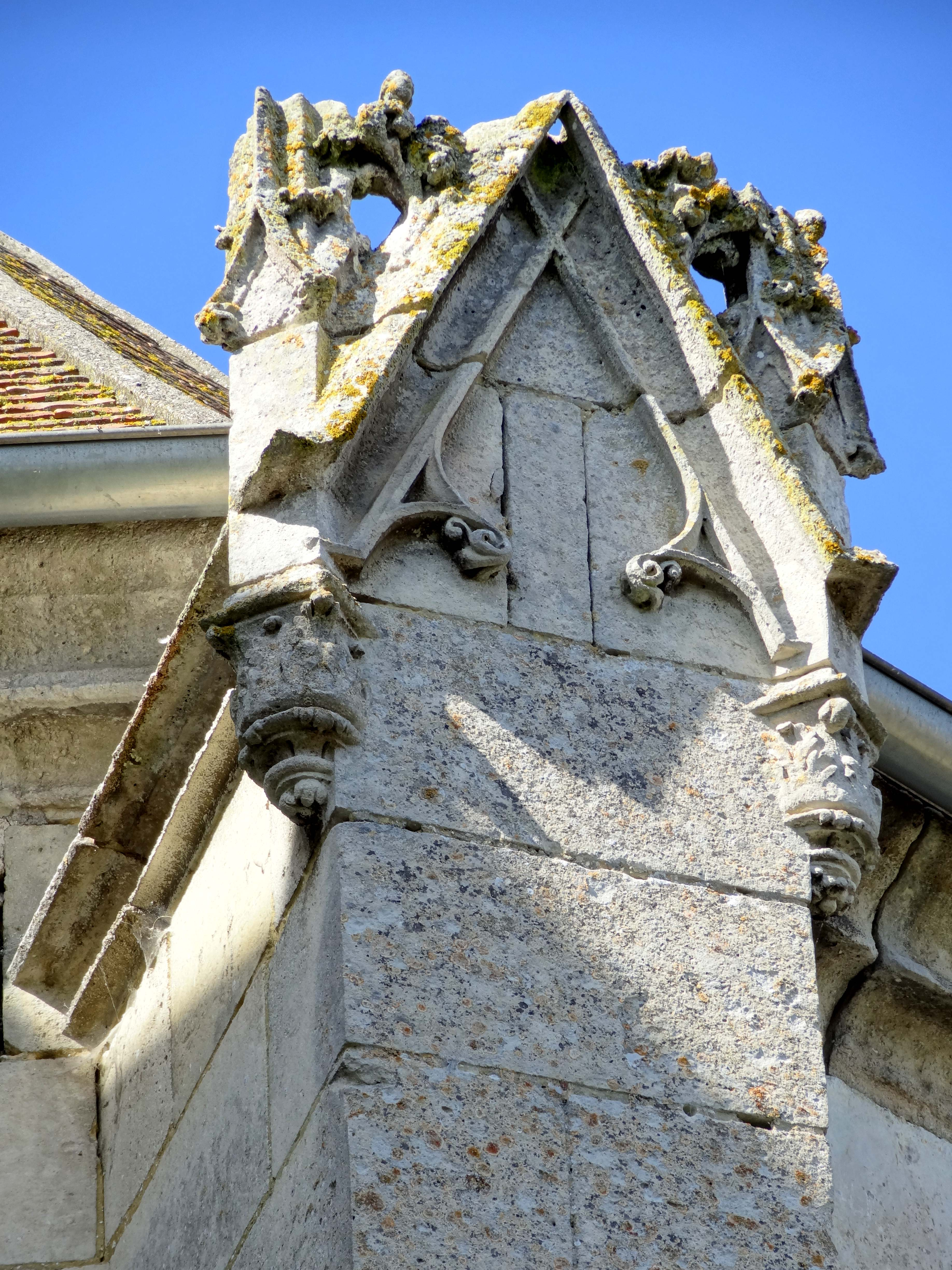
Abside et collatéral nord, détail des contreforts.
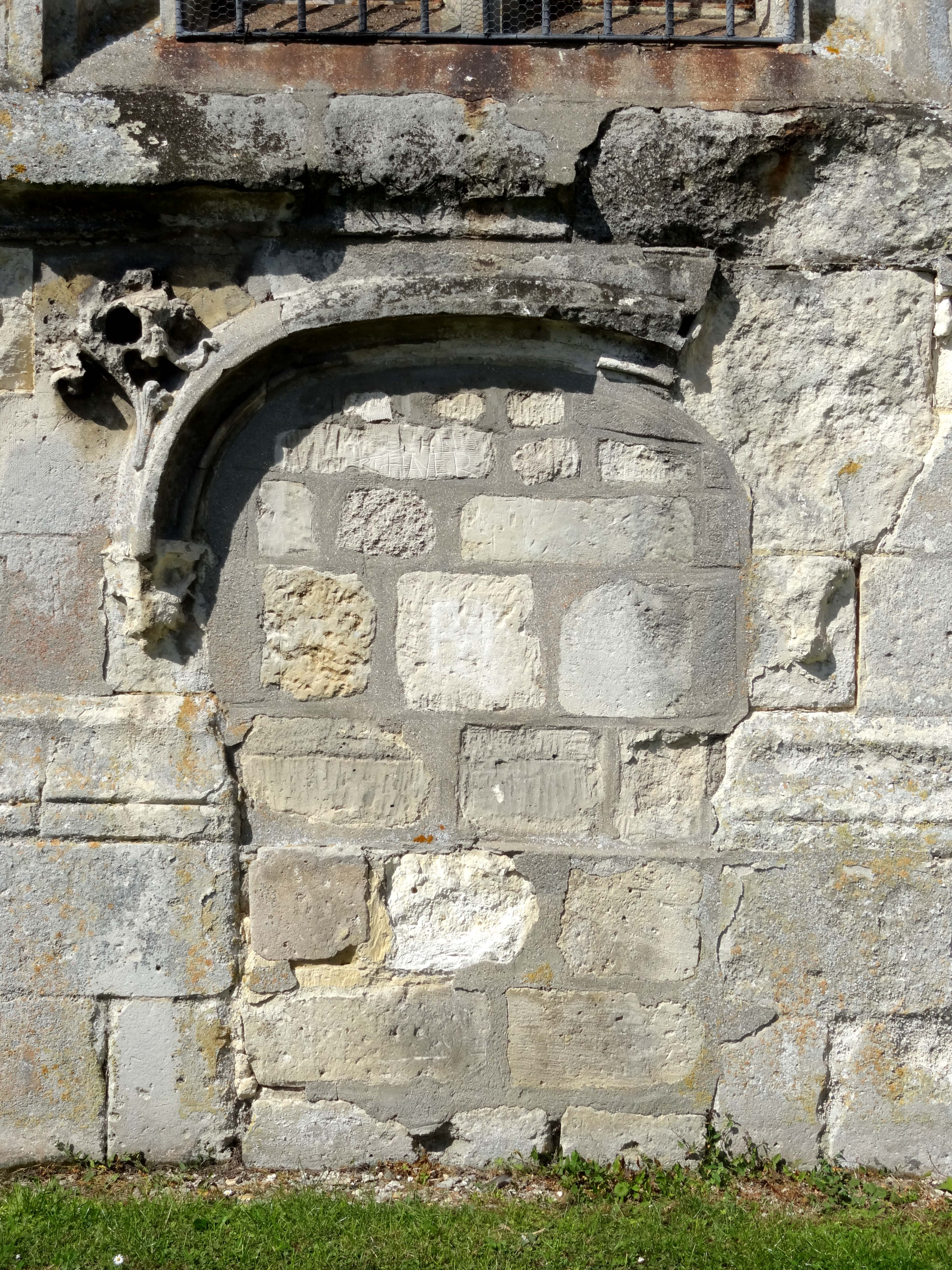
Collatéral sud, porte bouchée.
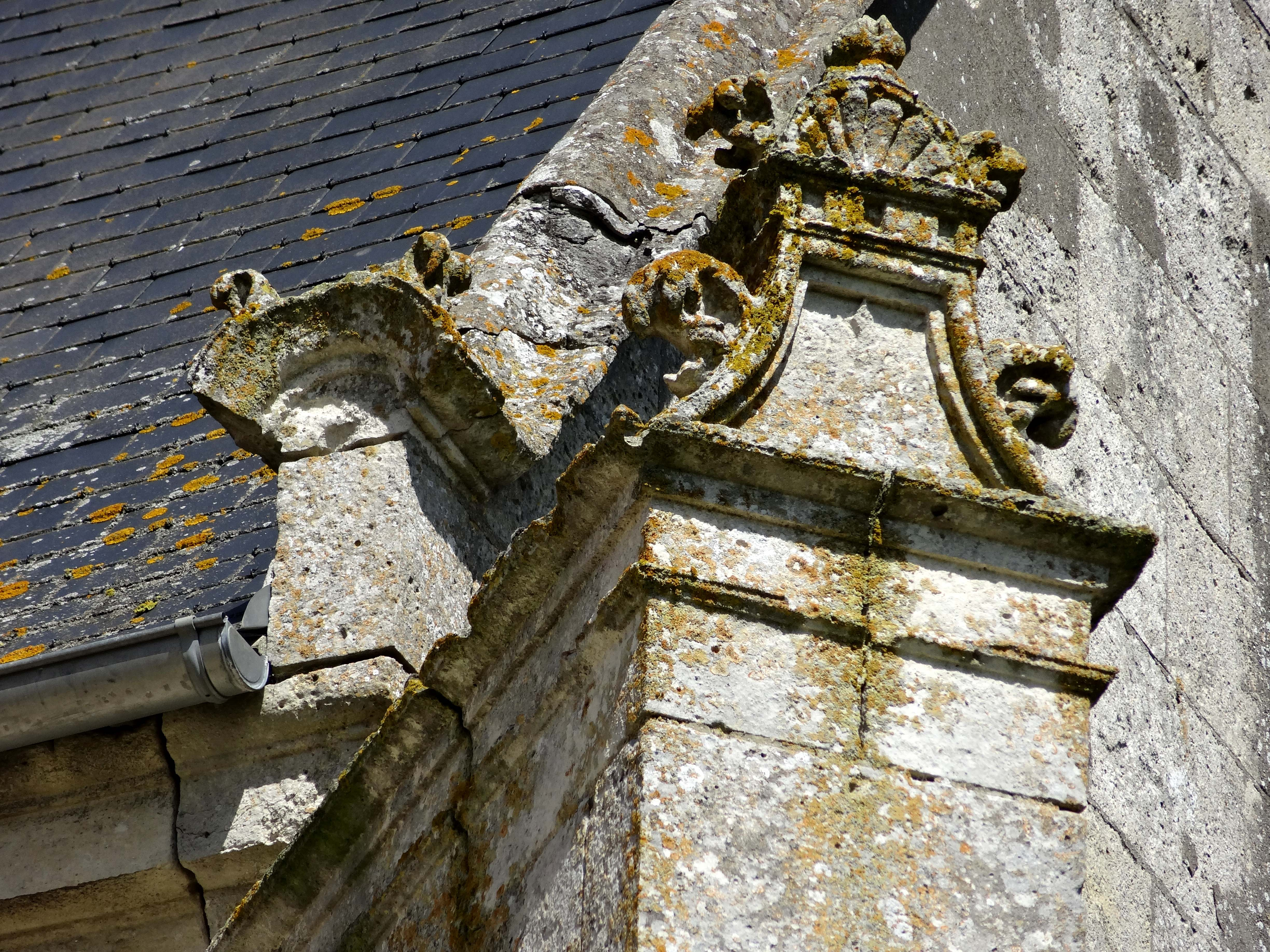
Collatéral sud, contrefort d'angle sud-ouest.

## Mobilier
L'église renferme quarante éléments de mobilier classés ou inscrits monuments historiques au titre objet. Les différents objets concernés se répartissent, pour l'essentiel, sur les domaines de la sculpture, de la peinture, du vitrail, et du mobilier liturgique et associé, jusqu'aux bancs de fidèles et les rangements de la sacristie.

### Sculpture

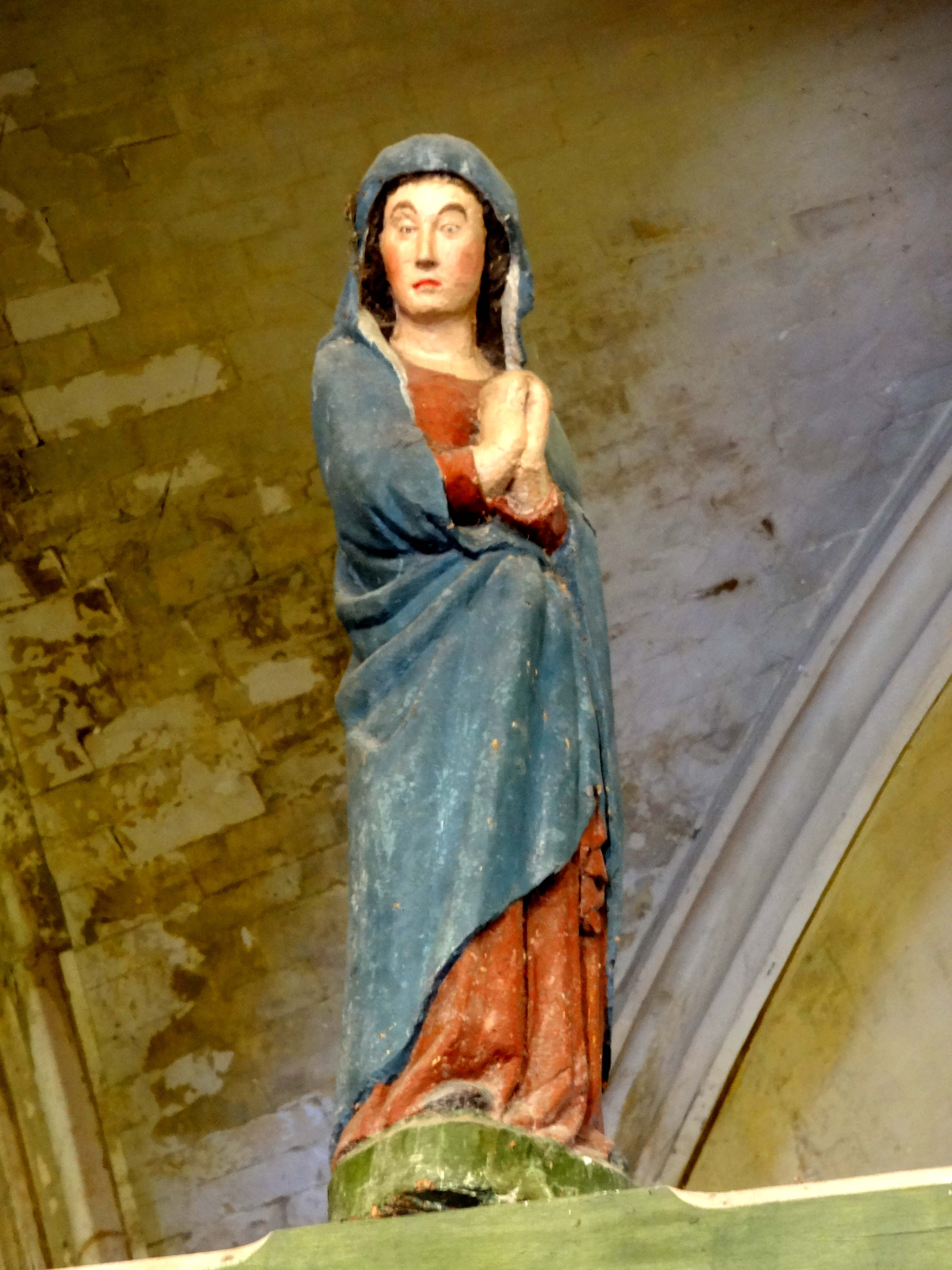
Vierge de douleur de la poutre de gloire.

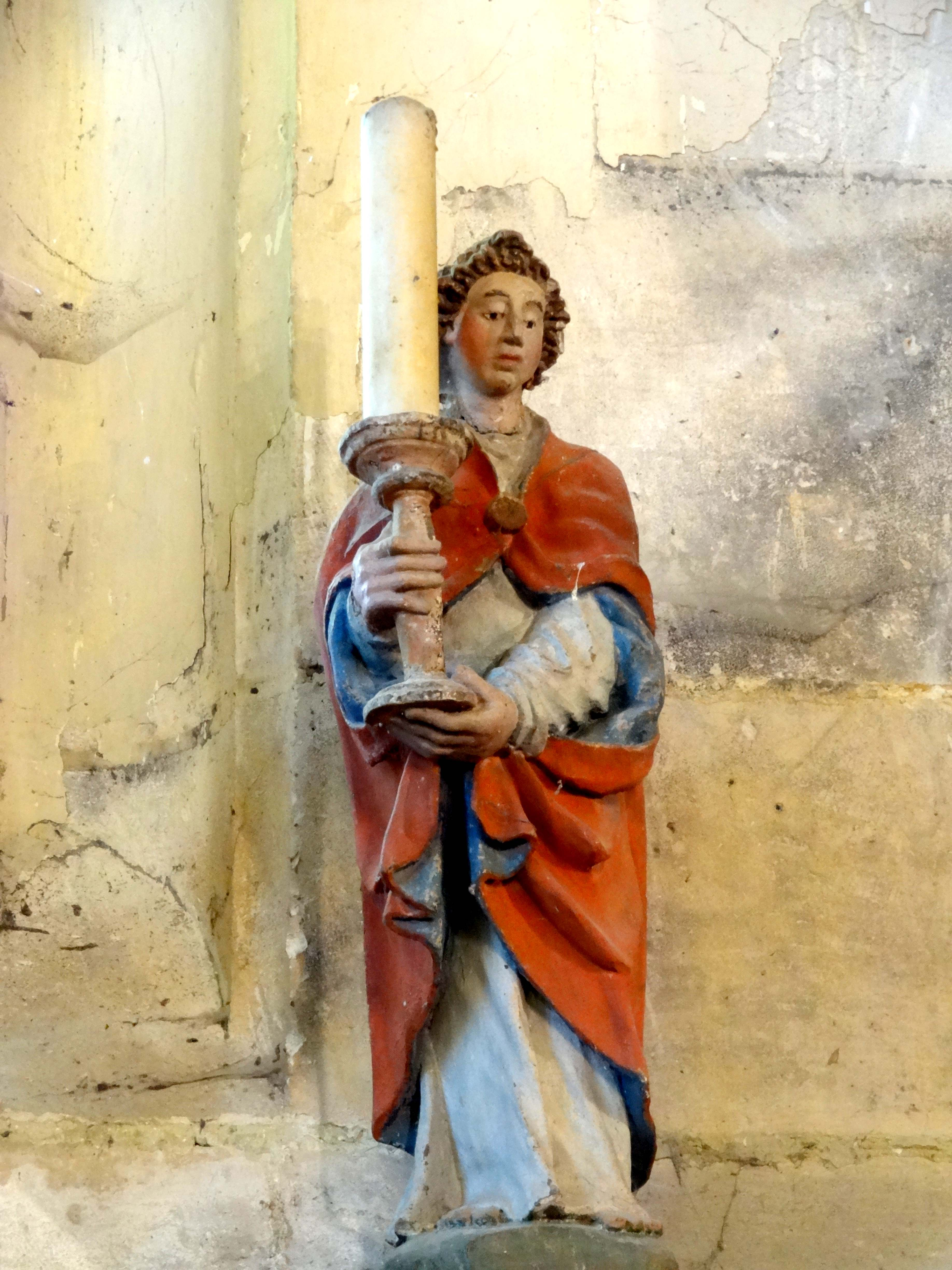
Ange céroféraire.

- La poutre de gloire, qui occupe toujours son emplacement traditionnel sous l'arc triomphal, est en bois polychrome, et montre la composition habituelle, avec le Christ en croix au centre, et la Vierge de douleur et saint Jean, beaucoup plus petits, à ses côtés. Cette œuvre est de facture populaire. Comme à l'accoutumée, les quatre extrémités de la croix comportent un quatre-feuilless, destiné à recevoir l'un des symboles des quatre Évangélistes. En l'occurrence, les deux quadrilobes à gauche et à droite sont vides ; celui du haut affiche l'inscription INRI, généralement portée sur une pancarte accrochée à la croix ; et celui du bas indique le millésime de 1772. Sachant que les quadrilobes ont été repeints, il se rapporte vraisemblablement à la date d'une restauration de la poutre de gloire. Dans le dossier d'inscription de 2003, il est néanmoins interprété comme la date de la poutre de gloire[10]. Eugène Müller considère la poutre de gloire comme œuvre du XVIe siècle[5].
- La statuette d'un ange céroféraire, au chevet du collatéral nord, est en bois polychrome. Elle mesure 69 cm de hauteur, et date du XVIe siècle. Sa polychromie est en partie moderne, et elle a probablement perdu les ailes, raison pour laquelle elle a été classée en tant que statue d'un diacre en mars 1966. Or, en regardant de près, l'habit n'est pas celui d'un diacre, et le personnage a les pieds nus, ce qui est généralement réservé au Christ, aux Apôtres et aux anges. De toute façon, l'on n'a pas coutume de représenter les diacres portant des cierges[11].
- La statue de la Vierge à l'Enfant, au-dessus du retable du collatéral nord, est en bois anciennement polychrome, mais a été badigeonnée de blanc pour suggérer une œuvre de pierre. Elle mesure 110 cm de hauteur, et date du XVIe siècle. La Vierge se tient debout, sa jambe gauche fléchie et légèrement déhanchée. Voilée et couronnée, elle porte un ample manteau ramené en tablier devant la poitrine, et retombant en plis larges et souples. Comme particularité, la Vierge porte l'Enfant sur son bras droit, comme à Angy, et non sur son bras gauche, comme l'affirme le dossier de protection. Tandis que l'Enfant joue avec les cheveux de sa mère, celle-ci s'apprête à lui proposer une grappe de raisin. La statue est classée depuis juin 1925[12],[5].
- La statue d'un saint évêque présentant un livre ouvert, dans le sanctuaire, est en bois polychrome. Elle mesure 100 cm de hauteur, et date du XVIIIe siècle. La crosse épiscopale, que l'évêque devait tenir dans sa main droite, a disparu, sans doute en même temps que la main. Elle a été remplacée par une main rapportée beaucoup trop grande. Sur les pages du livre, l'on peut lire : « St … prie pour nous… ». L'absence d'un attribut spécifique ne permet pas d'identifier le saint. L'œuvre de facture populaire est classée depuis mars 1966[13].
- La statuette de Saint Éloi, également dans le sanctuaire, est en bois polychrome. Elle mesure 80 cm de hauteur, et n'est pas datée. Saint Éloi tient un grand marteau dans sa main gauche, et bénit de sa main droite. Par sa facture, sa statue se rapproche du saint évêque ci-dessus. Elle est inscrite depuis juin 2003[14].
- La statue de saint Jean Baptiste, dans le sanctuaire, est en bois polychrome. Elle mesure 90 cm de hauteur, et n'est pas datée. Elle est de facture populaire. Autant la texture de sa robe de bure est bien rendu, autant le drapé de son manteau est raid. Le précurseur porte un livre sur sa main gauche, sur lequel est placé un agneau, l'Agnus Dei. La statuette est inscrite depuis juin 2003[15].
- La statue d'un saint évêque, considérée comme saint Prix, également placée dans le sanctuaire, est en bois polychrome. Elle mesure 100 cm de hauteur, et n'est pas datée. Cette statue, d'une raideur remarquable, semble taillée dans un tronc d'arbre. L'absence d'attribut empêche d'identifier avec certitude le saint représenté. Il pourrait tout aussi bien s'agir de saint Lucien, patron de l'église, qui n'est pas systématiquement figuré en céphalophore, et ne possède pas d'autre statue dans l'église. L'œuvre est inscrite depuis juin 2003[16].
- La statue représentant, sans certitude, un prophète de l'Ancien Testament, à gauche de l'autel de sainte Anne au chevet du collatéral sud, est en pierre calcaire, et recouverte d'un badigeon moderne qui dissimule la polychromie d'origine. Elle mesure 115 cm de hauteur, et peut être datée de 1680, par analogie avec le retable de l'autel qui est de cette date. La statue, de facture académique contrairement aux précédentes, et très vivante de dynamisme, est classée depuis juin 1925[17].
- Le groupe sculpté représentant l'éducation de la Vierge, ou autrement dit, sainte Anne apprenant à lire à sainte Marie, sa fille, occupe la niche centrale du retable de l'autel de sainte Anne, au chevet du collatéral sud. Il est en pierre calcaire, et recouverte d'un badigeon blanc, comme la statue du prophète ci-dessus. Mesurant 120 cm de hauteur, il date également de 1680, et est classé depuis juin 1925[18].
- Le groupe sculpté représentant saint Joseph et l'Enfant Jésus, à droite de sainte Anne ci-dessus, est en pierre calcaire, et a été badigeonnée de blanc à l'instar des autres sculptures du retable. Il mesure 112 cm de hauteur, et date lui aussi de 1680. Comme le prophète ci-dessus, il est remarquable pour son dynamisme, mais la tête de Jésus est trop grande, et l'attitude de saint Joseph paraît un peu pathétique. Le classement de cette œuvre remonte également à juin 1925[19].
- La statuette de sainte Barbe, actuellement placée sur l'autel de sainte Anne, est en bois anciennement polychrome, mais repeinte en gris, de sorte à suggérer une sculpture de pierre. Elle mesure 76 cm de hauteur, et date du XVIe siècle. Son classement est intervenu en juin 1925[20].
- Le bas-relief illustrant la légende de la conversion de saint Hubert est en bois polychrome. Il mesure 60 cm de hauteur et 50 cm de largeur, et date du XVIe siècle. Il est de facture naïve, et pourrait provenir d'un retable. On peut distinguer trois registres, dont le registre médian rompt un peu la structuration horizontale par la présence d'un talus, en bas duquel est agenouillé saint Hubert, les mains rejointes pour la prière. Il est devancé par son chien, qui se dresse sur son postérieur. L'objet de leur attention est un cerf en haut du talus, sur le registre supérieur. Le cerf est tourné vers saint Hubert, et le Christ crucifié apparaît, en miniature, entre ses bois. Le premier registre comporte notamment le cheval de saint Hubert, et un servant qui l'accompagne. Le reste de l'espace disponible est en grande partie occupé par des arbres stylisés, dont ceux du registre supérieur sont, contre toute logique, plus grands que ceux du premier plan. De même, le cheval et le servant sont également plus petits que saint Hubert, pourtant plus éloigné du spectateur. En somme, la composition de la scène fait preuve d'une grande maladresse, car il paraît que saint Hubert soit placé sur le sommet des arbres du premier registre, et le cerf, sur ceux du deuxième registre. L'œuvre est néanmoins intéressante en tant que témoin de l'art religieux populaire, et est classée depuis juin 1925[21].

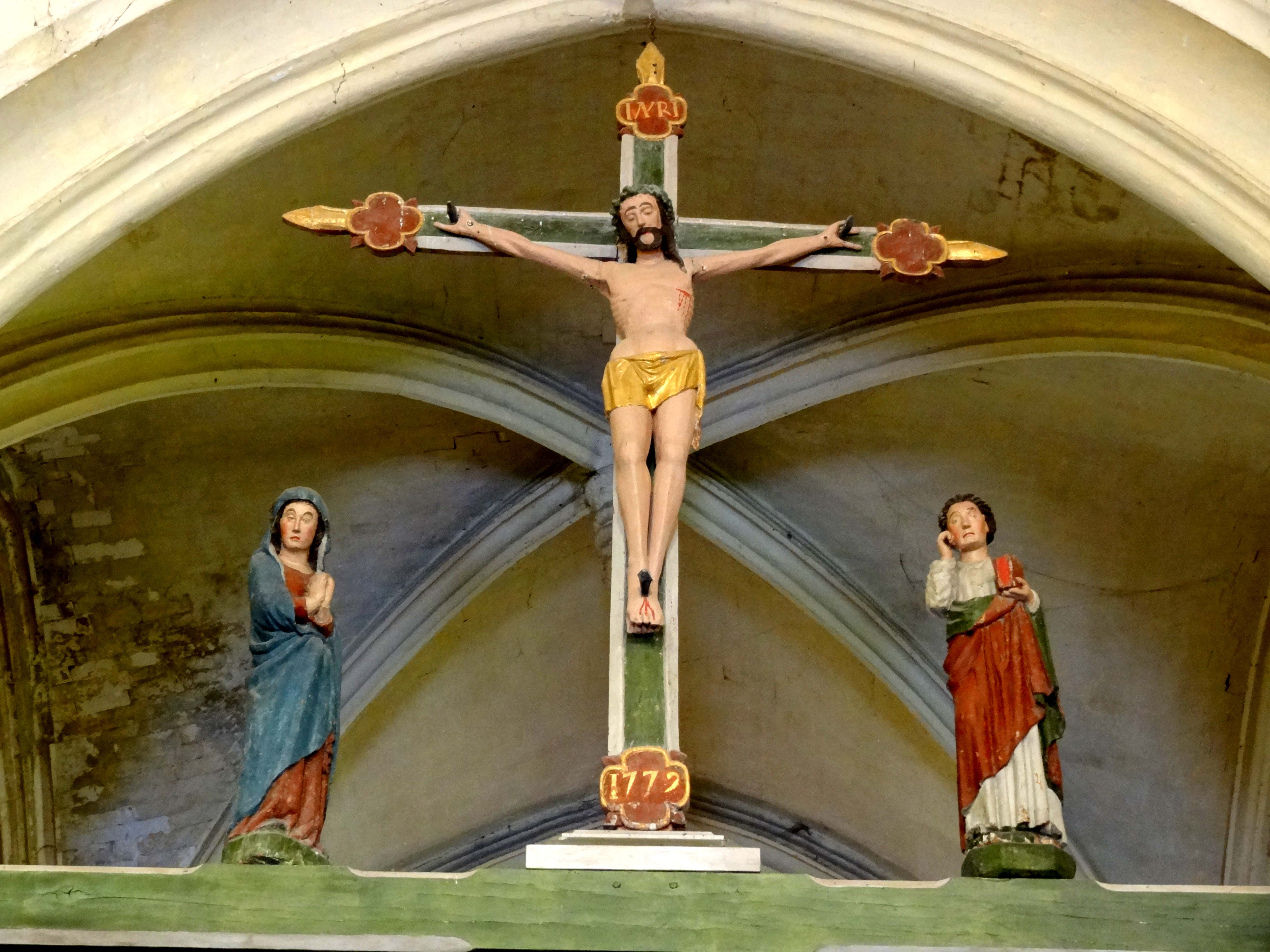
Poutre de gloire.
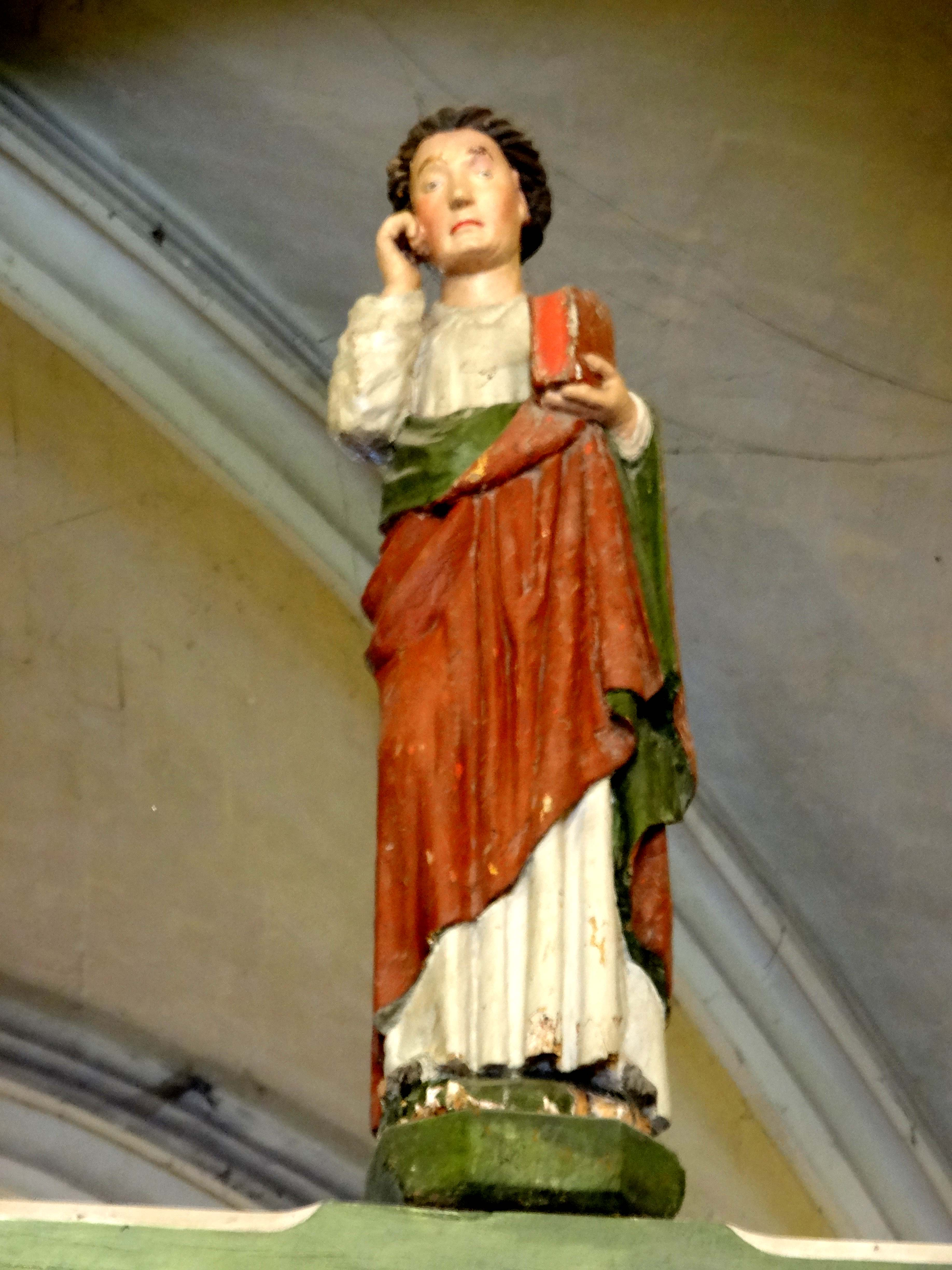
Saint Jean.
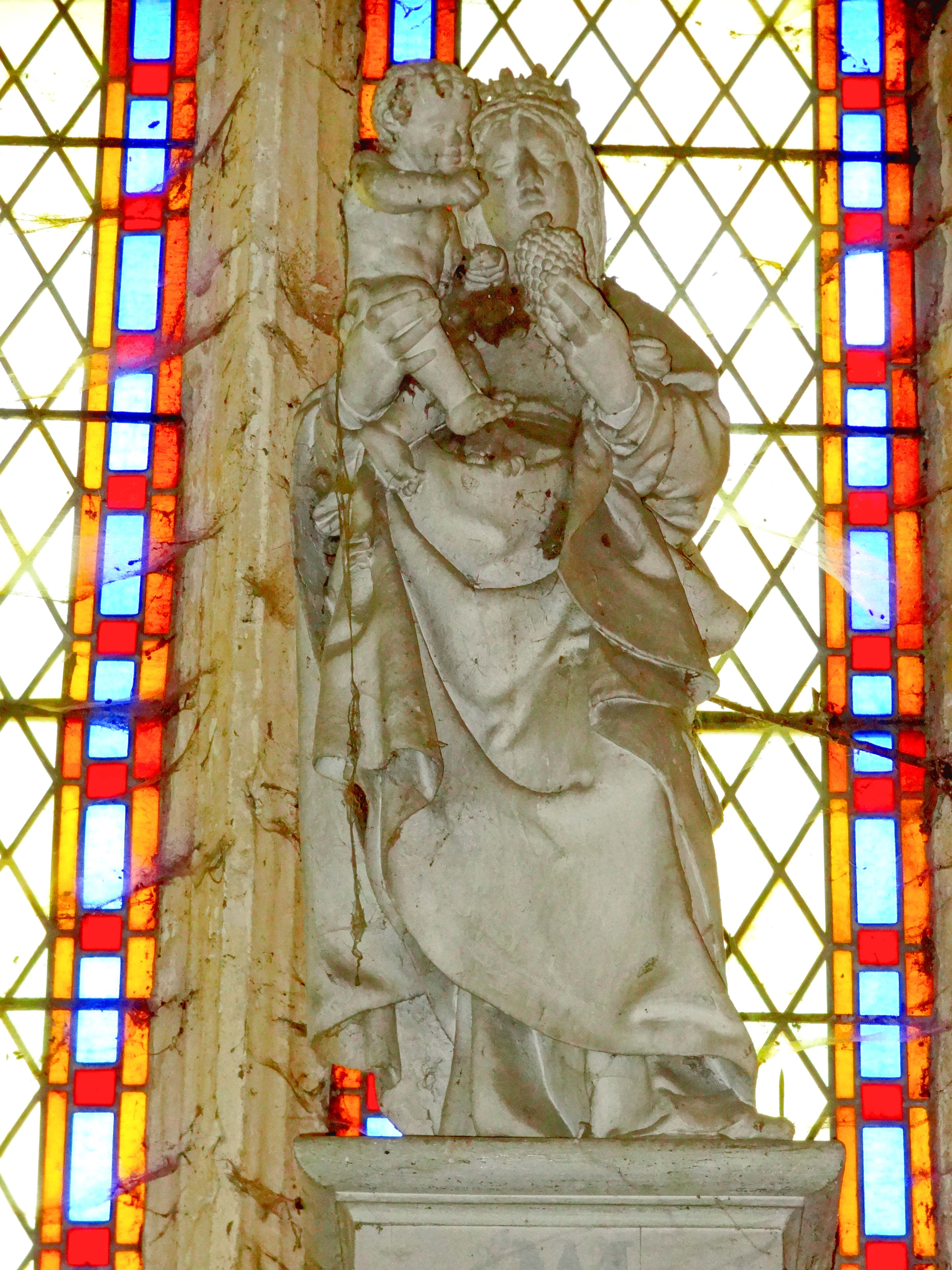
Vierge à l'Enfant.
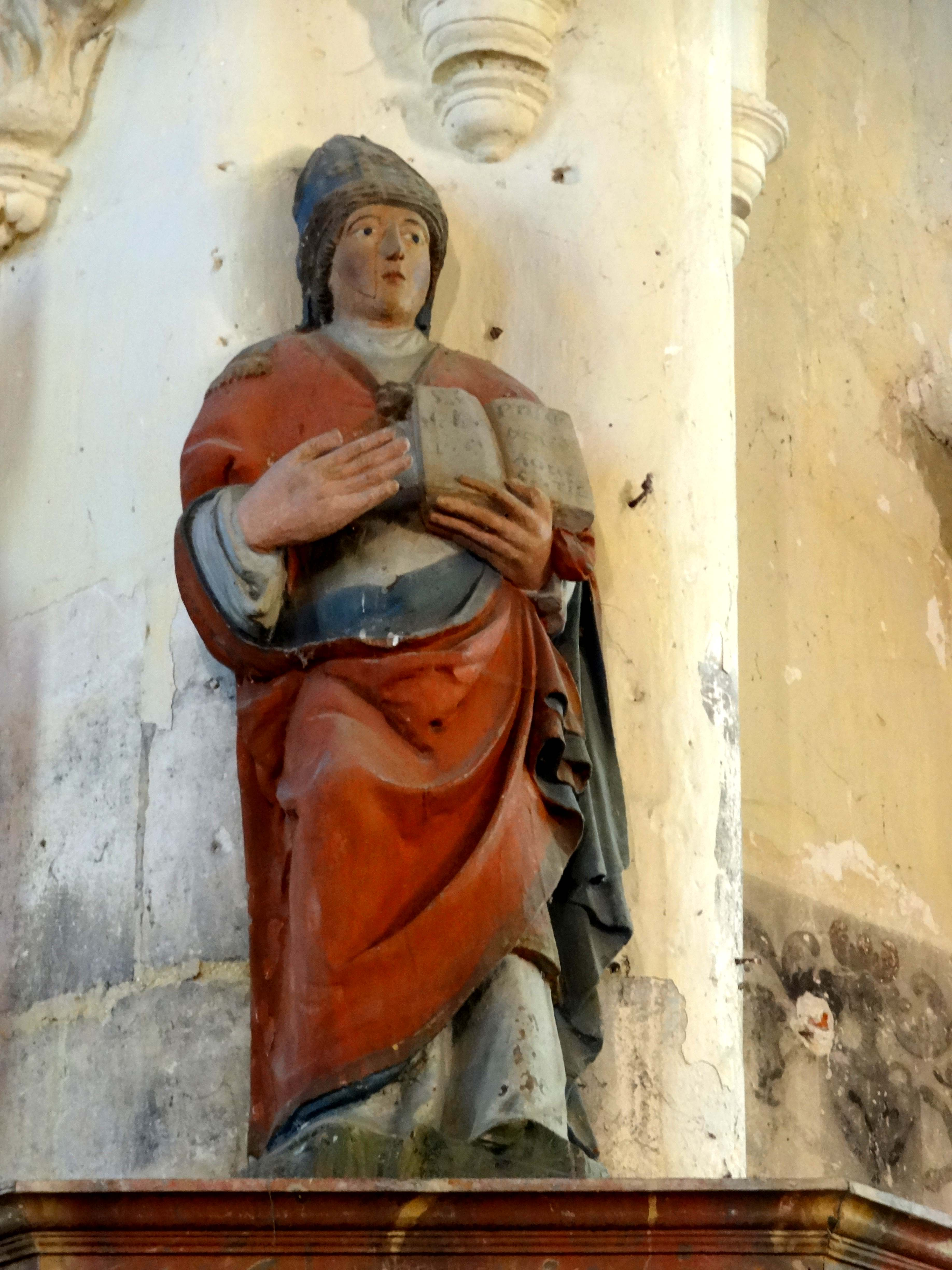
Saint au livre ouvert.
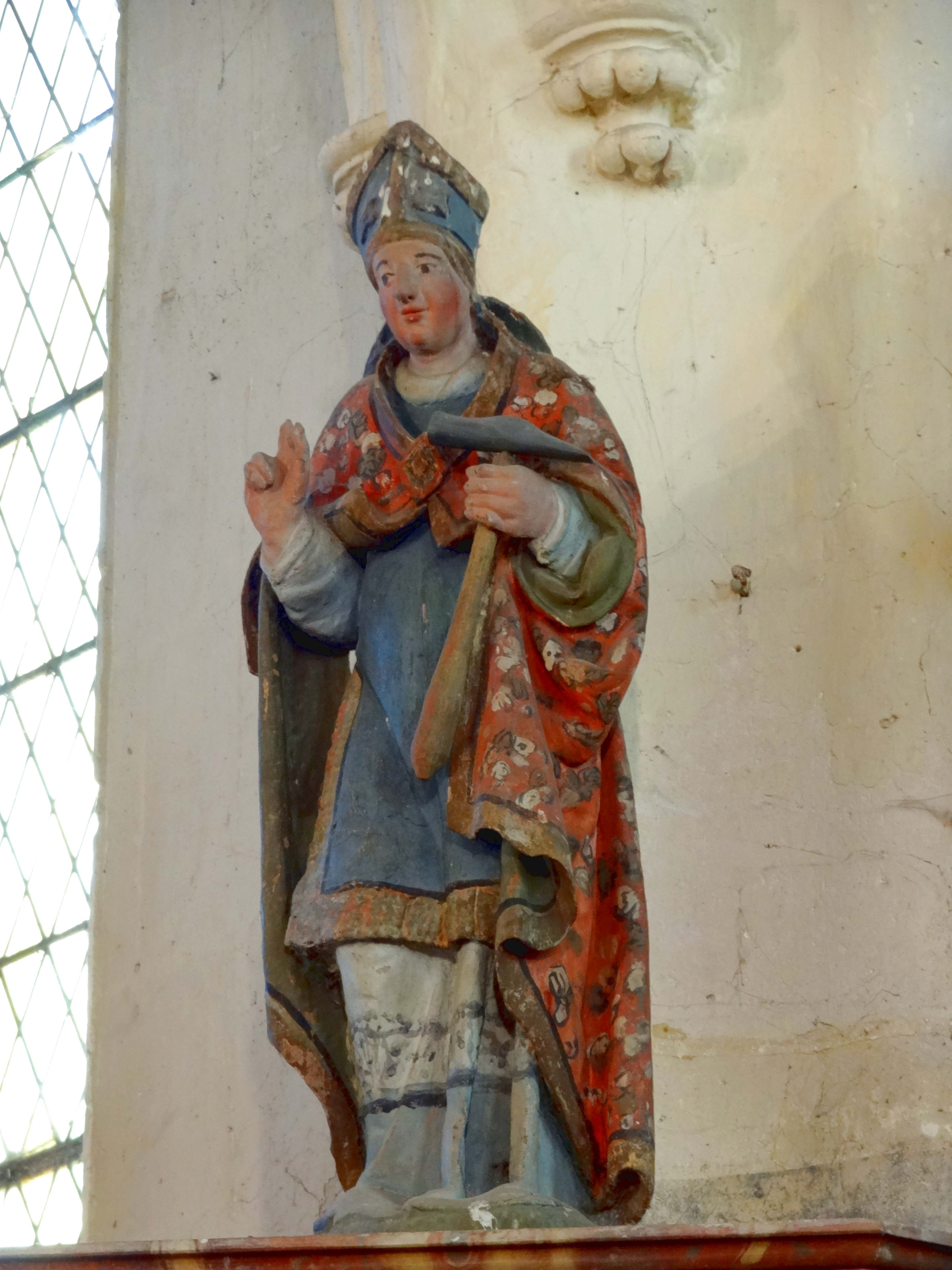
Saint Éloi.
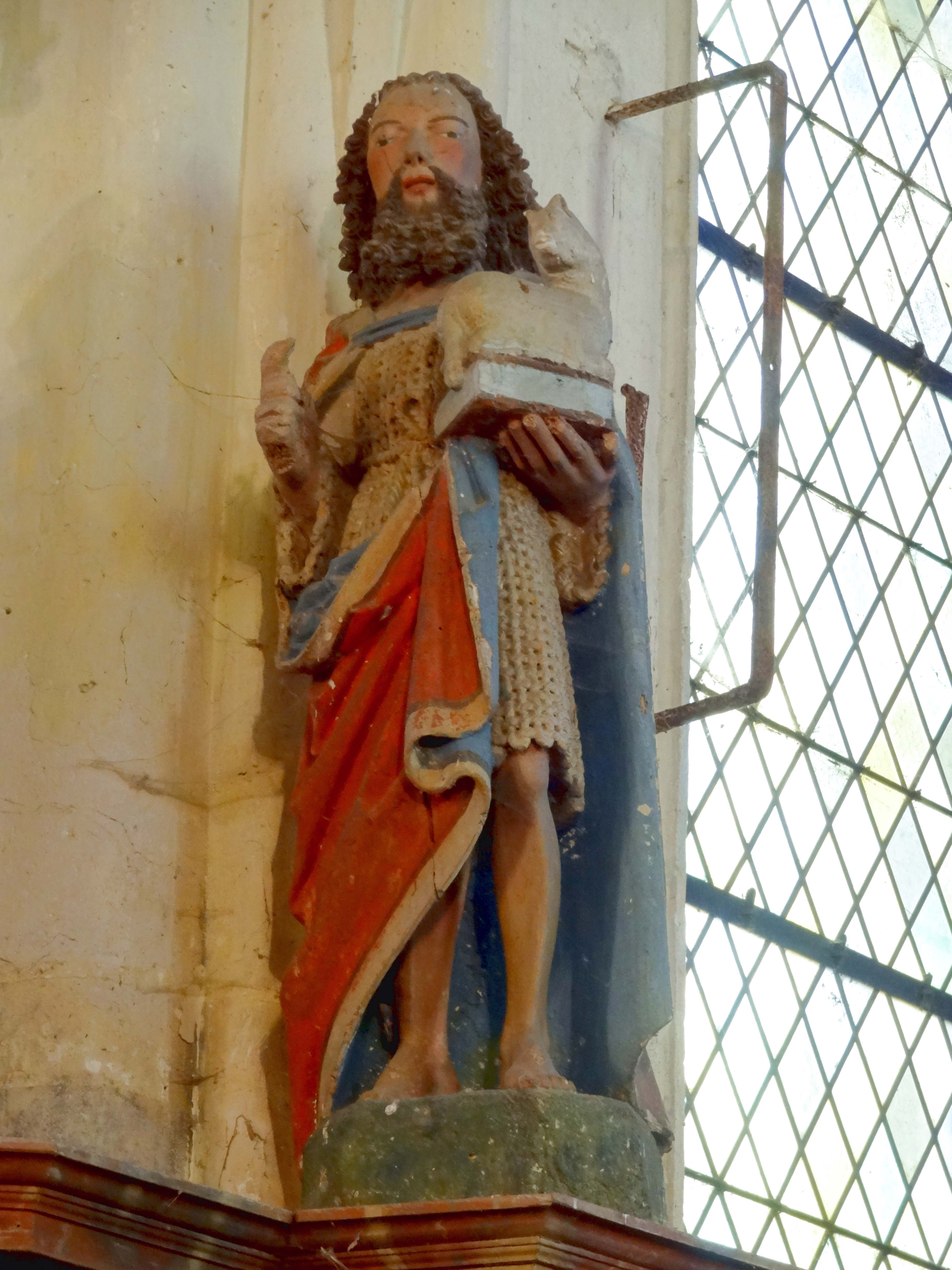
Saint Jean Baptiste.
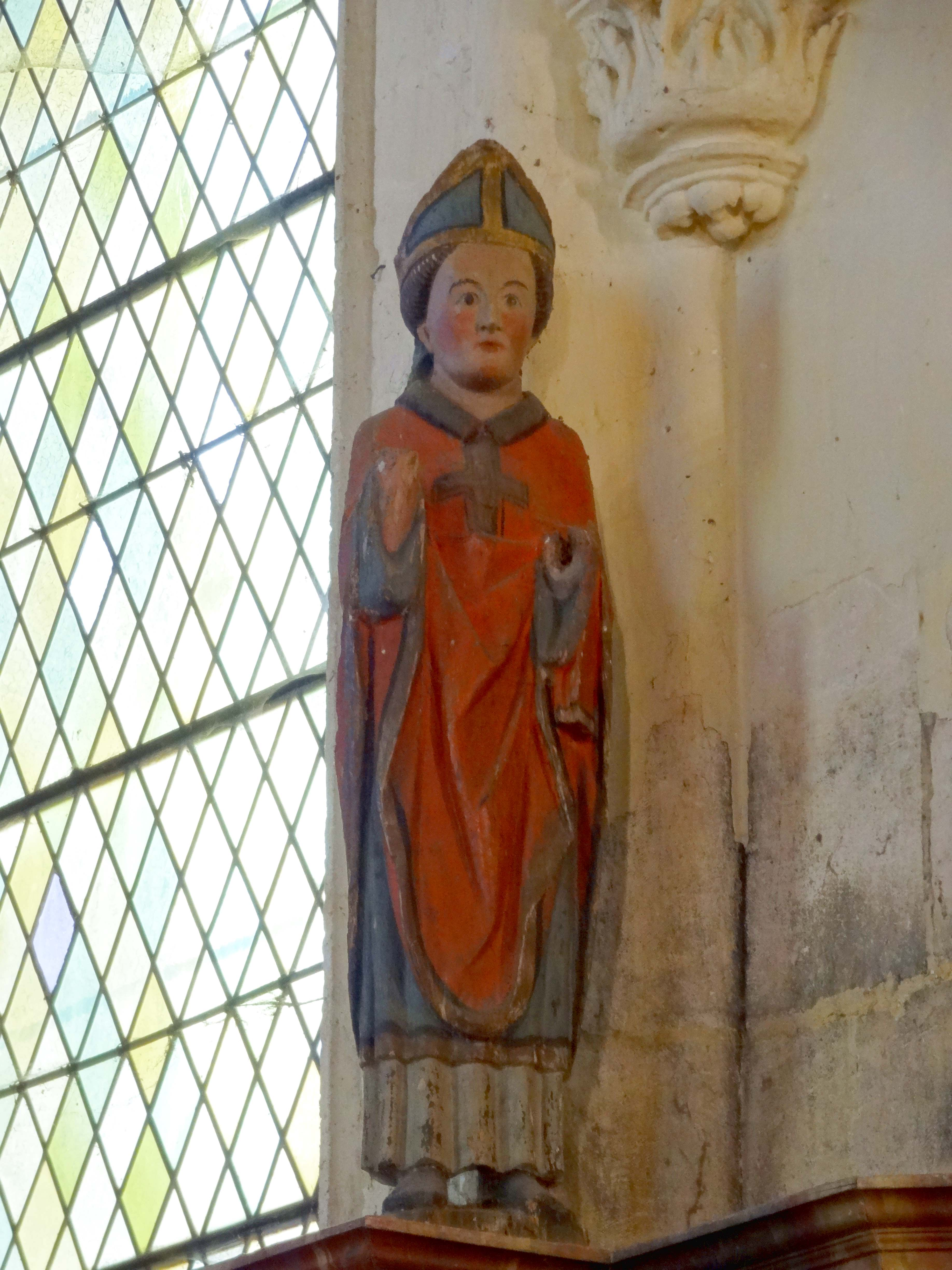
Saint Prix.
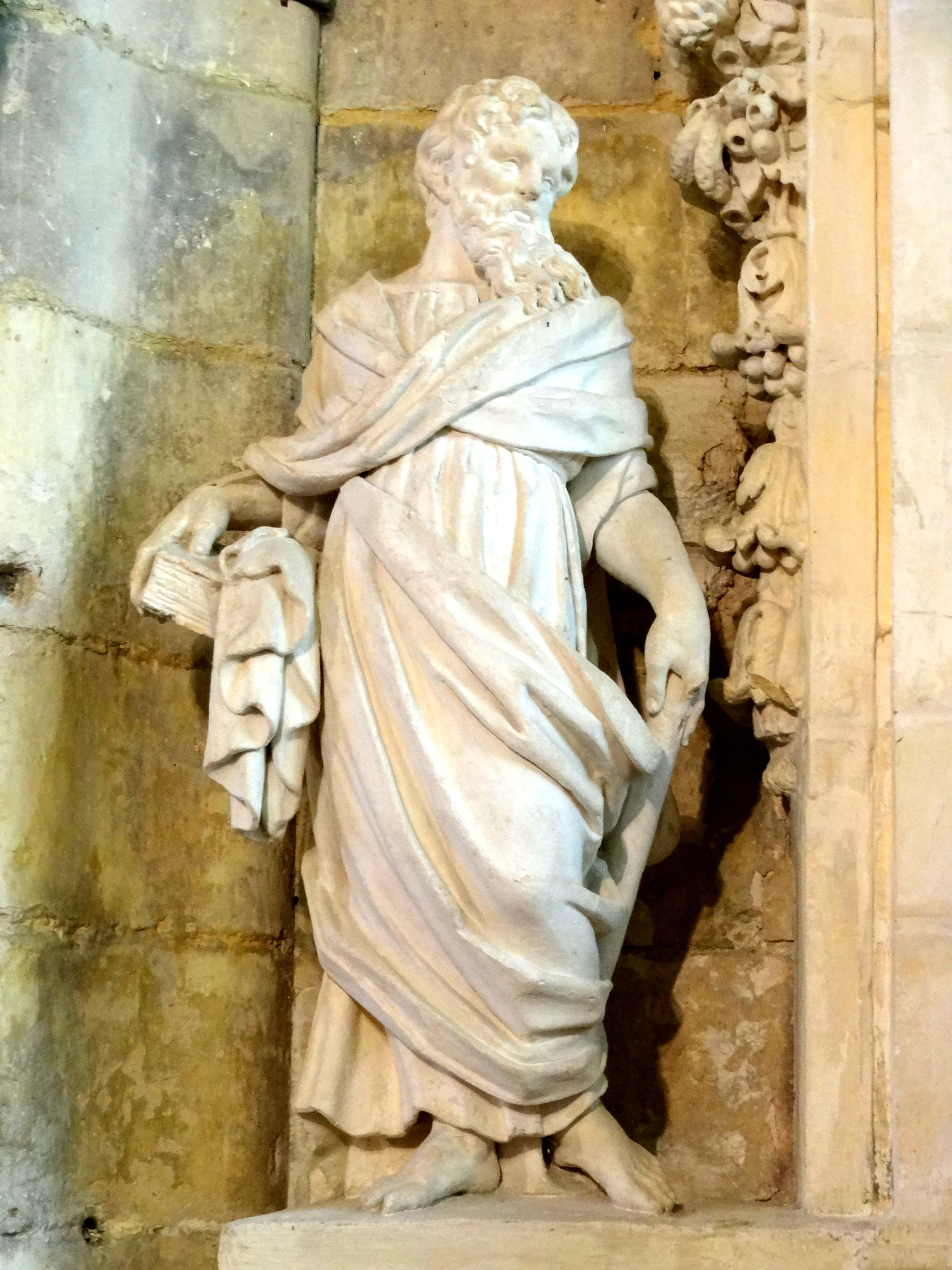
Prophète.
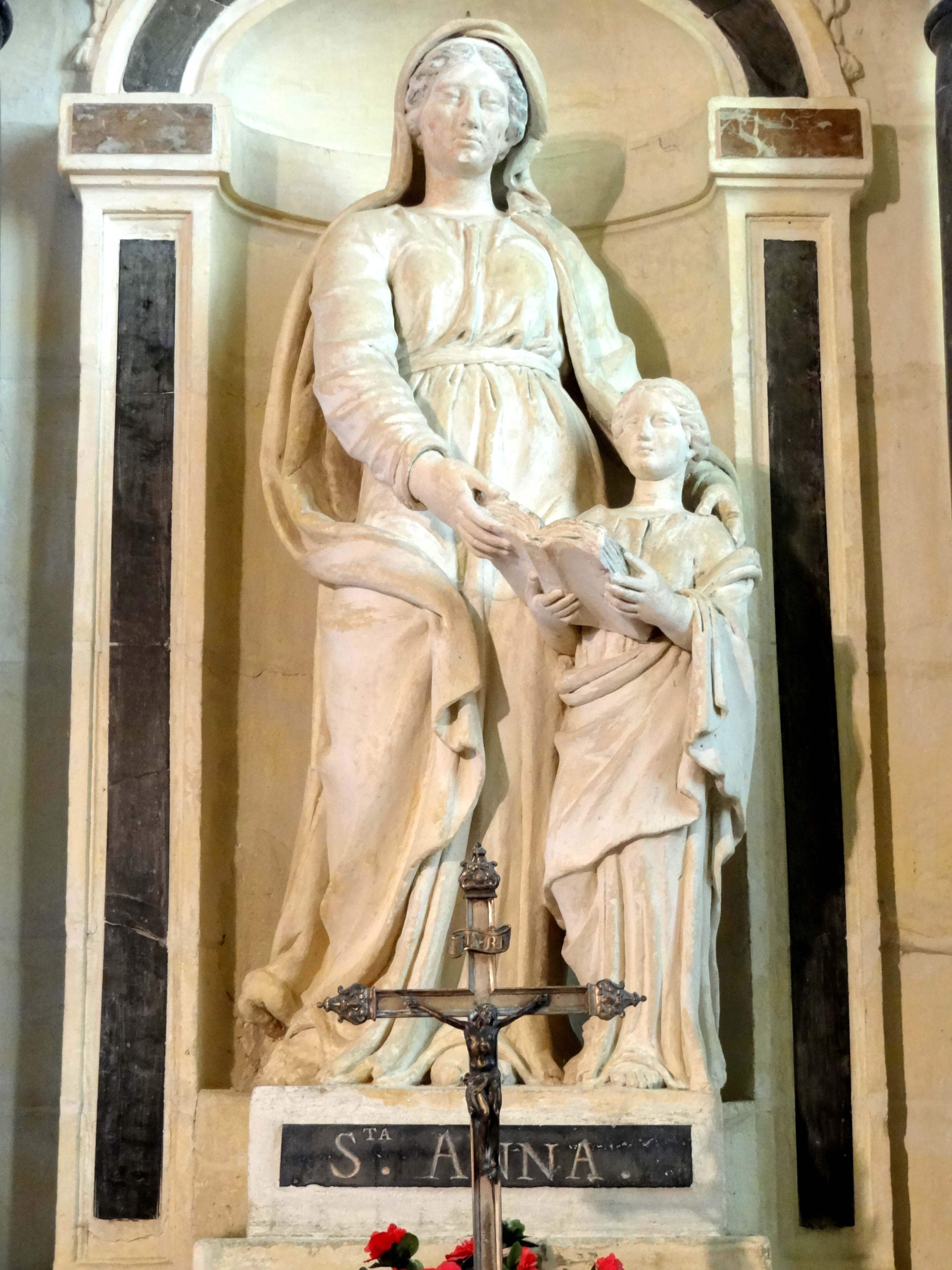
L'Éducation de la Vierge.
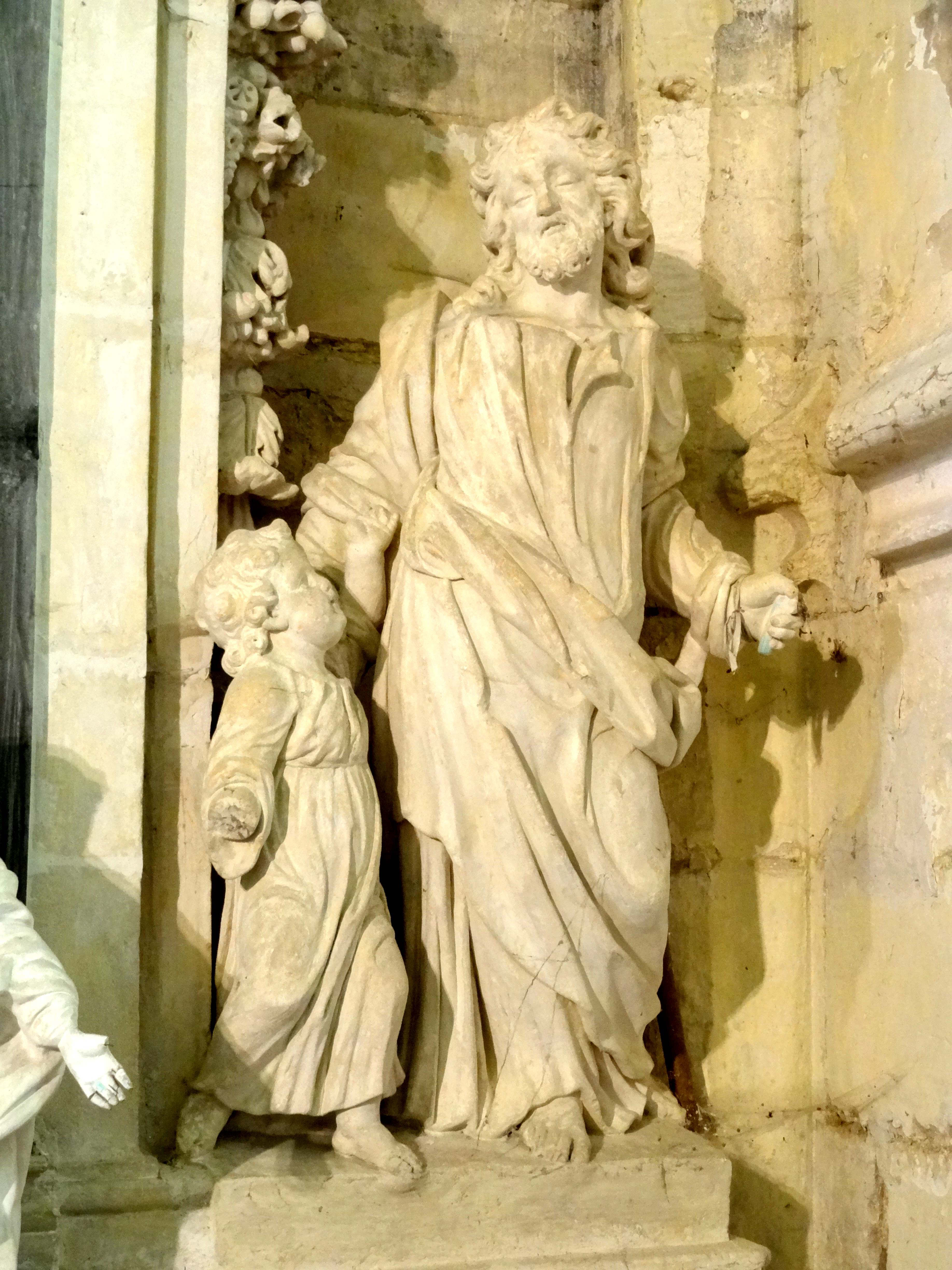
Saint Joseph à l'Enfant.
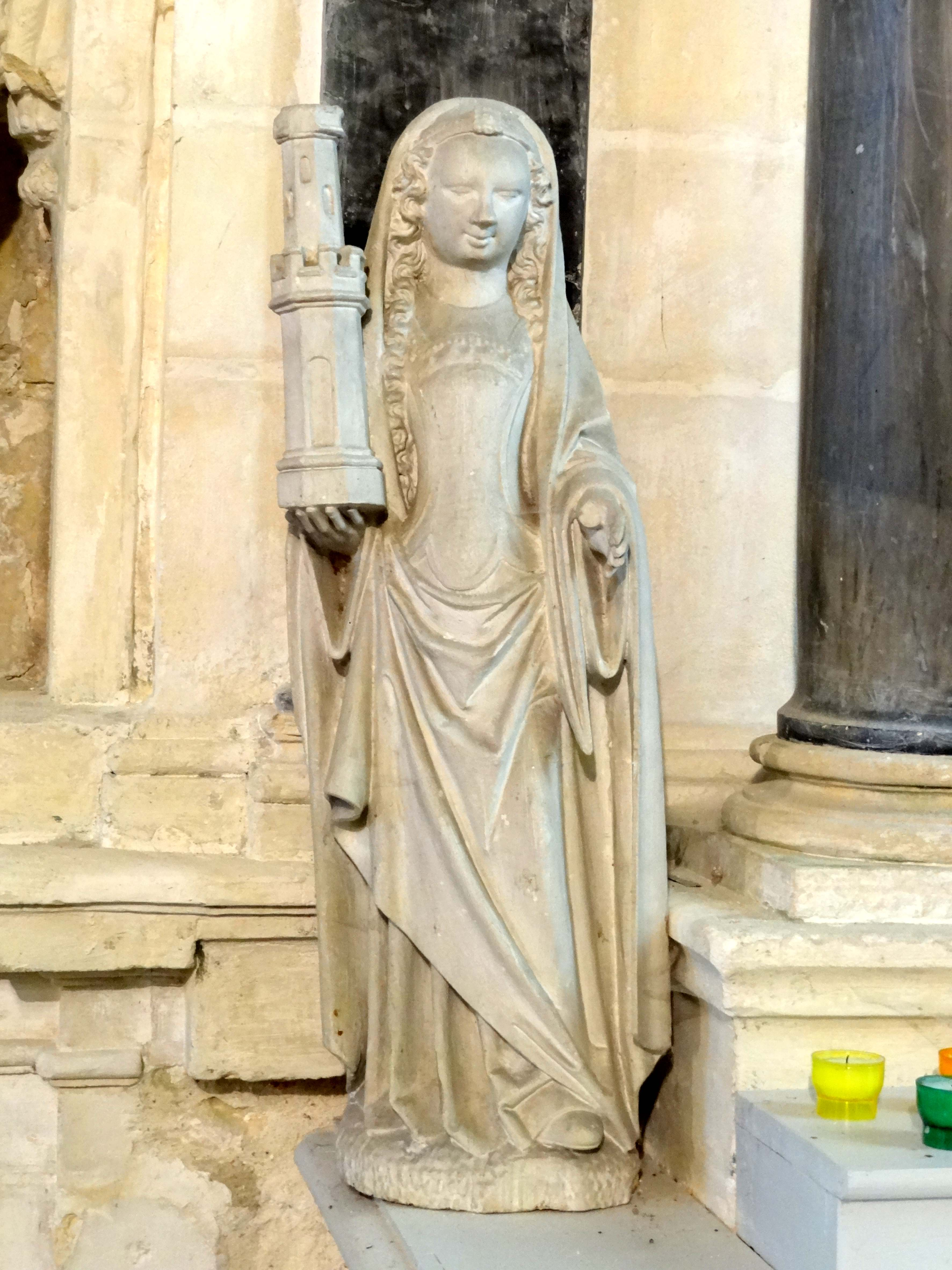
Sainte Barbe.
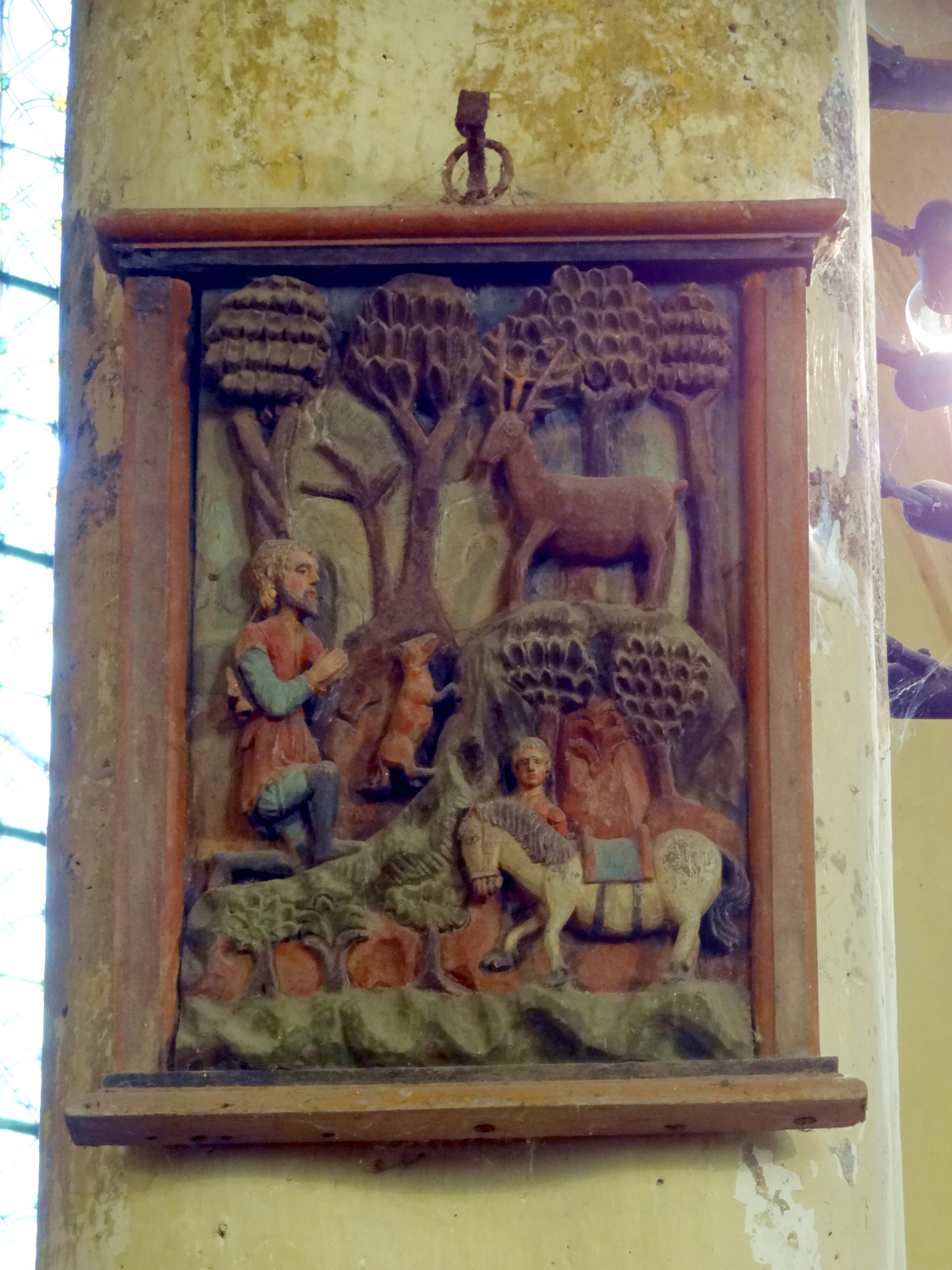
Bas-relief - saint Hubert.

### Peinture

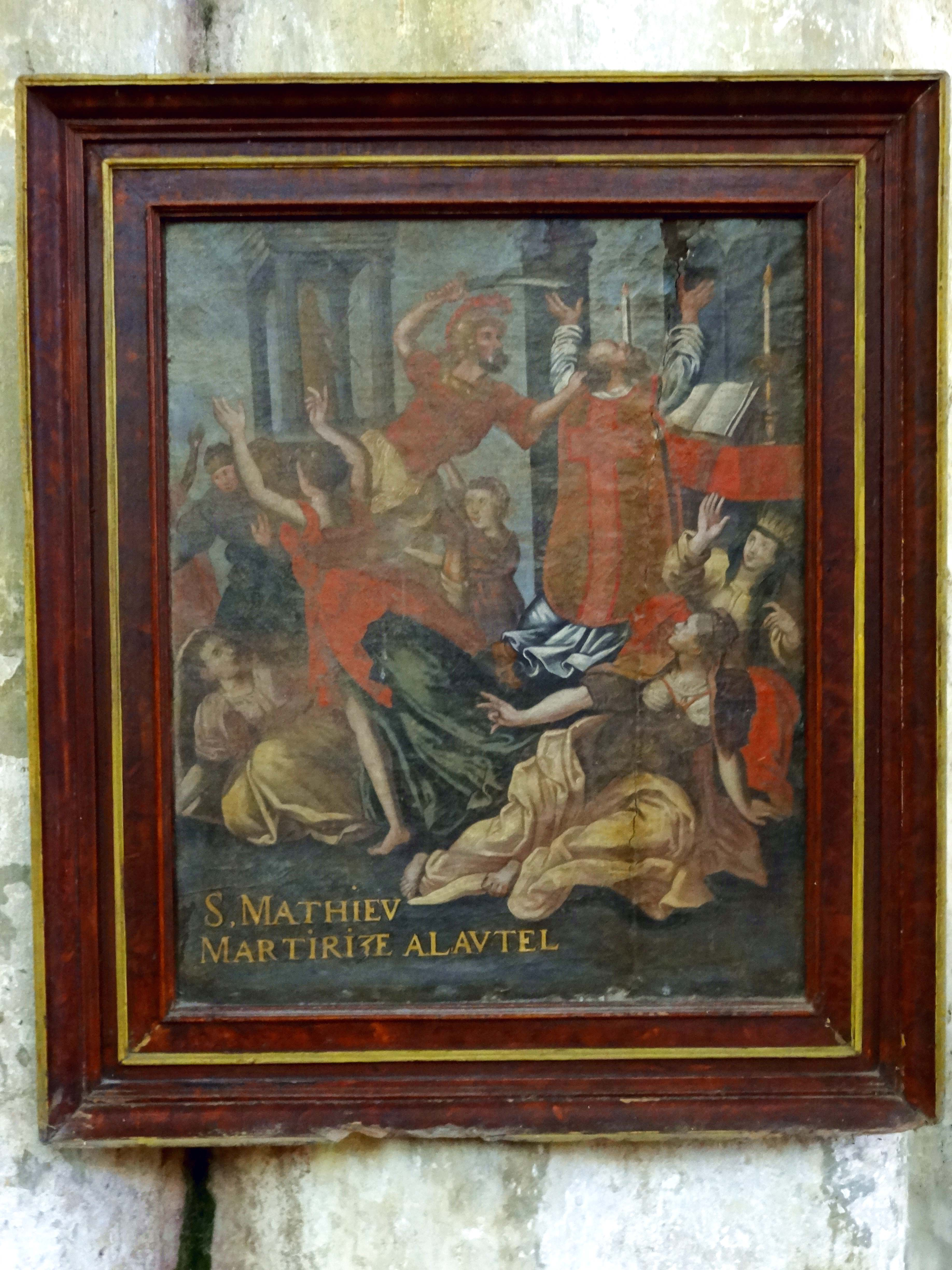
Le martyre de saint Matthieu.

- Le chemin de croix se compose de quatorze panneaux en tôle peints à l'huile. Ils mesurent 63 cm de hauteur et 45 cm de largeur, et ont été réalisés par Diogène Maillart au XIXe siècle. Ils sont munis de cadres de bois, qui sont de deux types différents. Ceux datant d'origine comportent en haut un écriteau avec le numéro de la station, surmonté d'une croix. Plusieurs panneaux sont déposés. L'œuvre se distingue par un registre chromatique volontairement réduit, avec un prédominance de teintes tirant vers le marron ; par le soulignement prononcé des formes, ce qui évoque légèrement la bande dessinée ; et par un bon travail des contrastes, avec notamment un fond très sombre, presque noir. En somme, le style est très expressif, et le rendu est saisissant de réalisme, avec une parfaite maîtrise des postures, des expressions des visages, et de la perspective. L'œuvre est inscrite depuis juin 2003[22].
- Le tableau représentant le martyre de saint Matthieu est peint à l'huile sur toile, et marouflé sur un panneau de bois. Il mesure 68 cm de hauteur et 55 cm de largeur, et date du XVIIe siècle. L'on voit, à droite, saint Matthieu agenouillé face à l'autel, devant le missel ouvert, en train de célébrer l'Eucharistie, tandis qu'un soldat romain s'approche de la gauche, et s'apprête à lui trancher le cou avec un immense couteau. Parmi les sept fidèles, dont une femme couronnée, trois lèvent leurs mains de désemparement, mais personne ne semble vraiment essayer de retenir l'assassin et de l'empêcher de perpétrer son crime. Tous, sauf un enfant, sont tombés par terre pétrifiés de peur, et se tiennent mi-assis, mi-allongés. En bas à gauche, une légende est portée sur le tableau : « S. MATHIEV MARTIRISE ALAVTEL » (sans accents ni apostrophe). L'œuvre est inscrite depuis juin 2003[23].
- Le tableau de retable du maître-autel représente la Résurrection de Jésus. Il est peint à l'huile sur toile, et est signé Bove, peintre à Compiègne, et daté de 1779. Le Christ s'élève doucement au ciel, les deux mains aux trois quarts levés, en tenant un étendard dans sa main droite. Son expression est sereine, sans triomphalisme ni manières théâtrales. En bas, trois soldats effrayés s'écartent du tombeau, dont deux observent la scène, tandis qu'un troisième détourne le regard. Un heaume et une épée traînent par terre. Un quatrième soldat s'est affalée à gauche. Dans sa simplicité, cette œuvre est judicieusement composée, et de niveau correct, sans plus ; elle n'a aucune originalité, et semble avoir été exécutée avec rapidité et routine, sans souci pour les détails. Elle est inscrite depuis juin 2003, avec les menuiseries du retable (voir ci-dessous)[24].

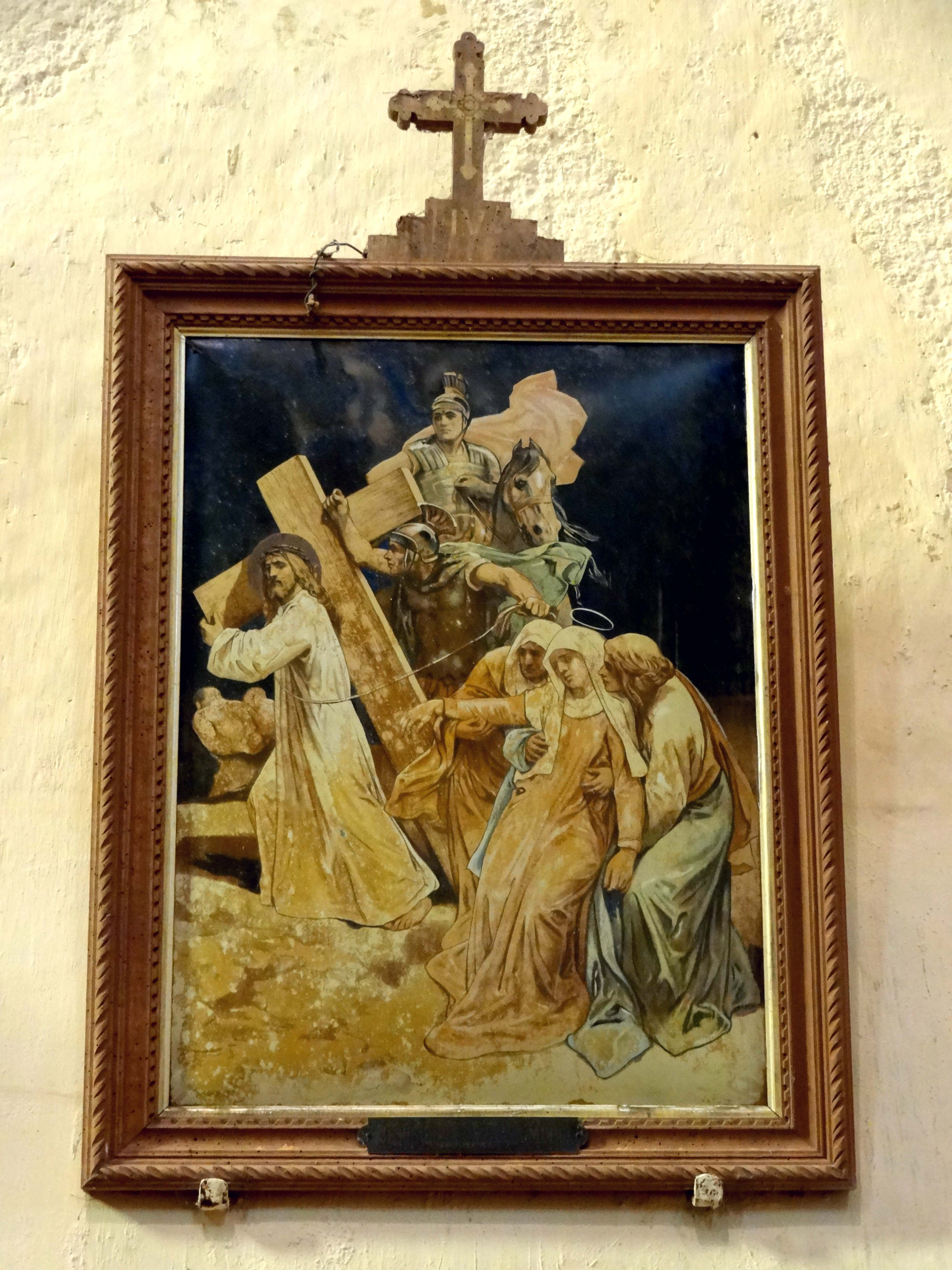
Station IV - Jésus rencontre sa mère.
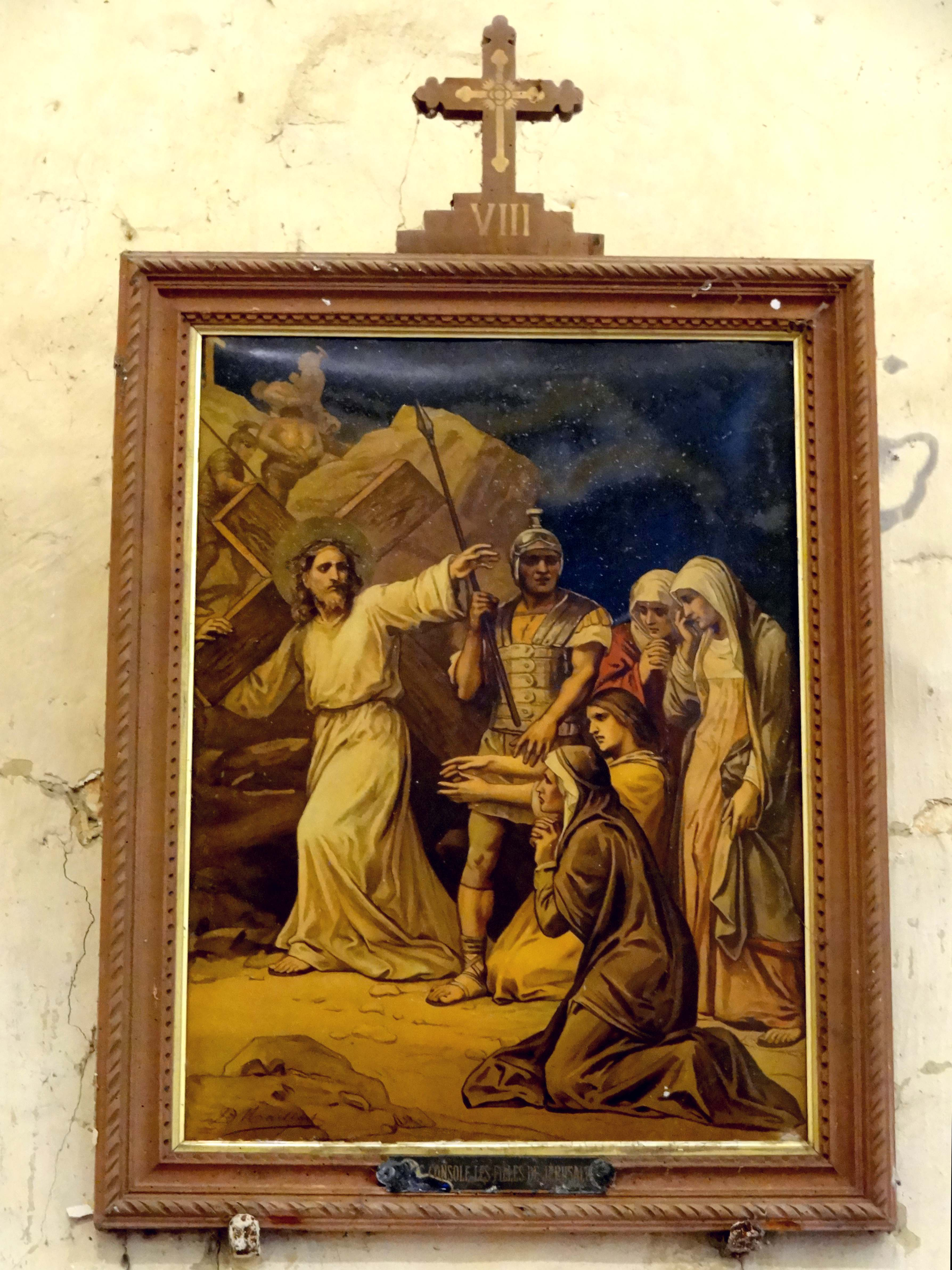
Station VIII - Jésus rencontre les femmes de Jérusalem.
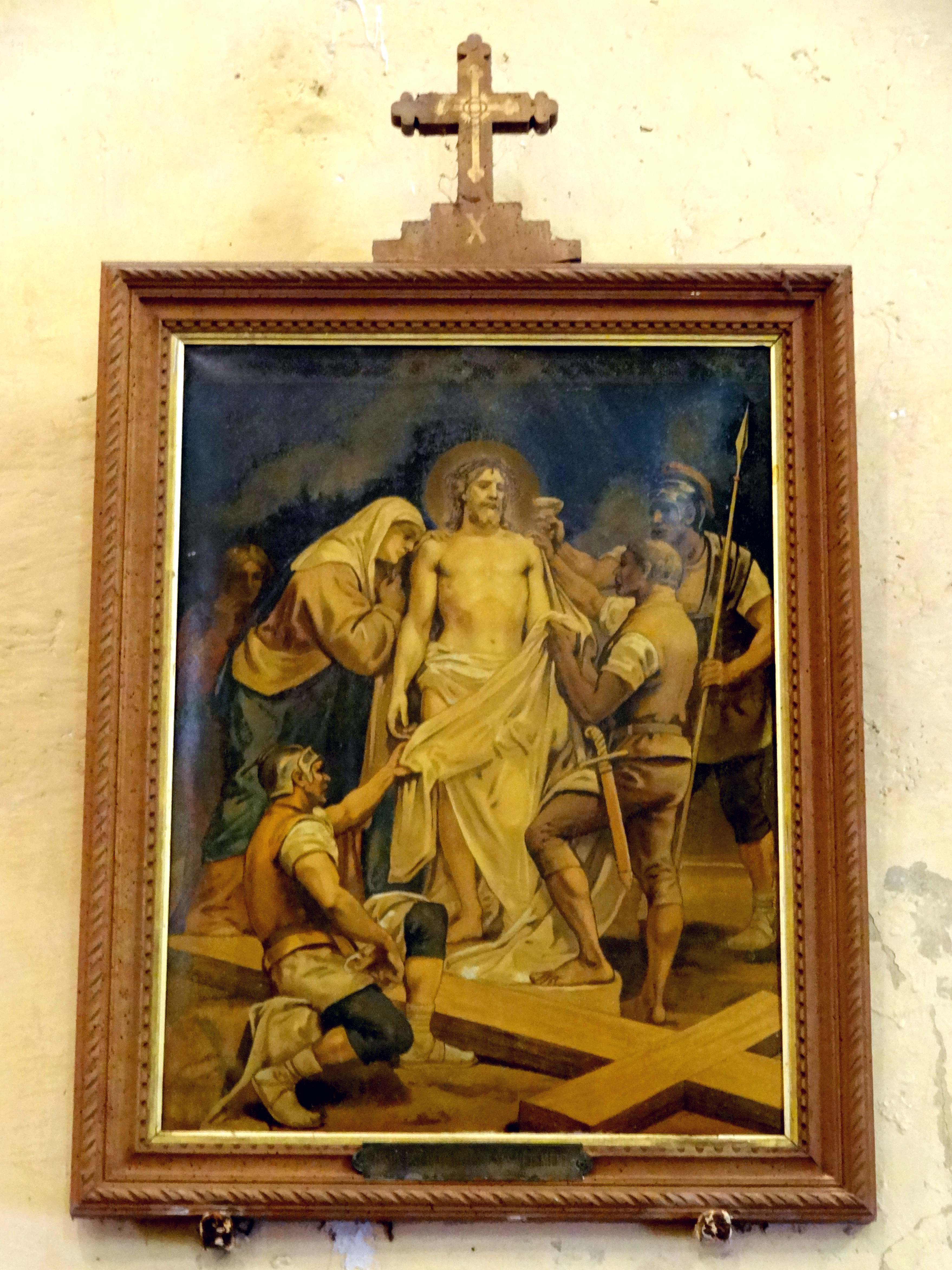
Station X - Jésus est dépouillé de ses vêtements.
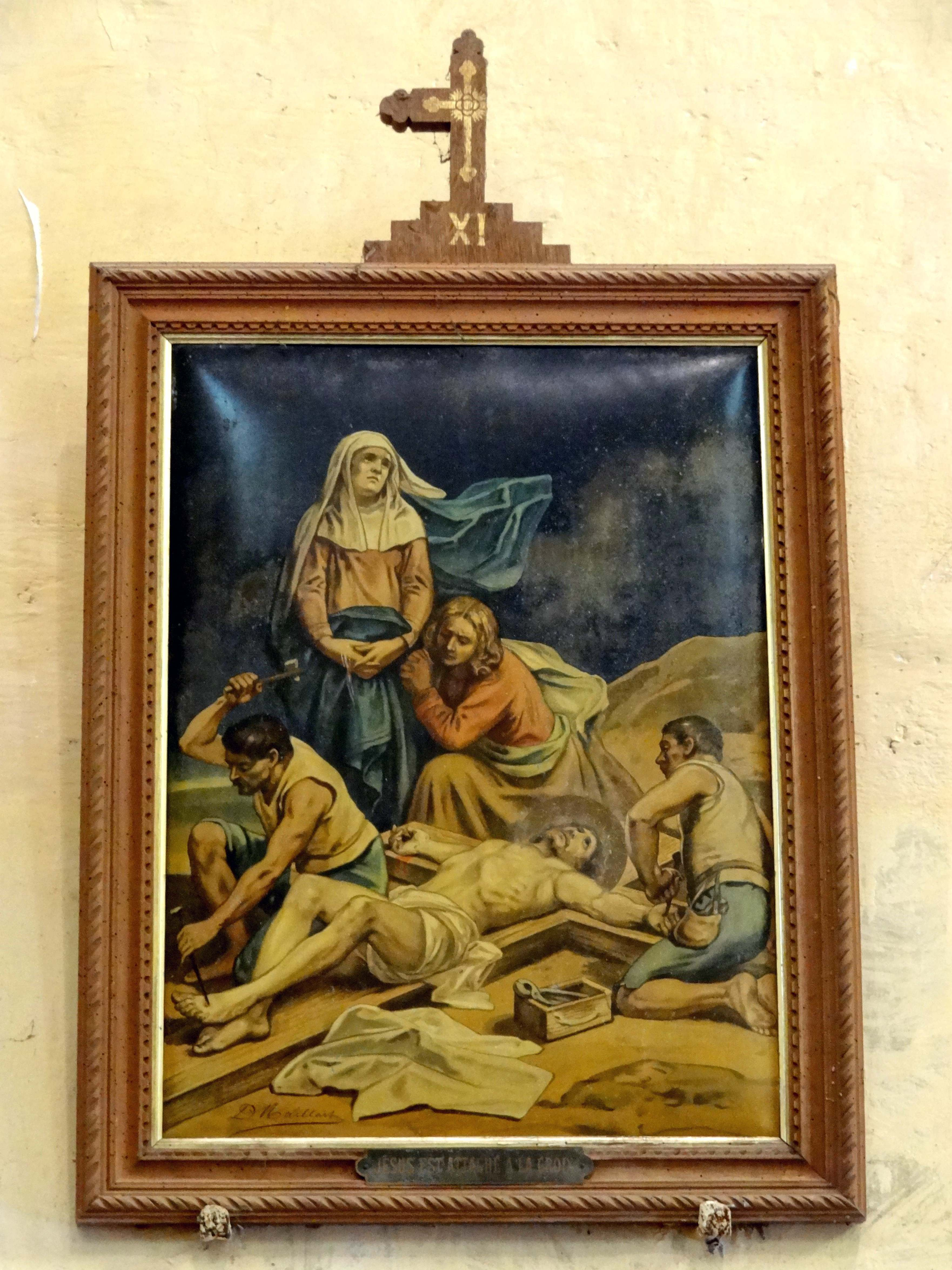
Station XI - Jésus est clouté à la croix.
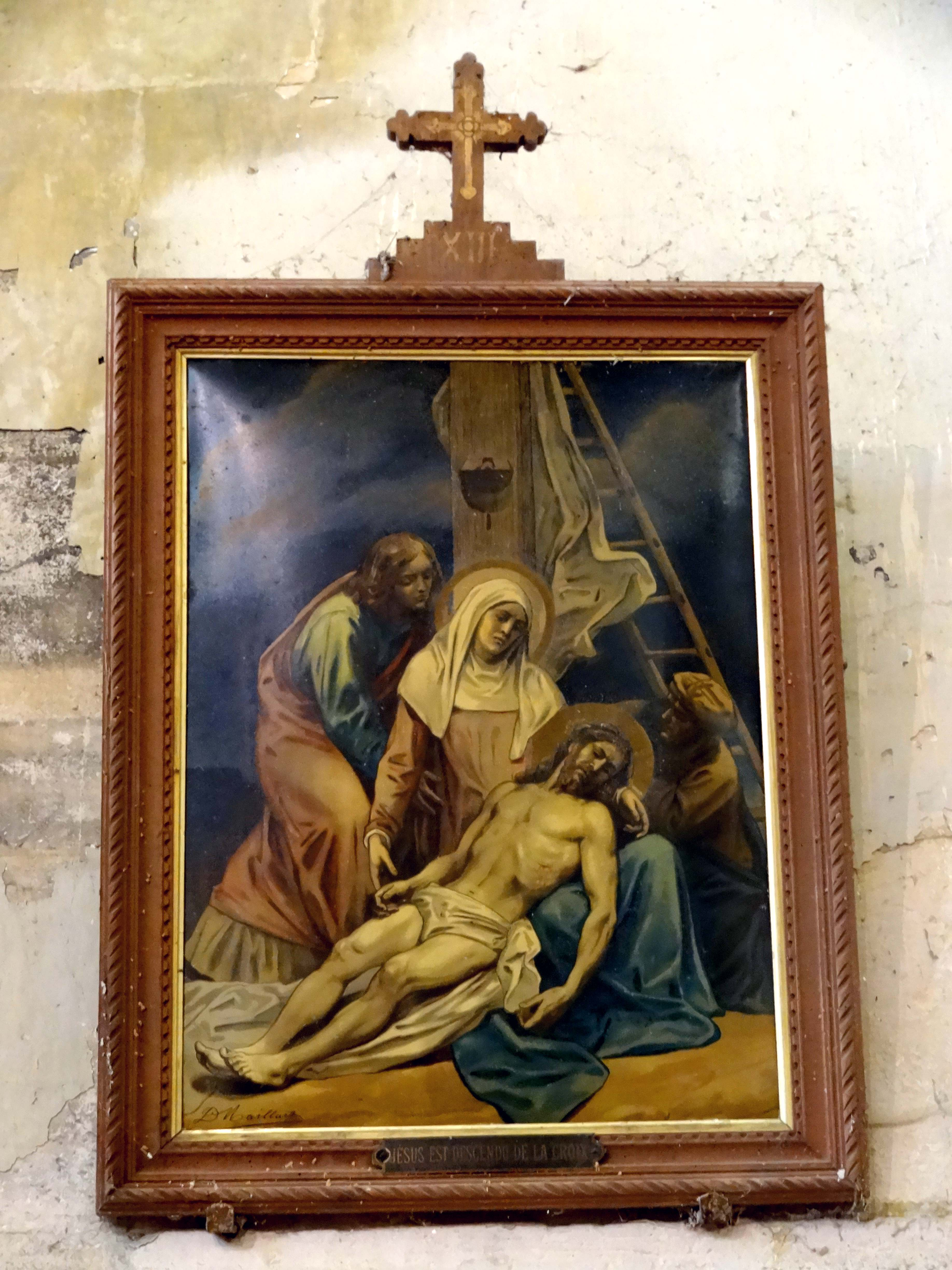
Station XIII - Descente de Croix.
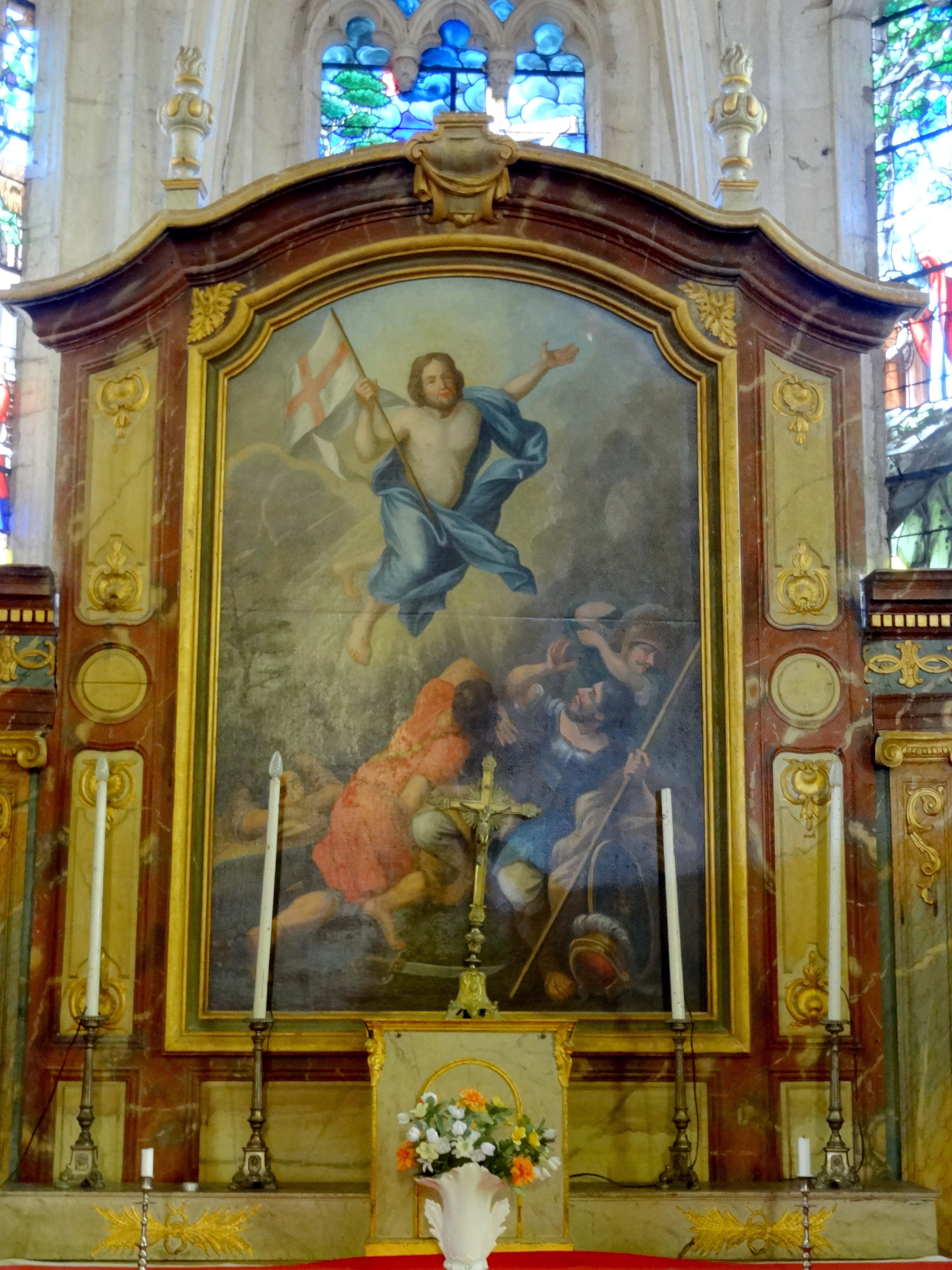
Retable du maître-autel - Résurrection du Christ.

### Mobilier liturgique et associé

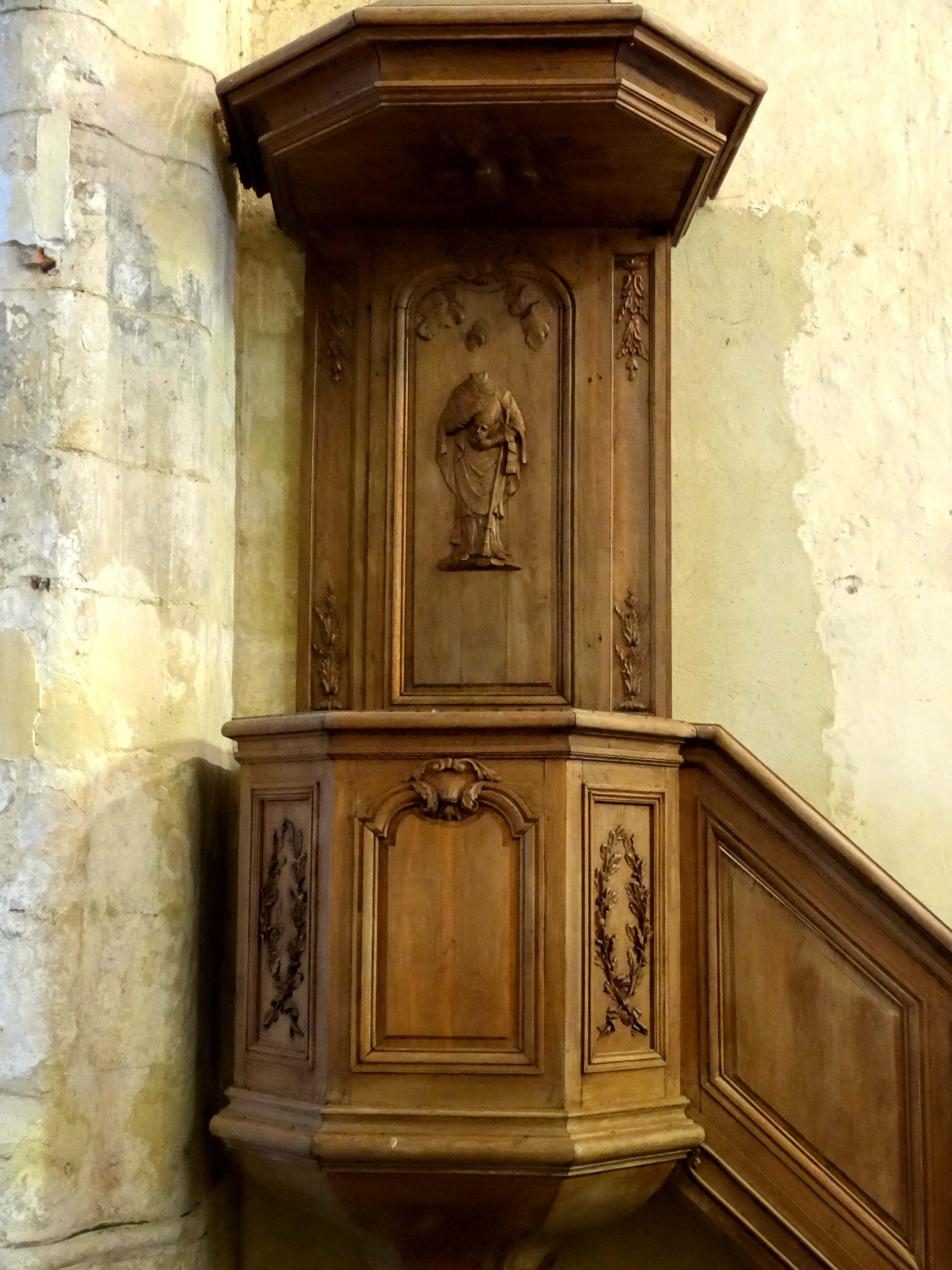
Chaire à prêcher.

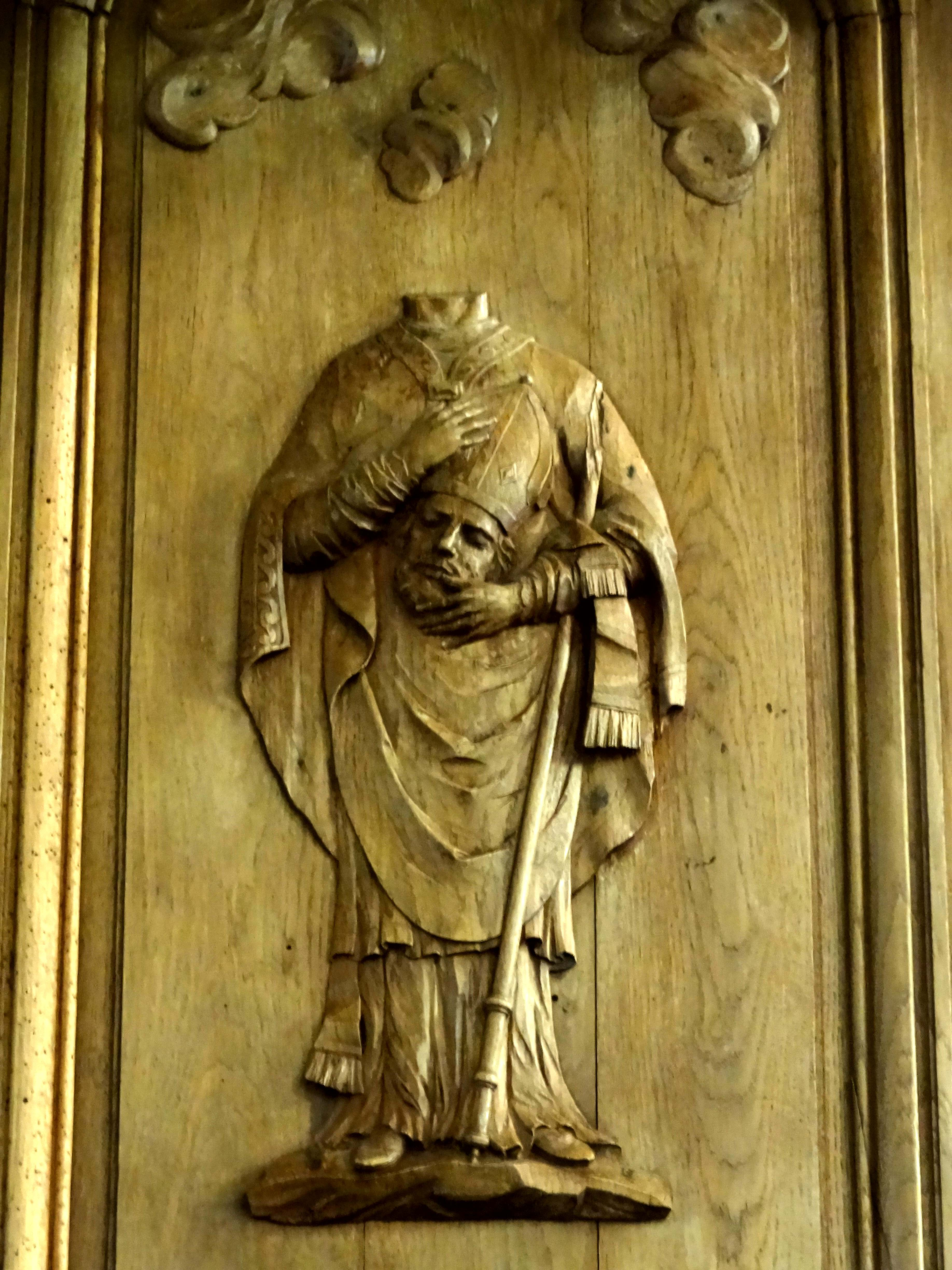
Bas-relief du dorsal - saint Lucien céphalophore.

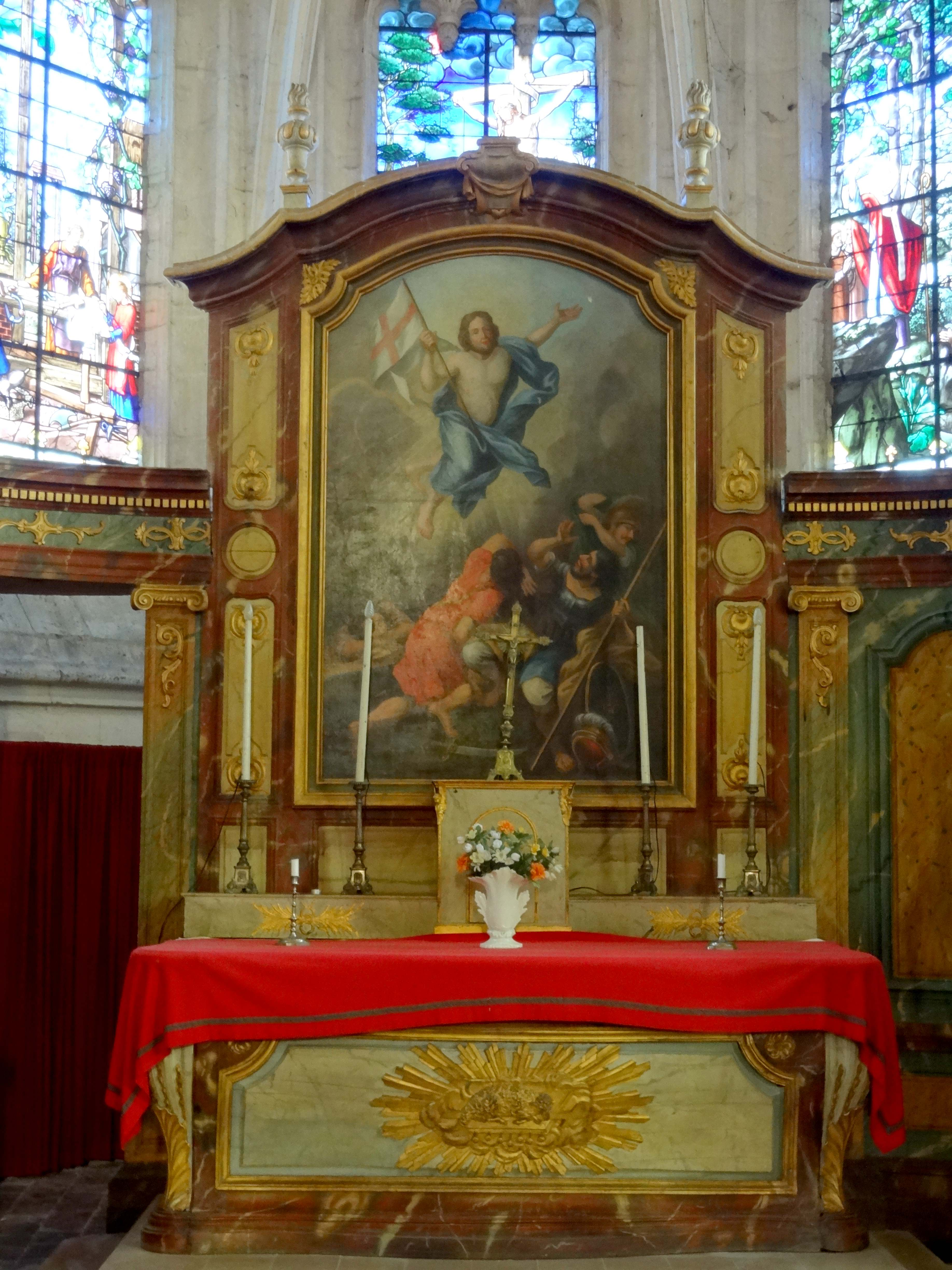
Retable du maître-autel.

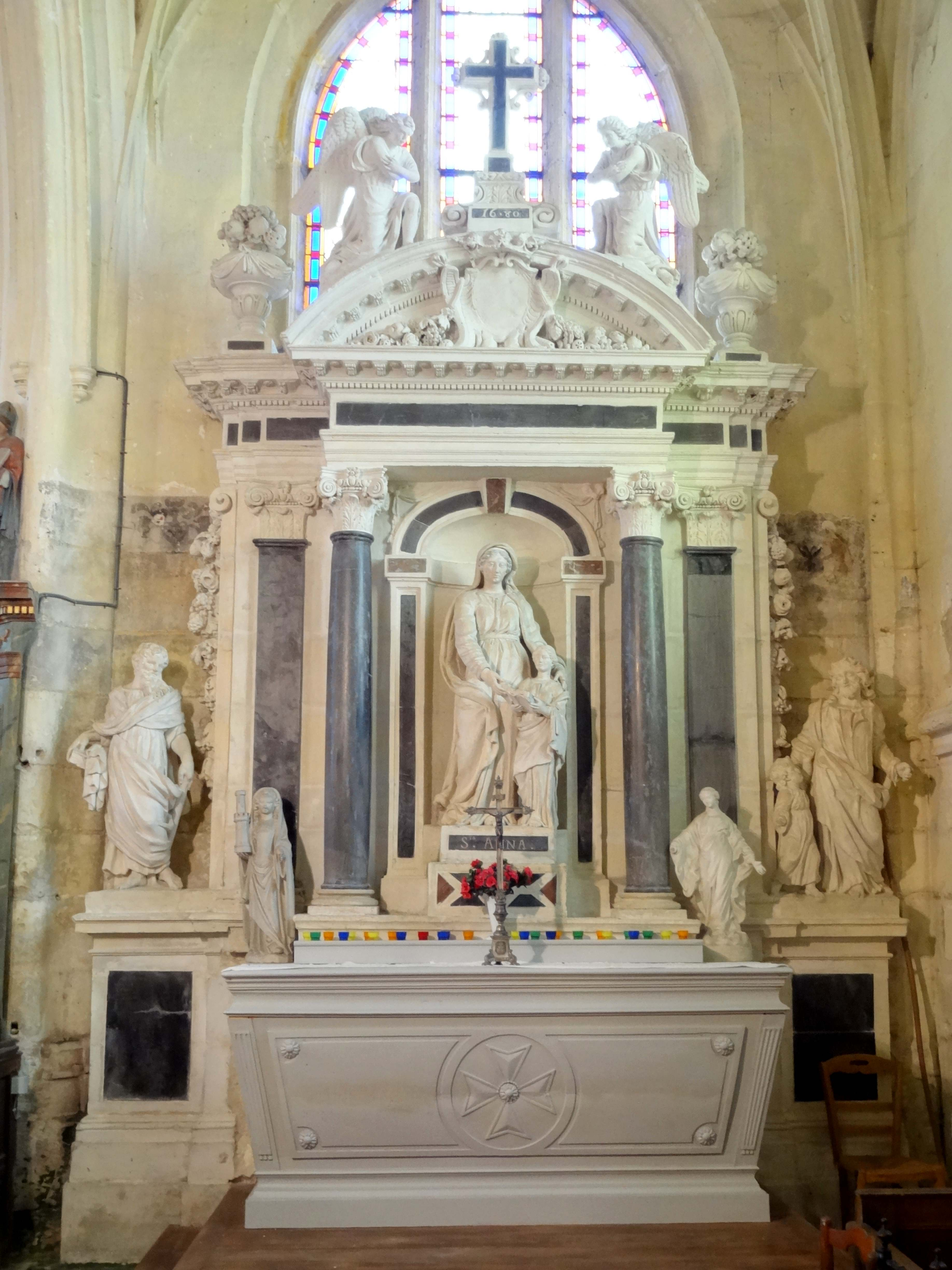
Retable de sainte Anne.

- L'ancien banc d'œuvre, adossé au mur occidental à gauche du portail en entrant, date du XVIIIe siècle. Il se compose d'un pupitre et d'un haut dorsal, les deux assemblés de panneaux de fenestrages frustes. Ce meuble de facture ordinaire est néanmoins inscrit depuis juin 2003[25] (sans illustration).
- Les deux bancs de chantre, dont l'un est adossé au mur occidental à droite en entrant, sont en bois de chêne taillé, et datent du XVIe siècle. Tout aussi frustes que le banc d'œuvre, ils sont inscrits depuis juin 2003[26].
- La chaire à prêcher dans l'angle sud-est de la nef est en bois de chêne taillé, et date du XVIIIe siècle. Sa cuve polygonale, qui retombe sur un cul-de-lampe sculpté d'une pomme de pin, et le garde-corps de son escalier, sont assemblés de panneaux à fenestrages. Le panneau central de la cuve est surmonté d'une coquille Saint-Jacques et de feuillages, dans le style rocaille, tandis que les panneaux obliques sont sculptés de deux branches nouées ensemble. Entre deux pilastres ornés de chutes de fleurs, le dorsal comporte un large panneau entouré d'un cadre mouluré, qui affiche en son centre un bas-relief de saint Lucien céphalophore. Le dessous de l'abat-voix arbore la colombe du Saint-Esprit entouré de rayons de lumière, conformément à l'usage. Le couronnement a disparu. Avec un décor raffiné qui sait éviter la surcharge ornemental et l'ostentation, cette chaire constitue une œuvre de bon niveau, et est inscrite depuis juin 2003[27].
- Les bancs de fidèles dans la nef, en bois de chêne taillé, datent du XVIIIe siècle, et sont inscrits depuis juin 2003[28] (sans illustration).
- Le confessionnal dans le collatéral nord est en bois de chêne taillé, et peint en faux-bois. Il date du XIXe siècle, mais est apparemment assemblé d'éléments d'époques diverses, dont la porte de la loge centrale. Sa partie haute est ajourée grâce à une série de huit balustres en bois tourné. Chacune des trois loges est surmontée d'un fronton entrecoupé. L'objet, qui n'a rien de remarquable, est inscrit depuis juin 2003[29].
- L'ensemble de quatre bancs pour enfants de chœur, placés longitudinalement, est en bois de chêne taillé, et date du XVIIIe siècle. Ces bancs sans intérêt artistique sont néanmoins inscrits depuis juin 2003[30].
- Les fragments d'un banc et d'une stalle, en bois de chêne taillé, datent du XVIe siècle. Ils sont inscrits depuis juin 2003[31] (sans illustration).
- L'ensemble formés par les vestiges de la table de communion et des anciens bancs du chœur est en bois de chêne taillé, et date des XVIe et XVIIe siècles. Il comporte notamment un large panneau réemployé comme dossier, qui se compose de quatre panneaux à fenestrages sculptés de rosaces, d'un entablement aniconique, et de deux pilastres ioniques. L'ensemble est inscrit depuis juin 2003[32].
- L'aigle-lutrin est en bois de chêne taillé, peint et partiellement doré. Il mesure 205 cm de hauteur, et date du dernier quart du XVIIIe siècle. La sphère sur laquelle s'agrippe l'aigle repose sur un socle polygonal à trois pans courts et trois pans galbés, bien plus longs. Ces derniers sont décorés d'un entrelacs inscrivant des rosettes. Le socle est porté par un fût cannelé et rudenté très massif, dont la partie supérieure est garnie de trois têtes de chérubins au-dessus d'un collier d'ailes, tenant lieu de consoles, et dont la partie inférieure est épaulée par trois consoles qui se détachent complètement du fût, tandis que des guirlandes de feuilles et de fleurs sont suspendues au milieu. Le pied est du même plan que le socle de la sphère. Il se compose de trois sections, dont celle du milieu est galbée, et permet la transition vers un diamètre plus important au niveau de la section inférieure. Comme sur les consoles cantonnant le fût, les motifs du décor sont des rudentures et des feuilles d'acanthe, ainsi que des guirlandes, des rosettes et des oves. Ce lutrin remarquable, mais d'un aspect trop lourd, à des homologues un peu plus anciens à La Rue-Saint-Pierre et Loueuse. Il est classé depuis juin 1925[33].
- Le fauteuil de célébrant, qui est un cabriolet ou fauteuil à la reine, est en bois de hêtre taillé, apprêté et doré, avec garniture et couverture modernes. Il date sinon du XVIIIe siècle, et est inscrit depuis juin 2003[34] (sans illustration).
- Les boiseries de l'abside sont en bois taillé et peint, et datent du XVIIIe siècle. Elles commencent par des pans obliques à l'entrée de l'abside, puis comportent un pilier carré, servant de support à une statue, et enfin une large section en quart-de-cercle flanquant le retable du maître-autel, et comportant une porte desservant la sacristie aménagée dans l'intervalle laissé entre le retable et le chevet. Les boiseries comportent trois registres. Le registre inférieur, qui est de hauteur moyenne, et le registre médian, comportent des panneaux de fenestrages. Au niveau du registre médian, les portes sont en outre cantonnés de pilastres ioniques, ce qui permet de considérer le registre inférieur de soubassement ou stylobate. Le registre supérieur prend, de toute façon, la forme d'un entablement, avec une frise sculptée de motifs rocaille simples et de deux rosaces doriques, et une corniche à denticules. La polychromie en trois tons a été reconstituée, et va de pair avec un effet de faux marbre turquoise, ocre et rouge. Les pilastres, les motifs rocaille et les denticules sont dorés. Harmonisant parfaitement avec les quelques éléments Renaissance du chœur de l'église, ces boiseries ont été inscrites en juin 2003[35], et viennent d'être restaurées.
- Le retable du maître-autel est en bois polychrome et partiellement doré. Ses dimensions n'ont pas été prises. Sa vocation est de mettre en valeur le tableau de la Résurrection signalé ci-dessus. Il se compose, pour l'essentiel, d'un cadre en anse de panier, flanqué de deux larges montants décoré de panneaux d'un style rocaille épuré, et surmonté de deux pots-à-feu, le tout peint en faux-marbre rouge et blanc. À l'instar du tableau, le retable devrait dater de 1779. Il est inscrit depuis juin 2003[24], et a été restauré depuis.
- L'autel de Sainte-Anne, au chevet du collatéral sud, est réalisé en bois de chêne taillé et peint en blanc. Il est en forme de boîte, avec une élévation frontale trapézoïdale. Ses dimensions n'ont pas été prises. On le considère comme contemporain du retable de sainte Anne ci-dessous (1680). Or, sa forme très simple traduit un souci d'économie, qui contraste avec le caractère abouti du retable. Dans le contexte, on s'attendrait plutôt à un autel de pierre en forme de tombeau galbé. L'on doit toutefois considérer que l'autel était initialement muni d'un plateau, qui devait être de marbre. Ce plateau, ainsi que la pierre de consécration, ont disparu. Le décor du panneau central se compose de moulures à la bordure supérieure ; de cannelures à gauche et à droite ; d'une croix de Malte au centre ; et de petites rosettes aux quatre extrémités du panneau central. L'autel est classé depuis juin 1925[36].
- Le retable de l'autel de sainte Anne, au chevet du collatéral sud, est en marbre noir et pierre calcaire taillé et poli, et de style baroque. Il mesure 6 m de hauteur pour 4 m de largeur, et date de 1680. Le soubassement du retable, dissimulé par l'autel, est flanqué de deux stylobates, qui servent de supports aux statues d'un prophète et de saint Joseph à l'Enfant Jésus, signalées ci-dessus. Abstraction faite de ces éléments, le retable se compose d'un avant-corps, constituée de la niche en plein cintre abritant le groupe sculpté de l'Éducation de la Vierge (voir ci-dessus) et de deux colonnes corinthiennes, qui supportent un entablement et un fronton en arc de cercle. Il arbore en son milieu un écusson richement décoré, dont les armes ont été bûchées à la Révolution, et à gauche et à droite, des fruits en abondance. Les corbeaux sculptés de feuilles d'acanthe de la corniche et du fronton, et les petites rosaces du soffite, sont également remarquables. Pour venir aux ailes latérales de part et d'autre du corps central, ils se composent chacun d'un pilastre corinthien supportant une section d'entablement avec plusieurs ressauts. Les flancs latéraux de ses ailes latérales sont sculptés de chutes de fleurs en haut-relief. Le couronnement est formé par un crucifix, dont le socle indique le millésime 1680 ; deux anges adorateurs placés sur les rampants du fronton ; et deux urnes débordant de fruits. Ce retable architecturé richement sculpté, mais sans lourdeur, provient du prieuré de Wariville, sur la même commune, dissout à la Révolution. Il est classé depuis juin 1925[37],[38].
- Le chapier (meuble pour la conservation des chapes) est en bois de chêne taillé, et date du XVIIIe siècle. Il est inscrit depuis juin 2003[39] (sans illustration).

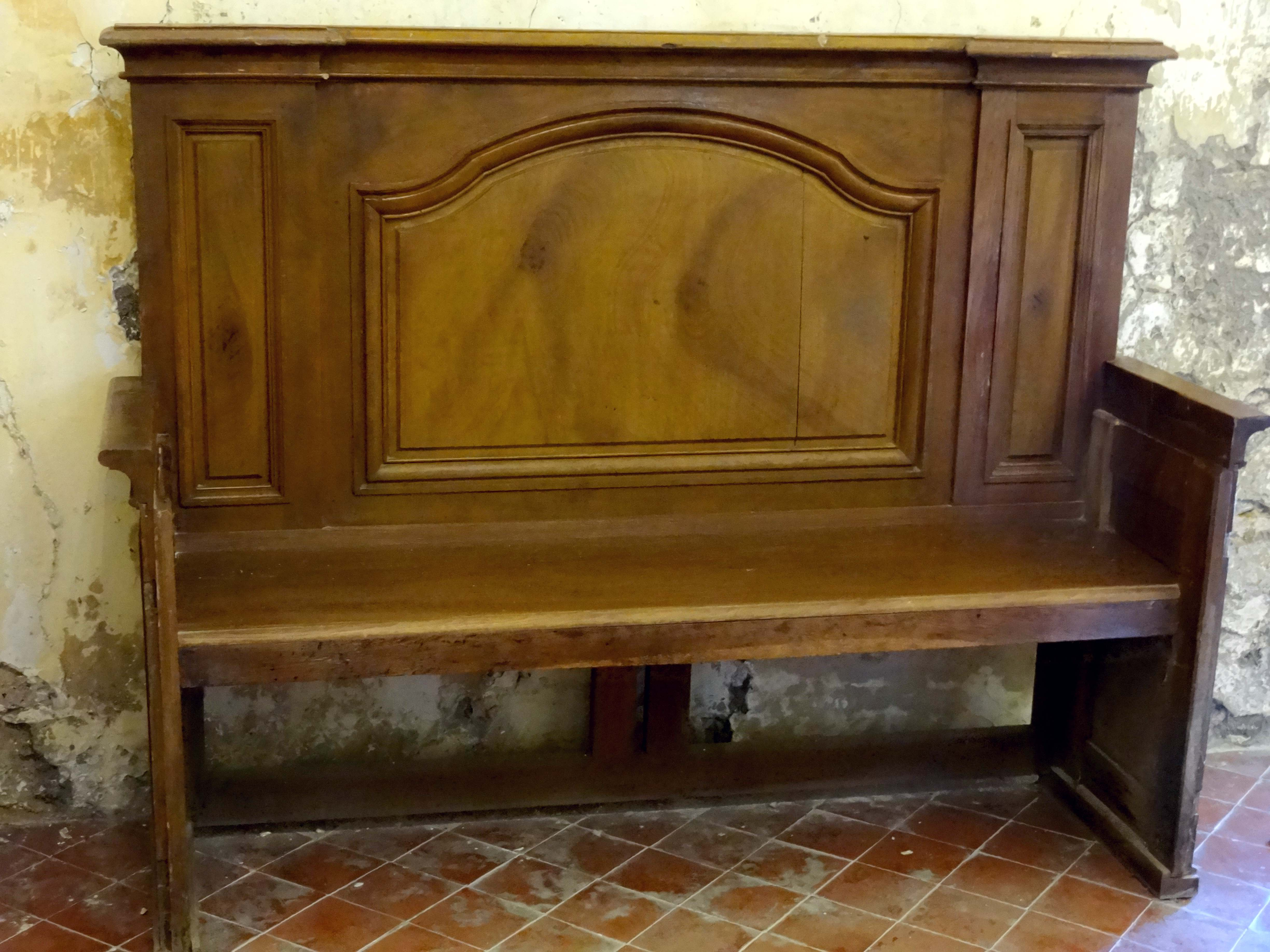
Banc de chantre.
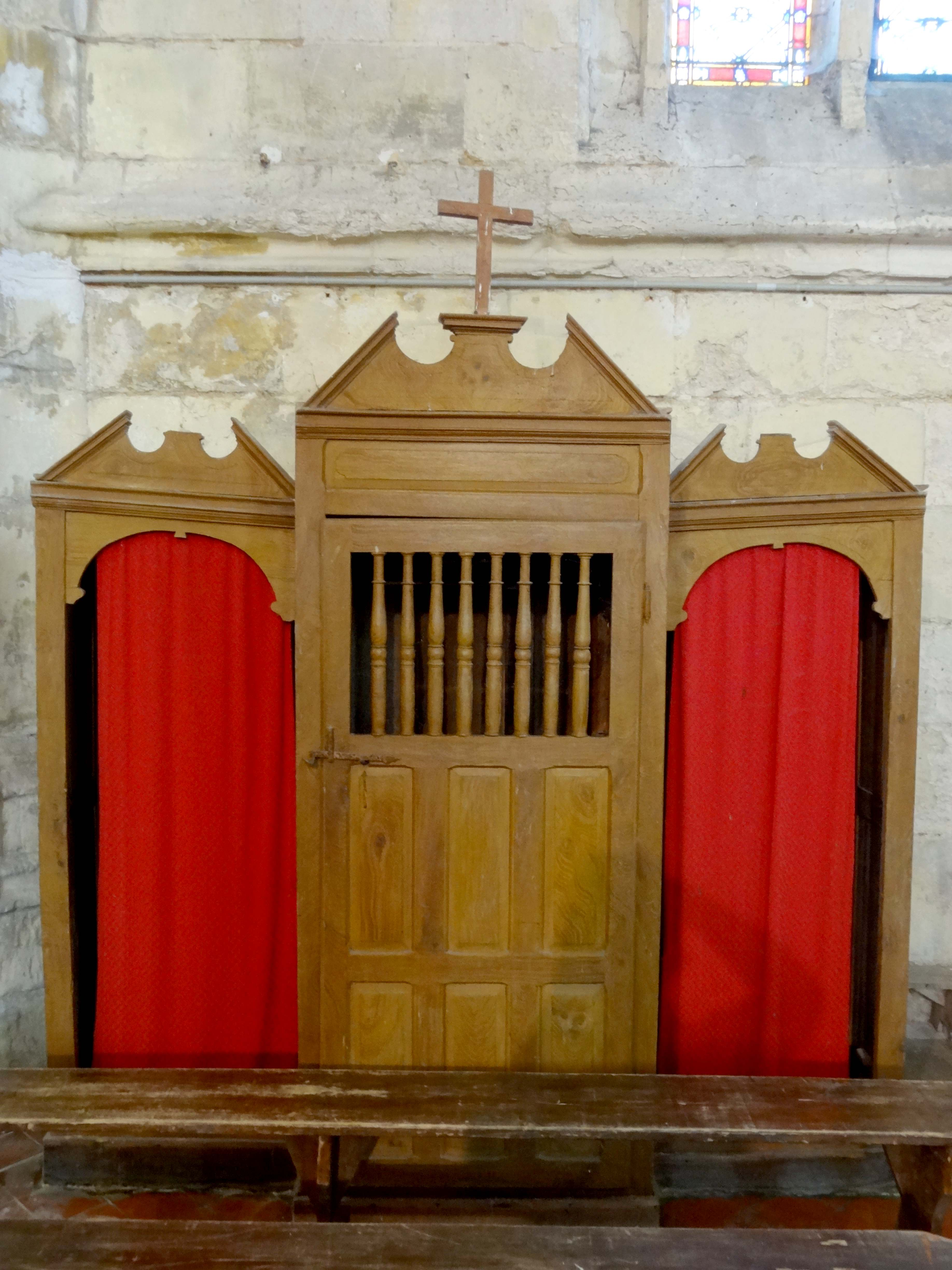
Confessionnal.
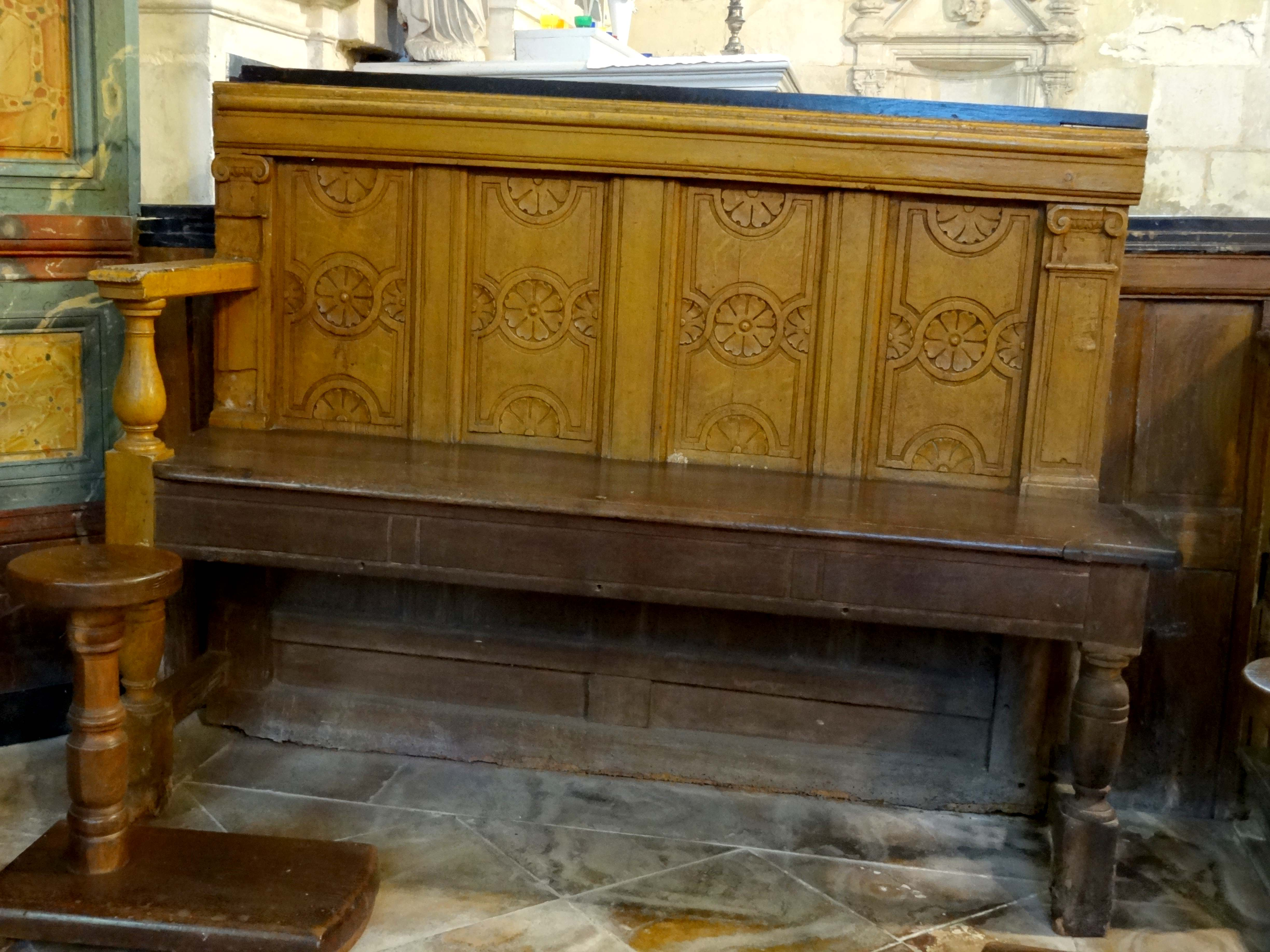
Dossier (anciennes boiseries du chœur).
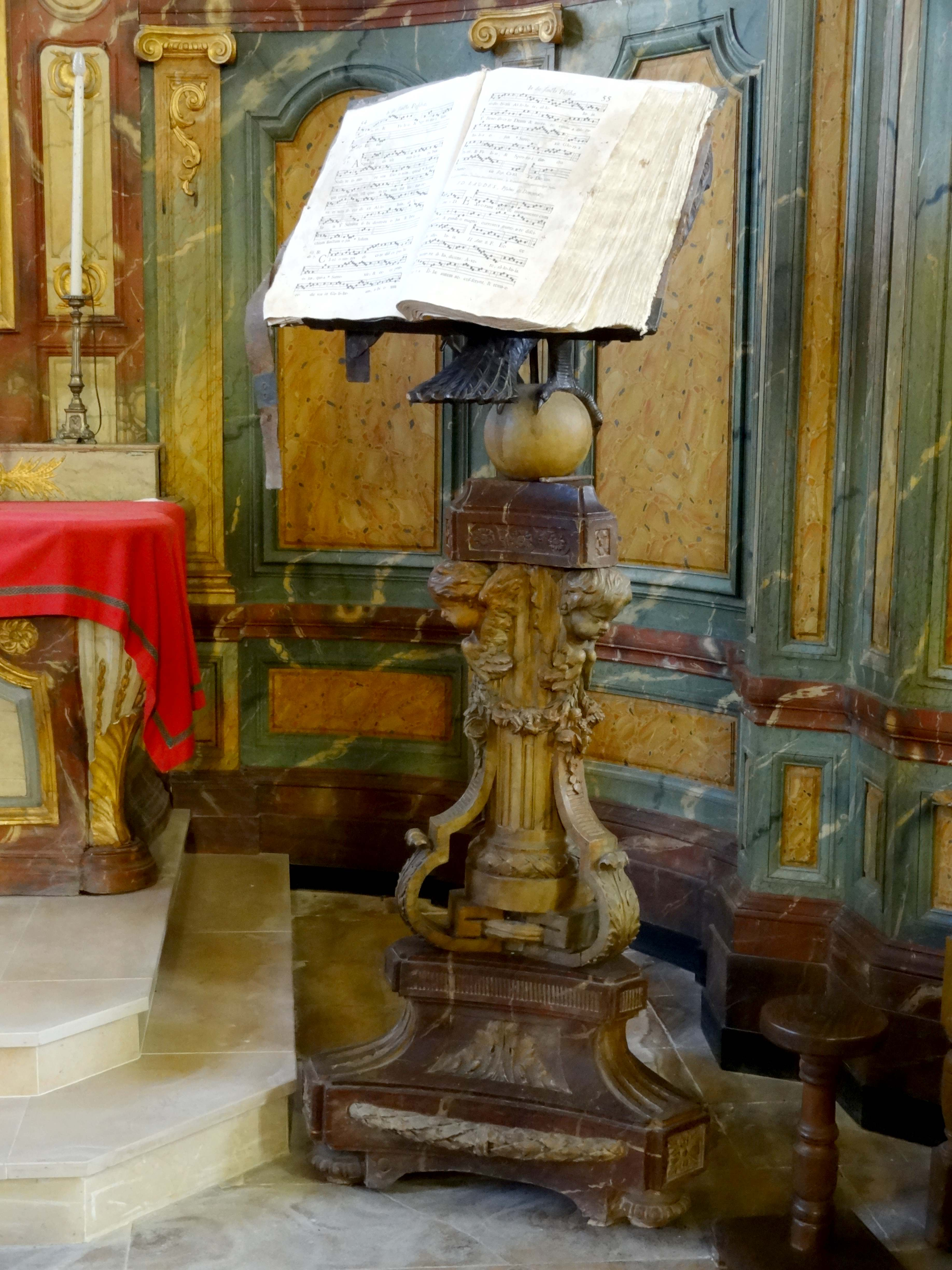
Aigle-lutrin.
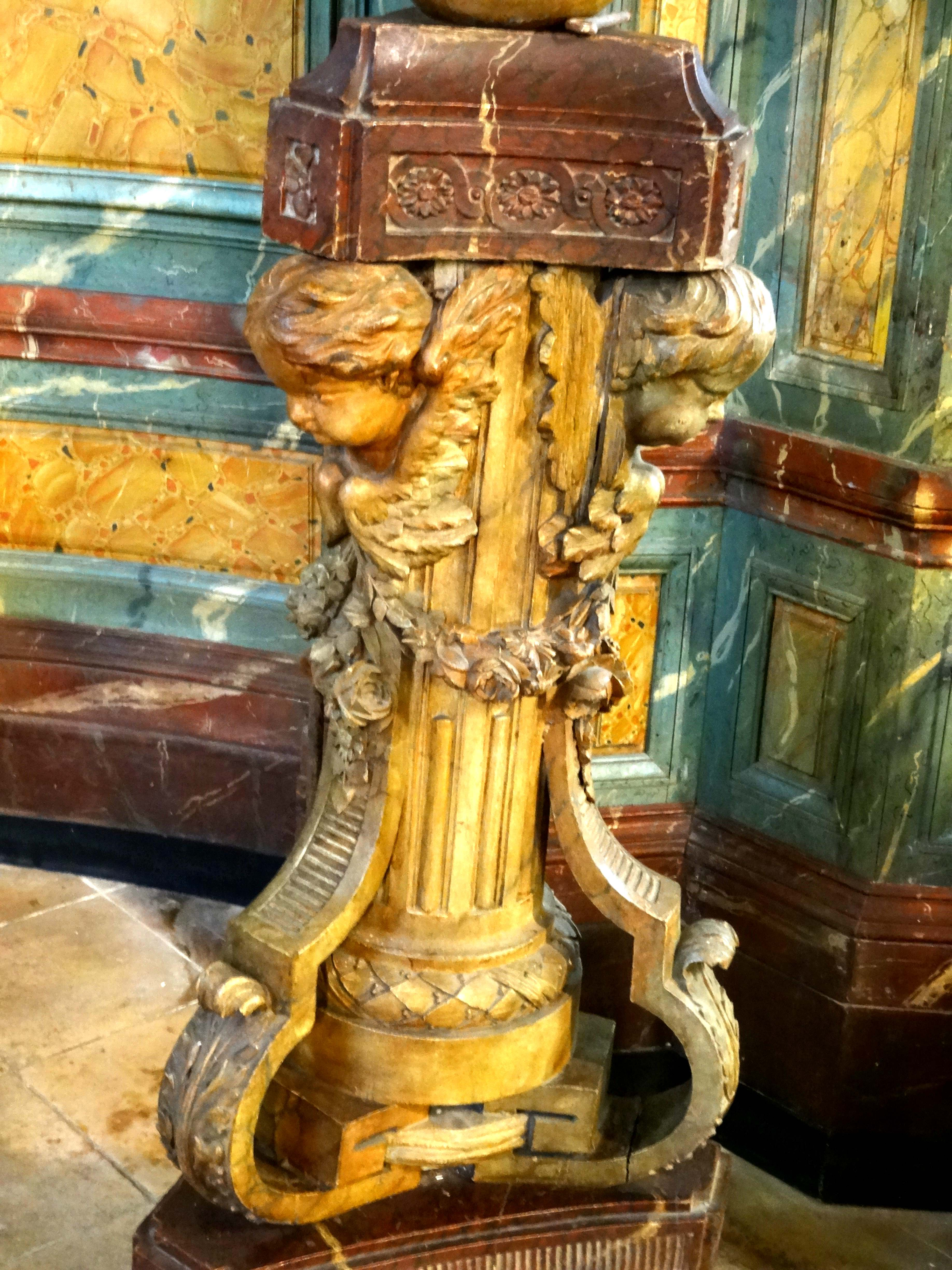
Aigle-lutrin (pied).
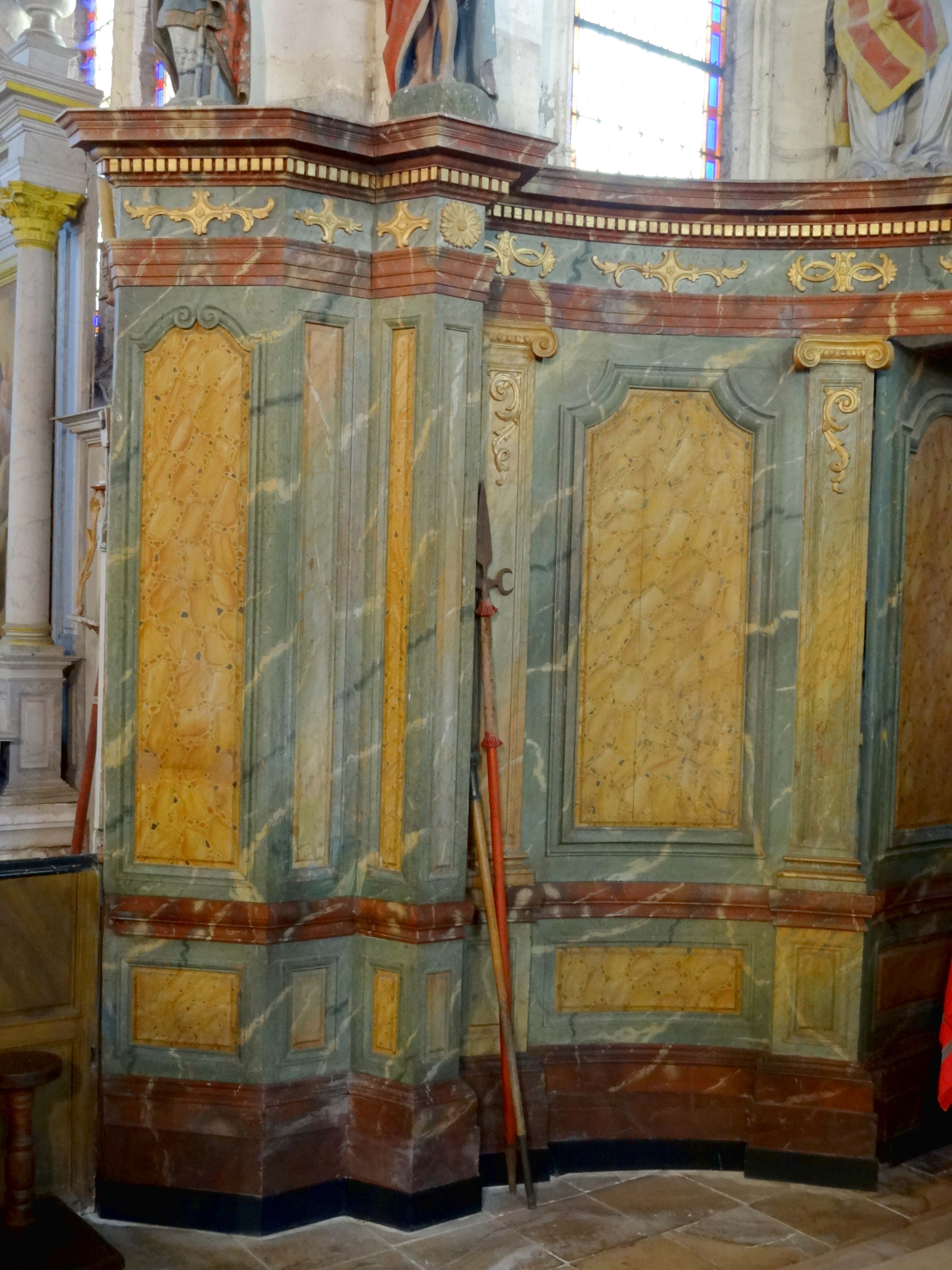
Boiseries de l'abside.

### Divers

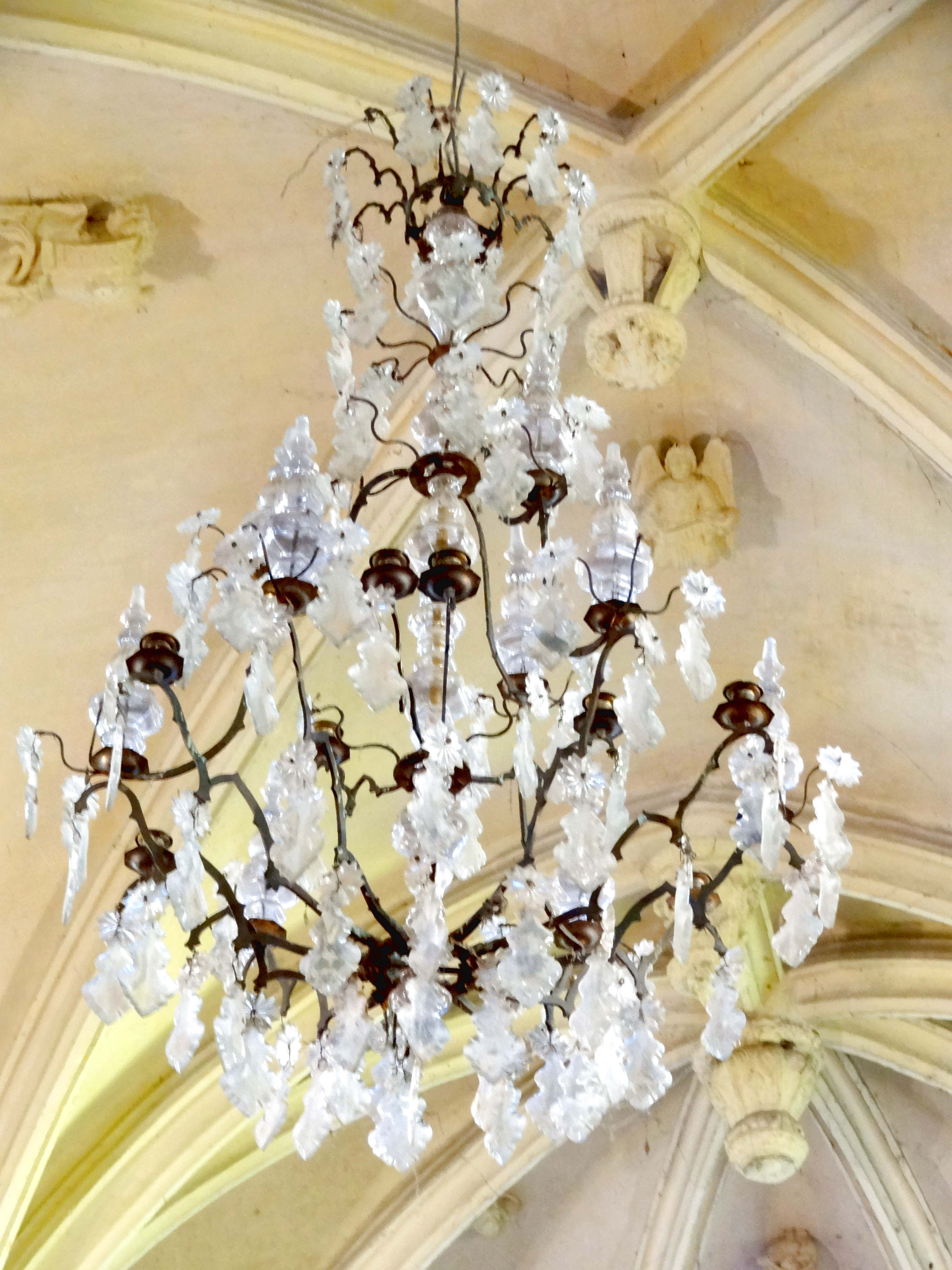
Lustre en laiton et verre.

- L'unique lustre, suspendu au milieu du chœur, est en laiton et verre taillé, et orné de nombreuses pampilles. Il date du XIXe siècle, et est inscrit depuis juin 2003[40].
- La bannière de procession représentant saint Lucien, patron de l'église, est une broderie sur soie appliquée sur une bannière moderne. Elle date du XVIe siècle, et est classée depuis juin 1925, mais a disparu depuis[41] (sans illustration).
- La hallebarde et la canne placées dans un angle de l'abside proviennent d'un costume de suisse du XIXe siècle. Ils mesurent respectivement 205 cm et 130 cm de longueur. La canne a un pommeau en laiton argenté. Les deux objets sont inscrits depuis juin 2003[42],[43] (voir les boiseries de l'abside).
- Également protégées au titre objet sont quatre chapes en soie brodée, qui datent des XVIIIe et XIXe siècles (trois inscrites, une classée)[44],[45],[46] (sans illustration).

### Vitraux
Les trois baies n° 0 (axe du chevet), n° 1 (pan nord-est), et n° 2 (pan sud-est) comportent des verrières figurées polychromes du XIXe siècle. Elles sont signées J.E. Roussel, Beauvais. Son atelier a été actif entre 1877 et 1893 environ. La verrière n° 1 représente la Sainte Famille. Un établi est installé sur la véranda ouverte de la maison, devant un arrière-plan qui montre une nature foisonnante. À gauche, se dresse un palmier, et à droite, un cep de vigne portant de nombreuses grappes de raisin grimpe sur l'une des poutres verticales de la charpente. Saint Joseph se tient debout derrière l'établi, face au spectateur, un plan étalé devant lui. Son regard se tourne vers Jésus, visible à droite, qui réfléchit apparemment à la bonne manière de travailler une planche de bois. Marie, installée sur une chaise à gauche de la scène, est en train de filer de la laine, mais s'arrête un instant pour regarder faire son fils. Une quenouille, un panier de laine, des outils et un meuble inachevé traînent par terre. Assez curieusement, le tympan de la verrière représente seulement des planches de bois. — La verrière n° 0 représente le Christ en croix, désaxé vers la droite de la baie, et représenté légèrement de biais, ce qui rompt avec la composition symétrique habituelle. Ce n'est pas la crucifixion, contrairement à ce qu'affirme le dossier de protection. Toute la partie basse du vitrail est caché par le retable, pourtant antérieur à la verrière, qui n'a donc jamais été intégralement visible depuis son installation. Les arbres occupent aussi une place importante. La partie haute de la verrière et le tympan contiennent des nuages sombres, rendus avec beaucoup moins de réalisme que le reste, tandis que Dieu le Père apparaît dans le soufflet central du tympan. La verrière n° 2 représente une scène de la vie de saint Remi de Reims. En plein forêt, le saint évêque, accompagné de deux disciples qui se tiennent derrière lui, prêche devant un petit nombre de passants. Deux se sont déjà convertis, et sont agenouillés, les mains jointes pour la prière, en face de lui. D'autres, curieux, s'approchent, se consultent, désignent saint Remi du doigt. Comme sur la verrière n° 1, la nature occupe ici une place de choix, car la scène ne remplit que la moitié inférieure des lancettes. Le décor se continue sur le tympan, qui ne comporte, une fois de plus, aucun motif spécifique.

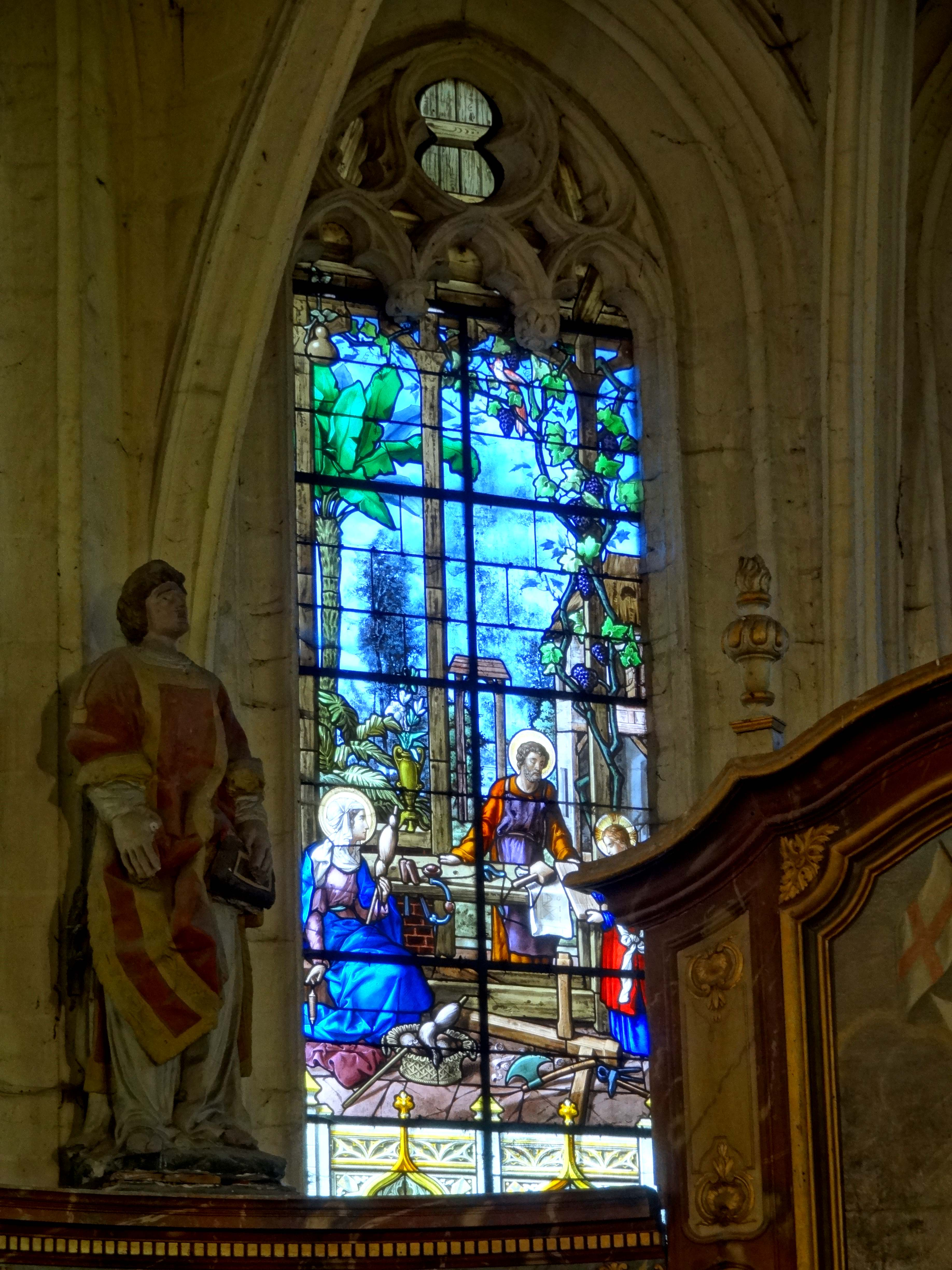
Verrière n° 1.
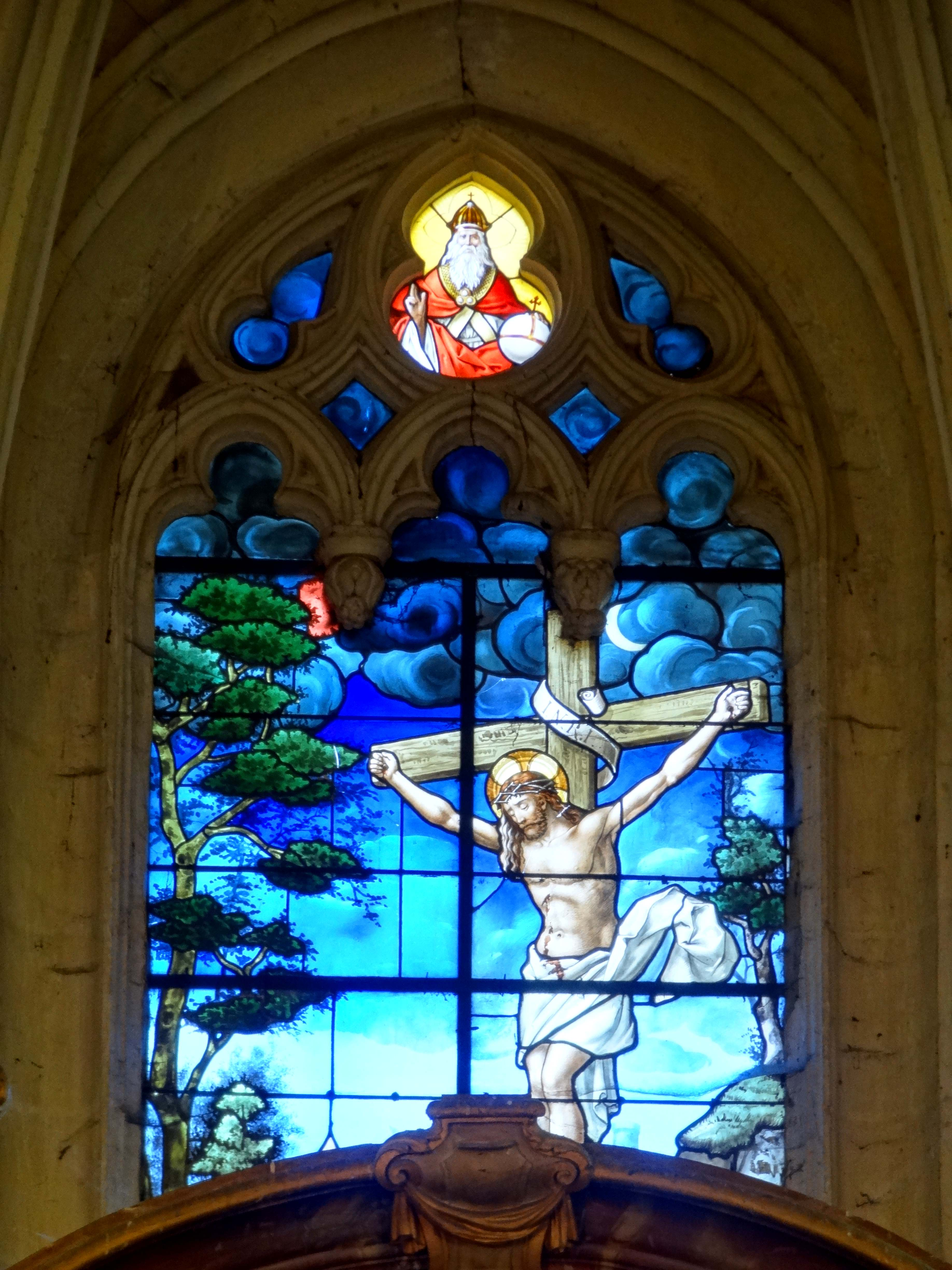
Verrière n° 0.
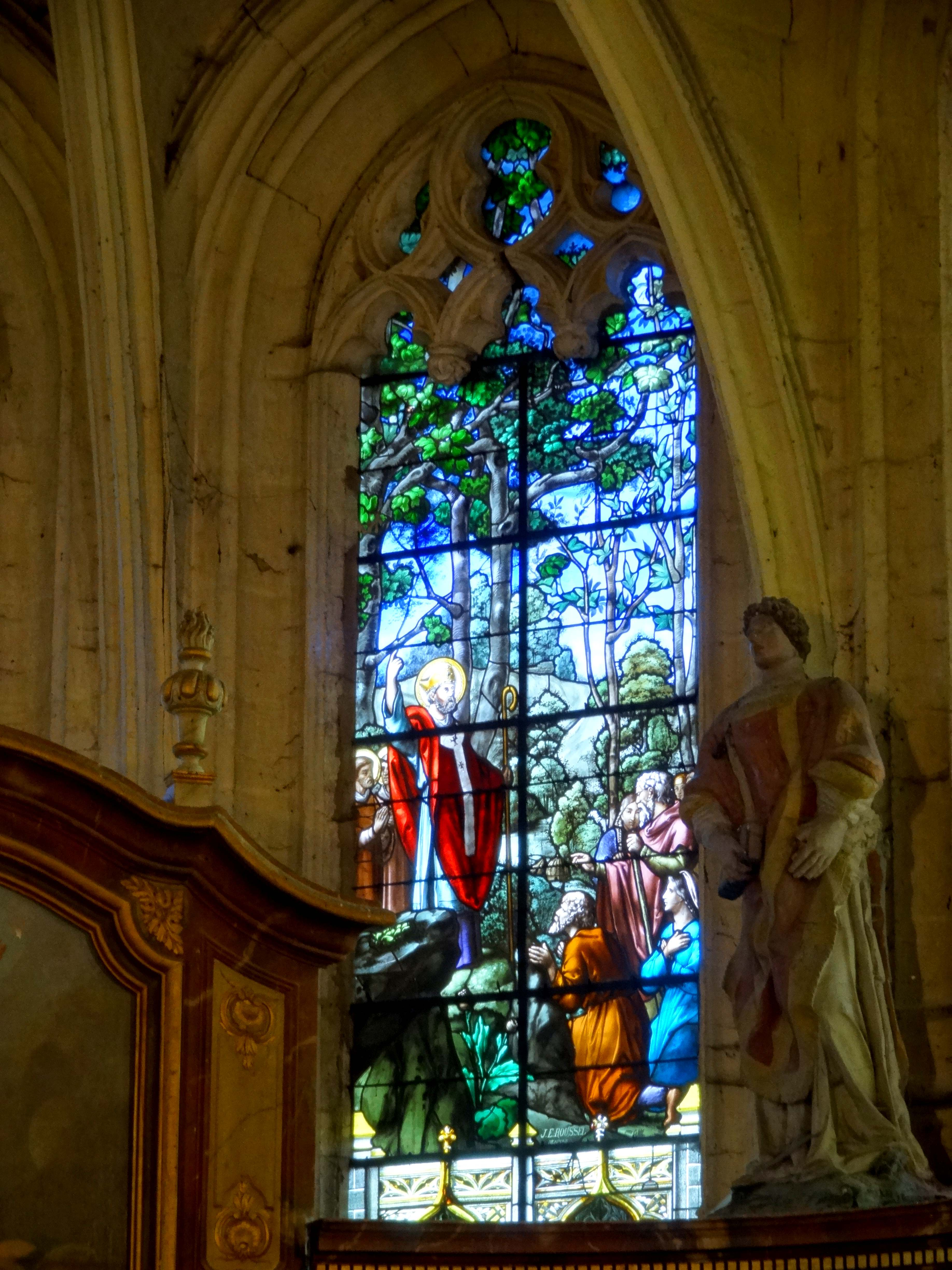
Verrière n° 2.